# Arquitectura neorrománica

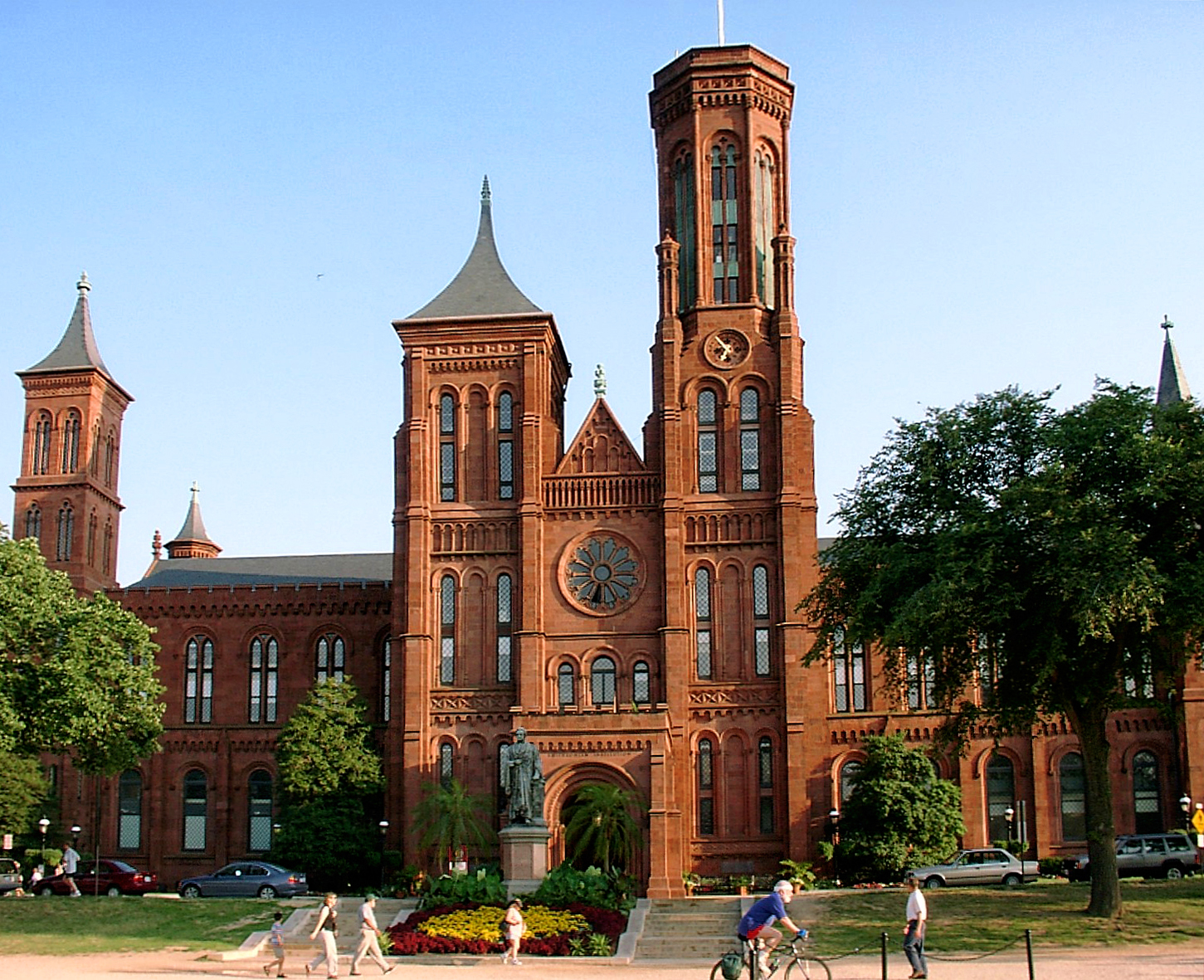
El Edificio Institucional Smithsonian (1855), de James Renwick, Jr., un temprano ejemplo neorrománico en Estados Unidos.

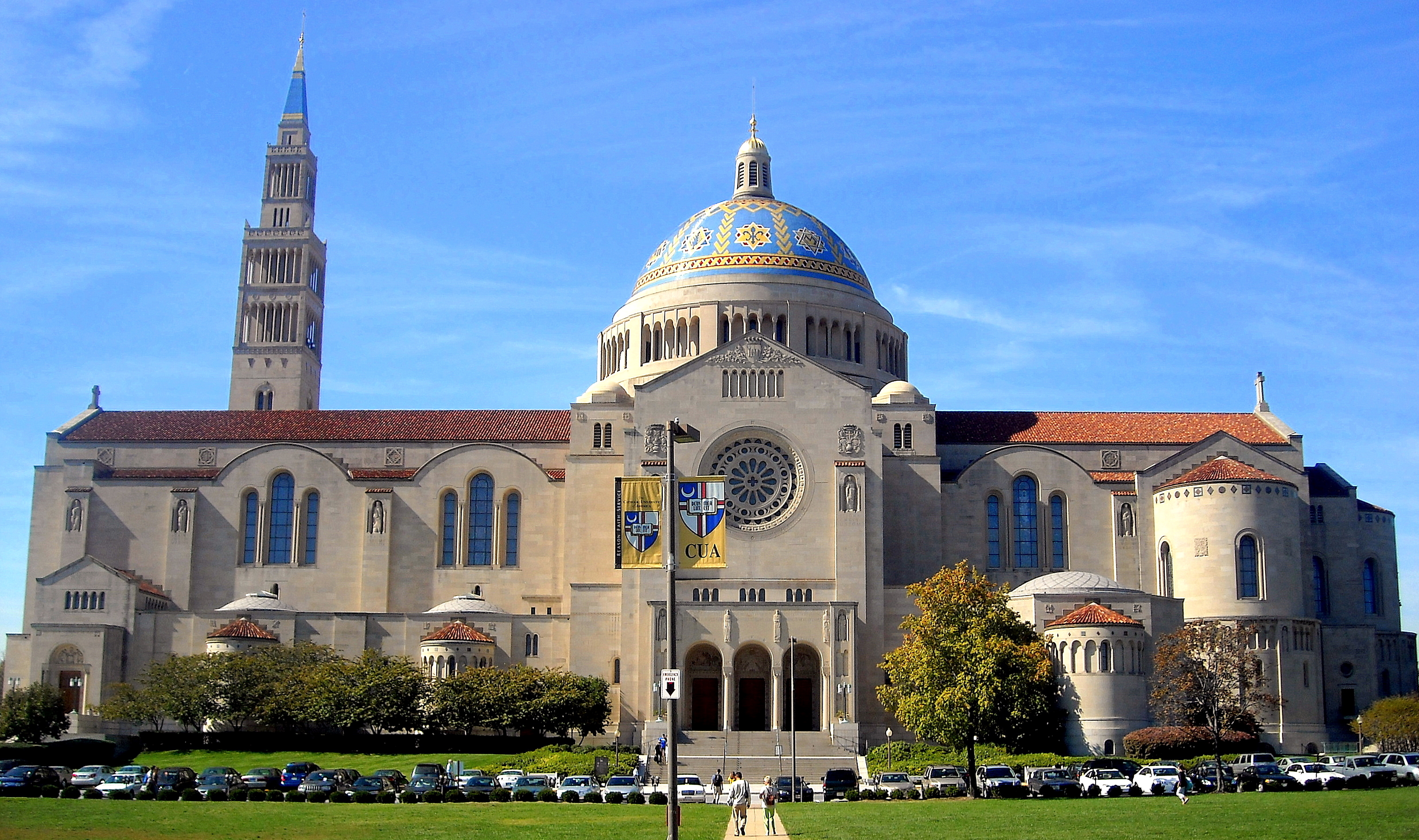
La Basílica del Santuario Nacional de la Inmaculada Concepción (1920-1961), Washington D. C., de Maginnis & Walsh

El neorrománico es un estilo arquitectónico, enmarcado en la corriente del historicismo, que surgió en el siglo XIX y fue usado hasta las primeras décadas del XX y que se basa en una libre reinterpretación del estilo románico vigente durante la Edad Media europea, entre los siglos XI y XIII. Se extendió primero por toda Europa, desde donde pasó luego a América. Se utilizó sobre todo en iglesias —y, ocasionalmente, en sinagogas como la Nueva Sinagoga de Estrasburgo construida en 1898 y la sinagoga Emanu-El de Nueva York, en la quinta Avenida, que data de 1929— y también fue empleado en la restauración de edificios medievales en toda Europa (como en la fachada de la catedral de Espira, en Alemania, reconstruida a mitad del siglo XIX). Fue común en edificios civiles, como ayuntamientos y juzgados, y bastante popular en los campus universitarios a fines del siglo XIX y principios del XX, especialmente en los Estados Unidos y Canadá. Se pueden encontrar ejemplos bien conocidos en la Universidad de California, Los Ángeles, la Universidad del Sur de California, la Universidad de Tulane, la Universidad de Denver, la Universidad de Toronto y la Universidad Estatal de Wayne.
Una primera variante del estilo neorrománico conocida como Rundbogenstil (en alemán, «estilo de arco redondeado») fue bastante popular en Alemania así como entre la diáspora alemana que comenzó en la década de 1830. El neorrománico alemán llegó a tener el estatus de estilo nacional por excelencia, siendo muy utilizado durante la segunda mitad del siglo XIX. En Portugal, fueron re-romanizados muchos viejos castillos e iglesias en la primera mitad del siglo XX. En los Estados Unidos fue uno de los estilos favoritos en los edificios públicos como ayuntamientos y campus universitarios.
Como otros estilos historicistas, el neorrománico a menudo se redujo a la decoración general de los edificios sin afectar a las plantas ni a la estructura. También fue común mezclar en el mismo edificio el neorrománico y el neogótico, los dos estilos medievales por excelencia. Debido a las similitudes estilísticas, también era apto para combinar con el estilo bizantino, como en la célebre basílica del Sagrado Corazón de Montmartre en París de Paul Abadie.
Son características de la arquitectura de estilo neorrománico: las edificaciones de ladrillo o piedra monocromática, la abundancia de arcos de medio punto sobre los vanos (puertas y ventanas) y también con fines decorativos, la disposición de torres poligonales en los lados de las fachadas, las cubiertas de formas diversas, el uso de las bóvedas de cañón en los interiores. En general se usaron elementos más simplificados que los originales históricos.
El estilo neorrománico también es referido a veces como estilo normando o estilo lombardo, particularmente en trabajos publicados durante el siglo XIX, por las variantes que fueron desarrolladas basándose en la arquitectura de los normandos y los lombardos, respectivamente.

Edificios neorrománicos
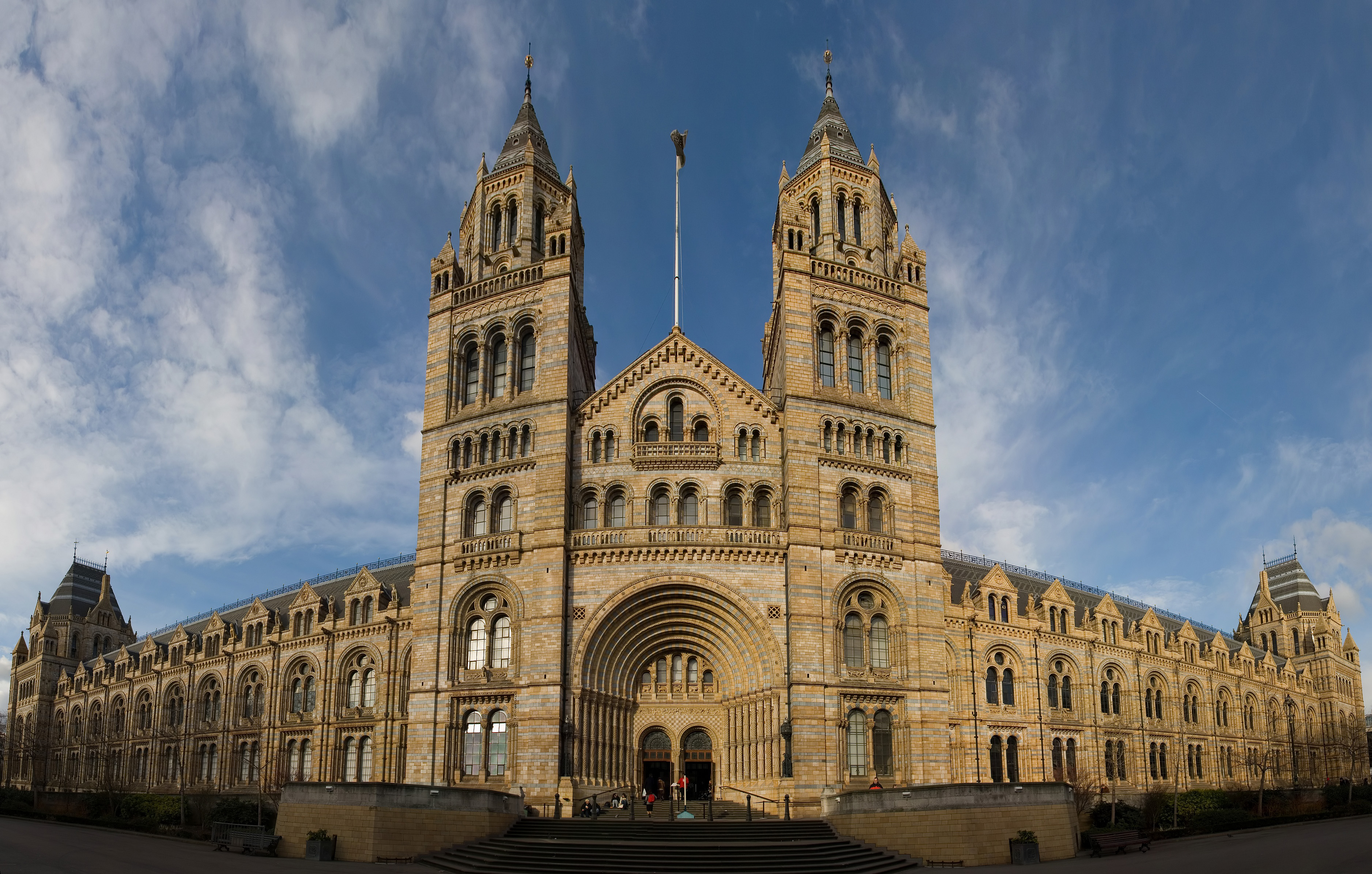
Museo de Historia Natural (Londres) (1873-1880), construido por Alfred Waterhouse siguiendo la moda victoriana
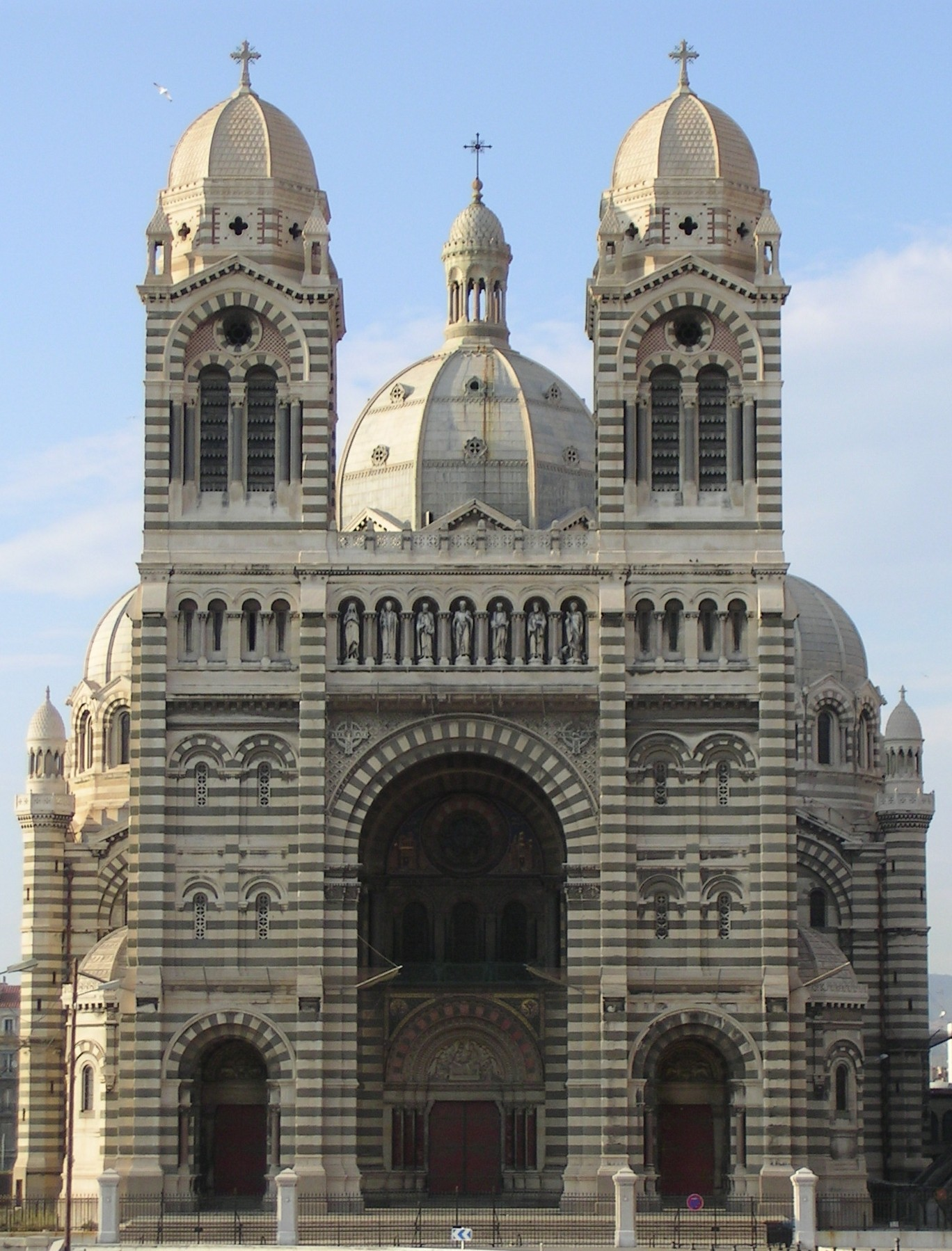
Catedral de Marsella (1852-1893)
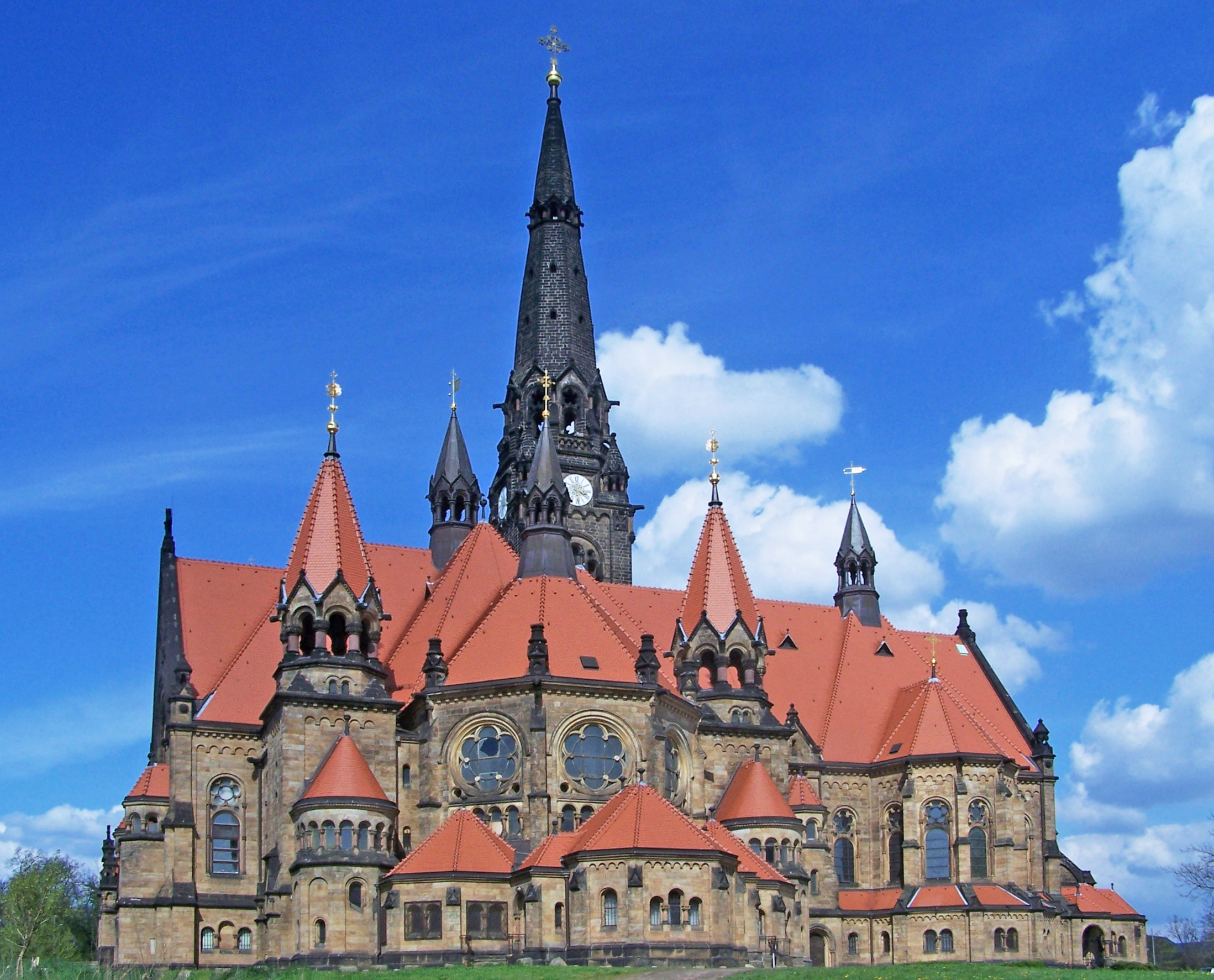
Iglesia de la Guarnición Saint-Martin, Dresde (1893-1900)
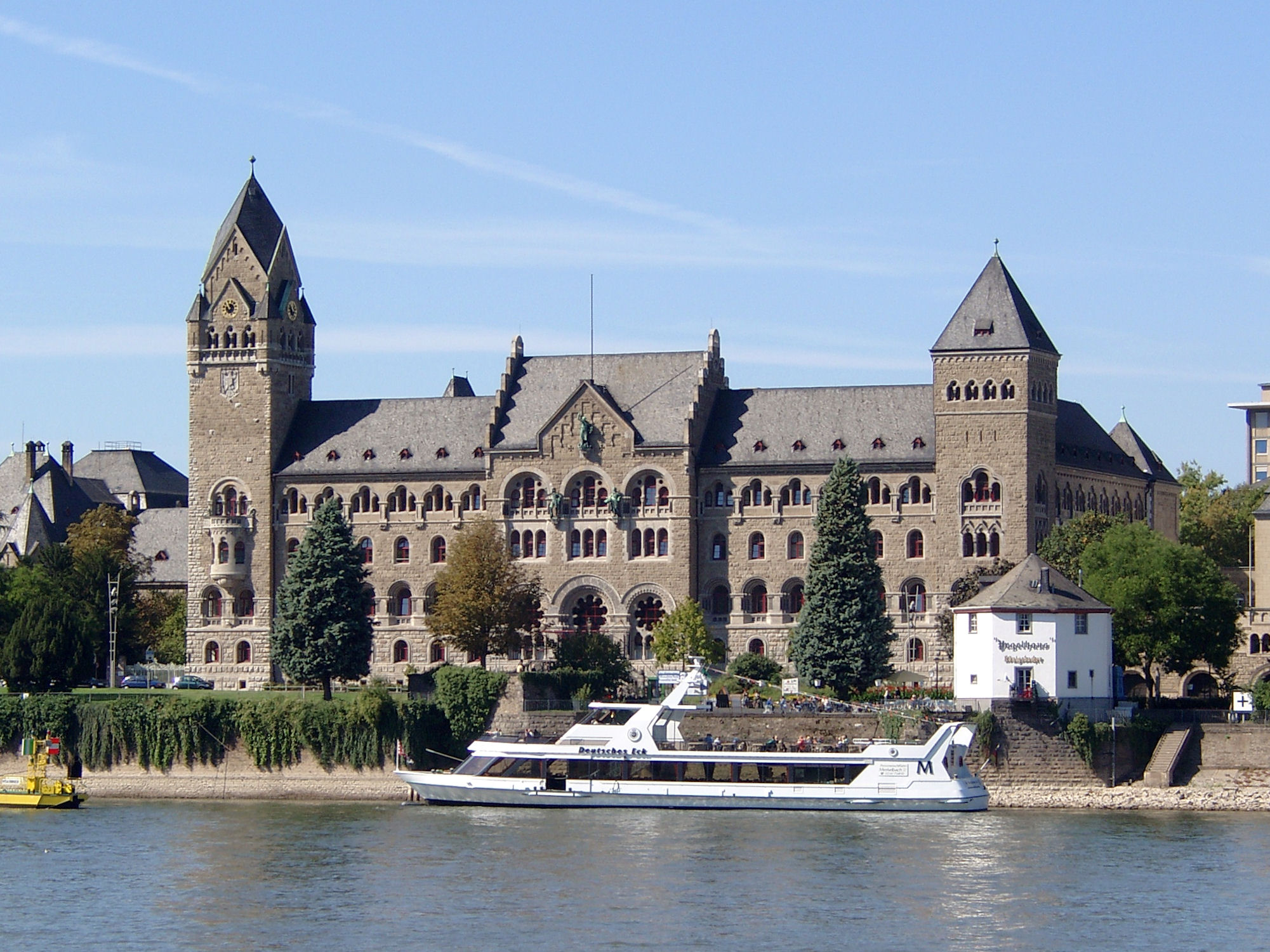
Edificio del gobierno prusiano (Coblenza) (1902-1905), obra de Paul Kieschke
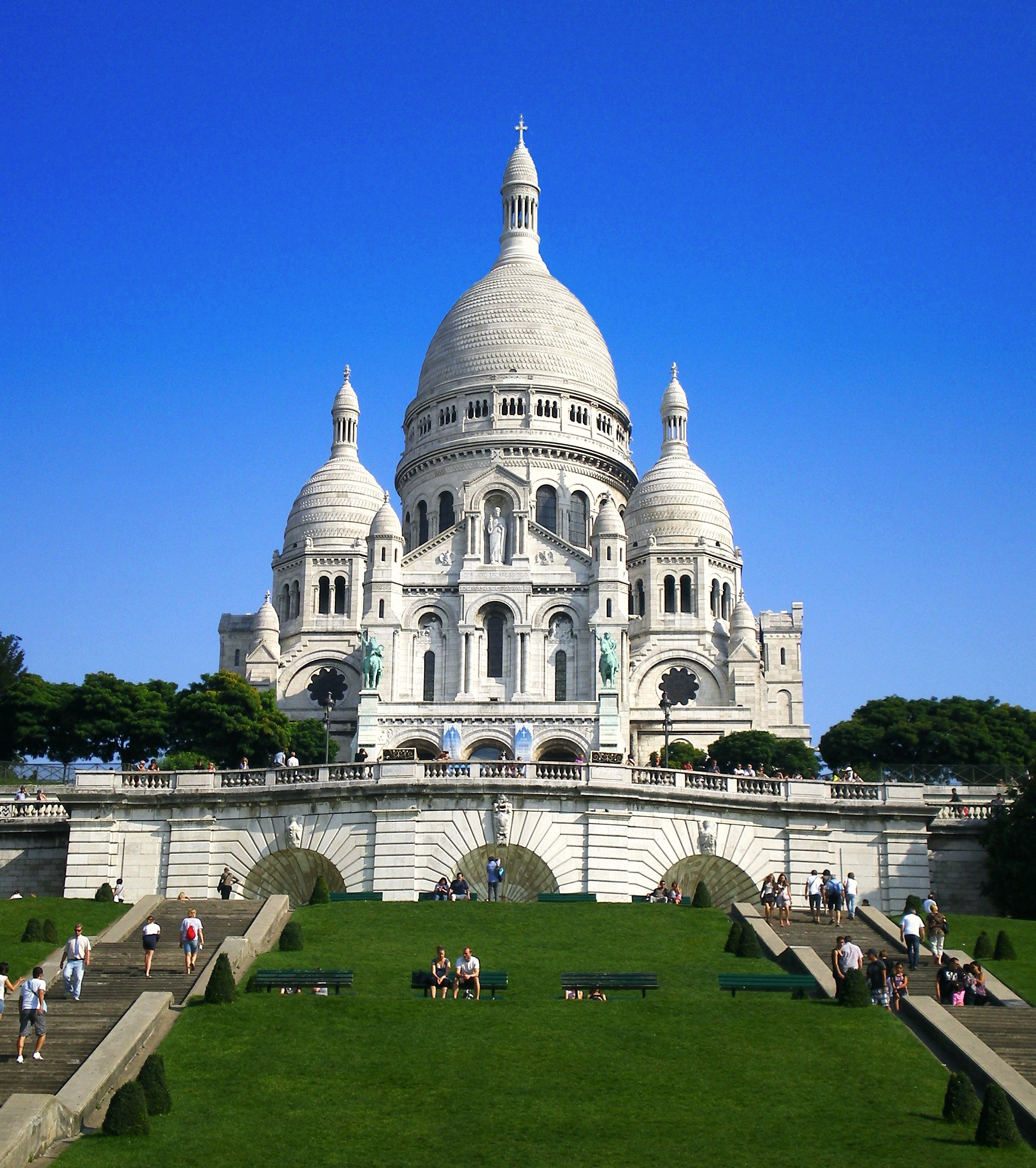
Basílica del Sagrado Corazón de París (1875-1923), obra de Paul Abadie
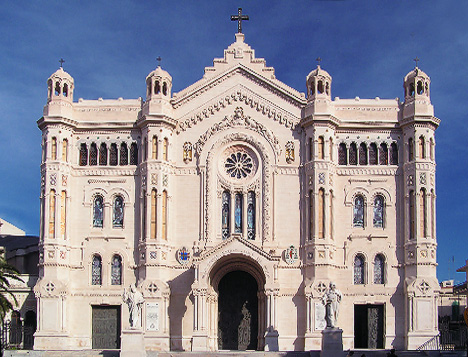
Duomo de Reggio Calabria (1917-1928)
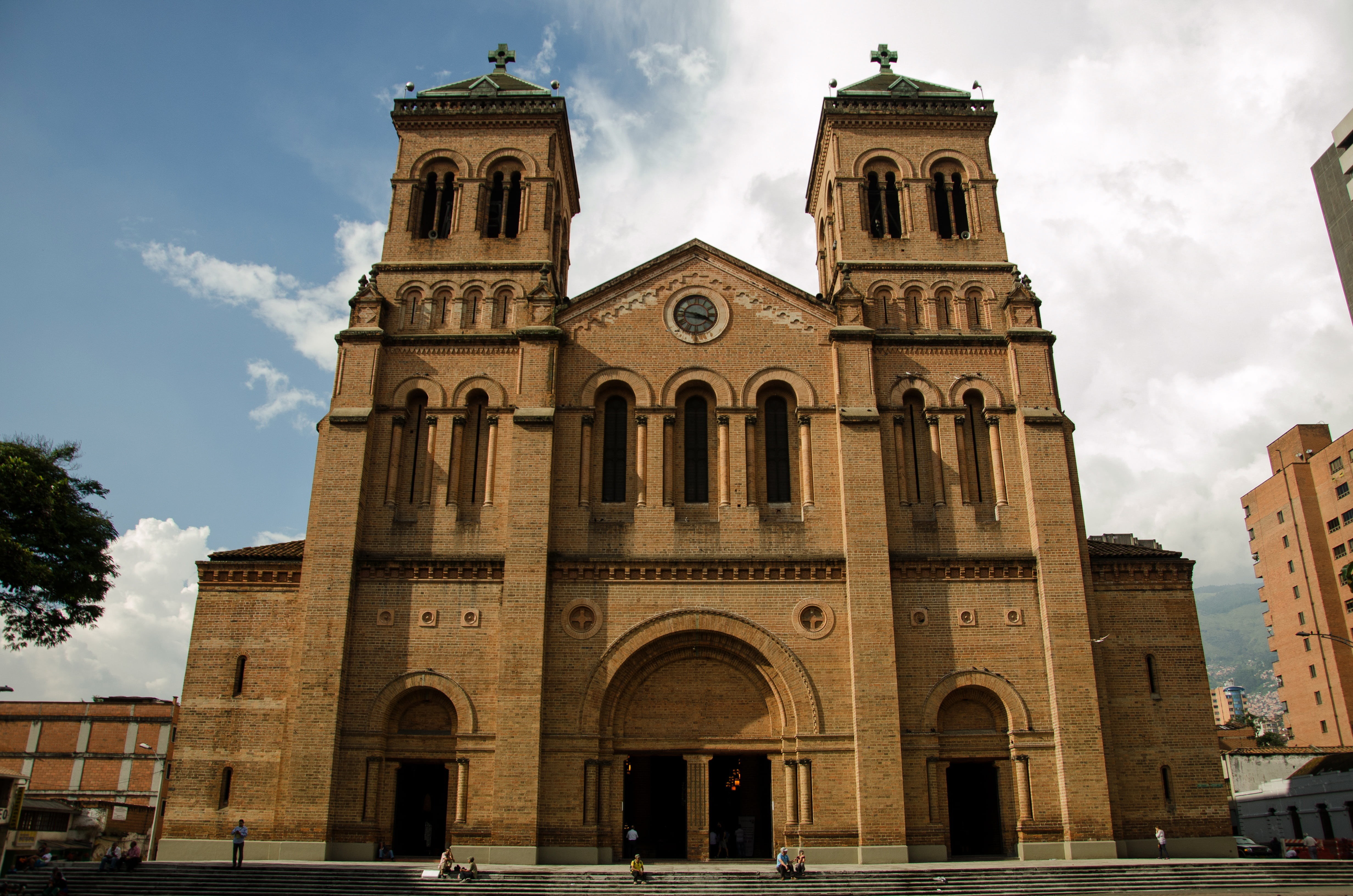
Catedral de Medellin(Colombia) (1890-1931)

## Neorrománico en Europa

### Neorrománico o renacer normando en Gran Bretaña

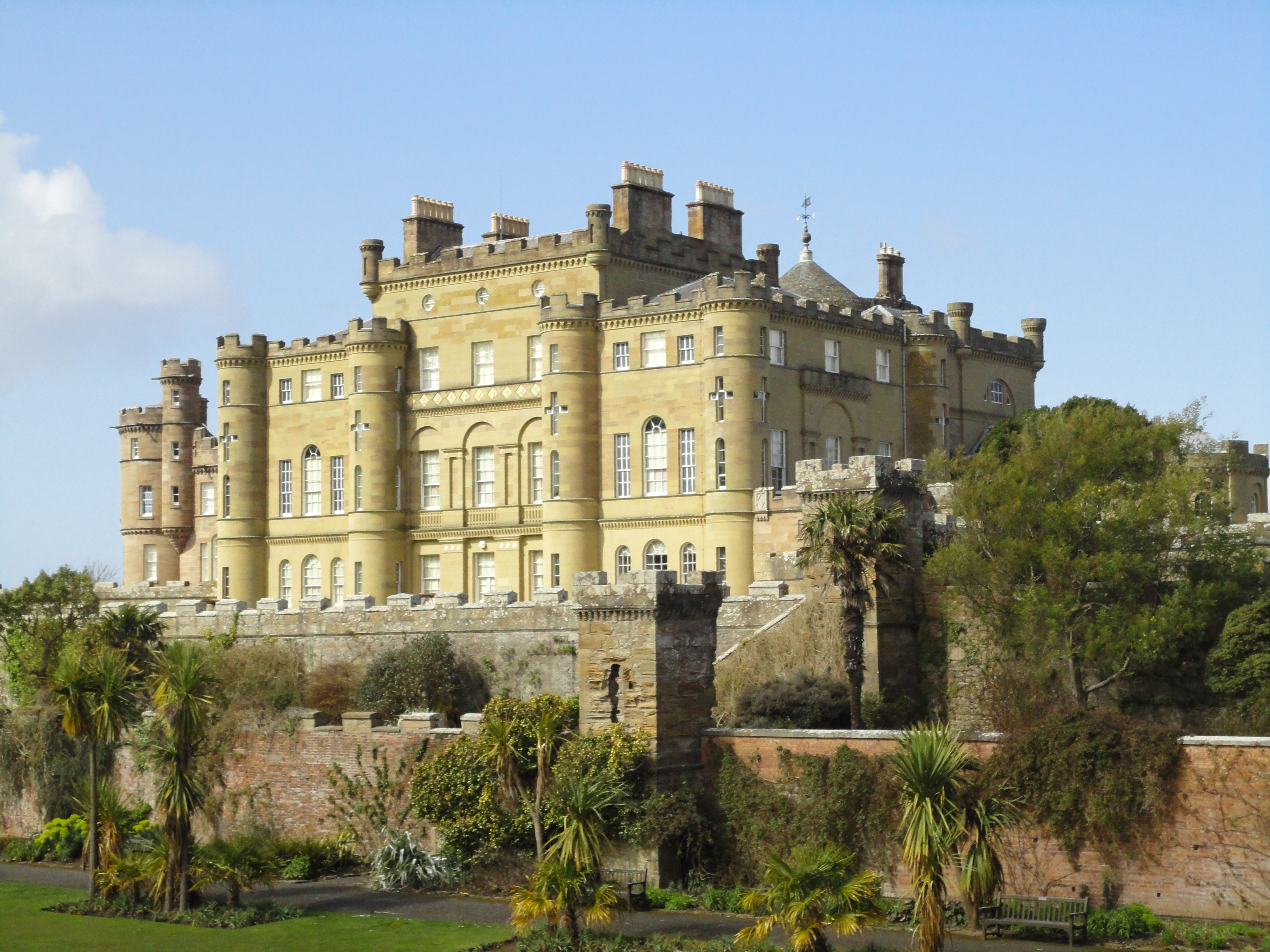
Castillo de Culzean, de Robert Adam (1771)

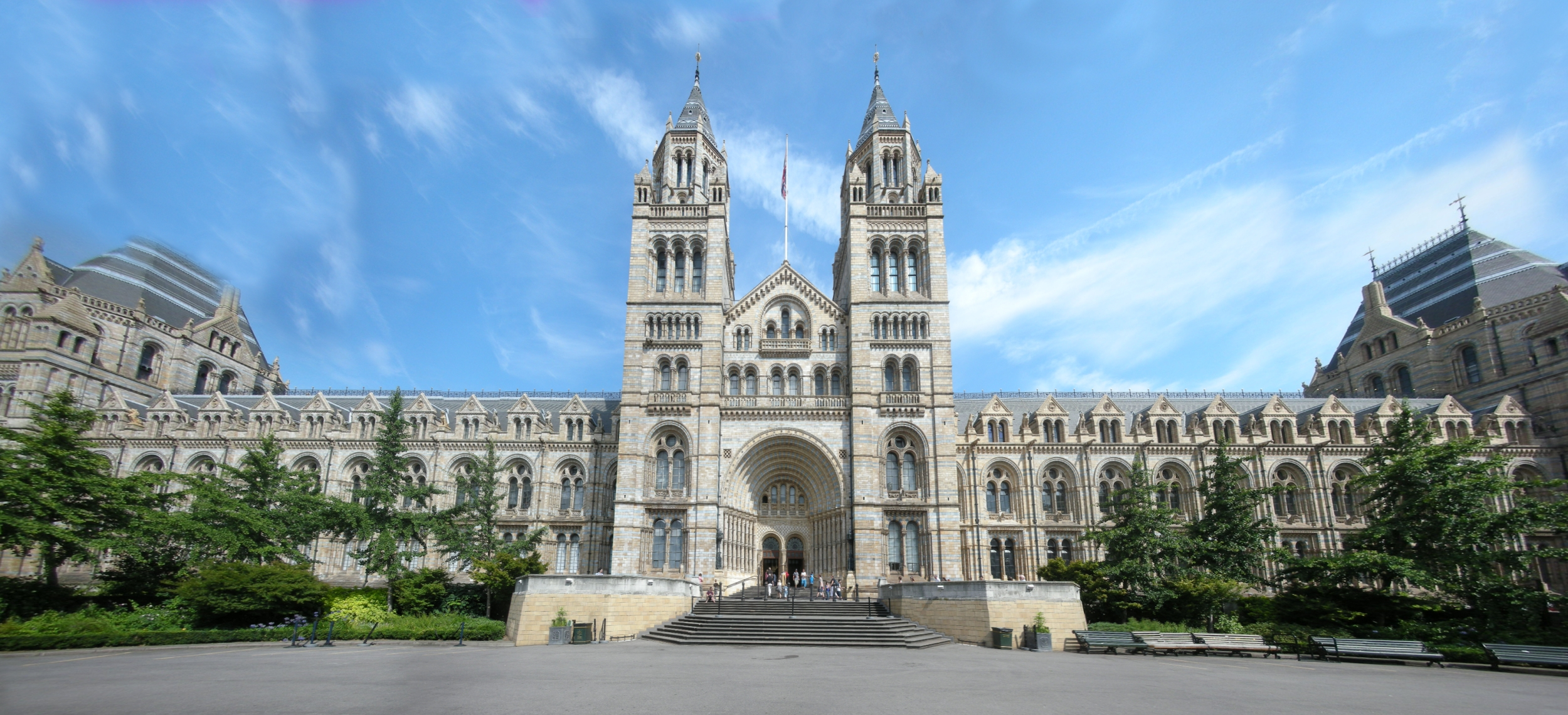
Museo de historia natural de Londres (1873-1880)

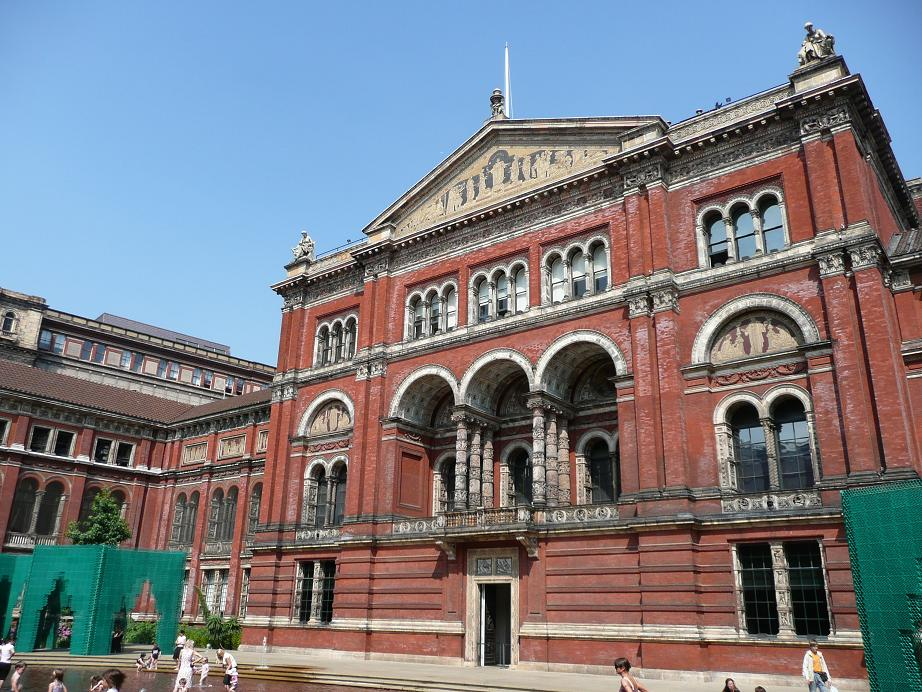
Antigua entrada del Victoria and Albert Museum de Londres, obra de Francis Fowke (1859)

En el Reino Unido, el neorrománico se encuadra en lo hoy se conoce como arquitectura victoriana. El edificio del Museo de Historia Natural de Londres, obra de Alfred Waterhouse, construida en 1873-1880, es uno de los ejemplos más significativos.
El desarrollo del estilo renacer normando tuvo lugar durante un largo tiempo en las islas británicas, pudiendo rastrearse antecedentes a partir de la refenestración que llevó a cabo Inigo Jones en la Torre Blanca de la Torre de Londres (1637-1638) o en el trabajo en el castillo de Windsor de Hugh May para Carlos II de Inglaterra, aunque estas obras fueron poco más que meros trabajos de restauración. En el siglo XVIII el uso de ventanas de arco redondo o de medio punto se pensaba que era una característica de la arquitectura sajona en lugar de normanda y hay ya ejemplos de edificios con ventanas de arco redondo, como el castillo de Shirburn en Oxfordshire, el de Wentworth, en Yorkshire, o el castillo de Enmore en Somerset.
En Escocia, el estilo comenzó a surgir con el castillo del duque de Argyl en Inverary, comenzado en 1744, y en los varios castillos diseñados por Robert Adam, en Culzean (1771), en Oxenfoord (1780-1782), en Dalquharran (1782-1785) o en el palacio de Seton (1792). En Inglaterra, James Wyatt ya utilizó ventanas de arco redondo en el priorato de Sandleford (1780-1789), en Berkshire. Luego el duque de Norfolk comenzó la reconstrucción del castillo de Arundel, mientras que el castillo de Eastnor en Herefordshire era construido por Robert Smirke entre 1812 y 1820.
Fue en ese momento cuando el renacer normando se convirtió en un estilo arquitectónico reconocible. Cuando en 1817 Thomas Rickman  publicó su obra An Attempt to Discriminate the Styles of English Architecture from the Conquest To the Reformation [Un intento de discriminar los estilos de la arquitectura inglesa desde la Conquista hasta la Reforma], fue claro que en las islas británicas la «round-arch architecture» (arquitectura de arco redondo) era en gran parte románica y se describió ya como normanda en lugar de sajona. El inicio de un renacer normando arqueológicamente correcto se pueden reconocer en la arquitectura de Thomas Hopper. Su primer intento fue en el castillo de Gosford, en Armagh (Irlanda), pero tuvo mucho más éxito su castillo de Penrhyn, cerca de Bangor, en Gales del Norte. Este fue construido para la familia Pennant, entre 1820 y 1837. El estilo no tuvo éxito para los edificios domésticos, aunque muchas casas de campo y castillos  simulados fueron construidos en el estilo gótico castellano o almenado (Castle Gothic o Castellated style) durante el período victoriano, que era un estilo neogótico mixto.
Sin embargo, el renacer normando tuvo éxito en la arquitectura eclesial. Fue Thomas Penson,  un arquitecto gales familiarizado con la obra de Hopper en Penrhyn, quien desarrolló la arquitectura eclesial neorrománica. Penson estaba influenciado por la arquitectura románica francesa y belga, y en particular por la temprana fase románica del gótico alemán del ladrillo. En St David Newtown (1843-1847) y en Santa Agaha de Llanymynech (1845) se inspiró en la torre de la catedral de San Salvador de Brujas. Otros ejemplos de neorrománico de Penson son la Christ Church, Welshpool (1839-1844), y el porche de la Iglesia de Langedwyn. Fue un innovador en el uso de la terracota para realizar decorativas románicas, ahorrando costes en lugar de hacerlas en la onerosa obra en piedra. La última iglesia de Penson en el estilo neorrománico fue Rhosllannerchrugog, en Wrexham (1852).
El románico adoptado por Penson contrasta con el estilo neorrománico italiano de otros arquitectos como Thomas Henry Wyatt, que diseñó la iglesia de Santa María y San Nicolás (1841-1844), en este estilo en Wilton construida por la condesa de Pembroke y su hijo, lord Herbert de Lea. En el siglo XIX la arquitectura seleccionada para las iglesias anglicanas dependió de las rectorías de las congregaciones particulares. Mientras que las iglesias altas y las anglo-católicas de la época, influenciadas por el movimiento de Oxford, se construyeron en estilo neogótico, las iglesias bajas y las iglesias amplias a menudo eemplearon el estilo neorrománico. Algunos ejemplos posteriores de esta arquitectura neorrománica se ven en iglesias y capillas no conformistas o disidentes. Un buen ejemplo de esto es la Capilla del Bautista de Mint Lane (1870), en Lincoln, en un estilo neorrománico italiano degradado, diseñada por los arquitectos de Lincoln Drury y Mortimer. Más o menos a partir de 1870 este estilo desaparece en la arquitectura eclesial en Gran Bretaña, siendo sucedido en el siglo XX por la neobizantino.

Neorrománico en Reino Unido
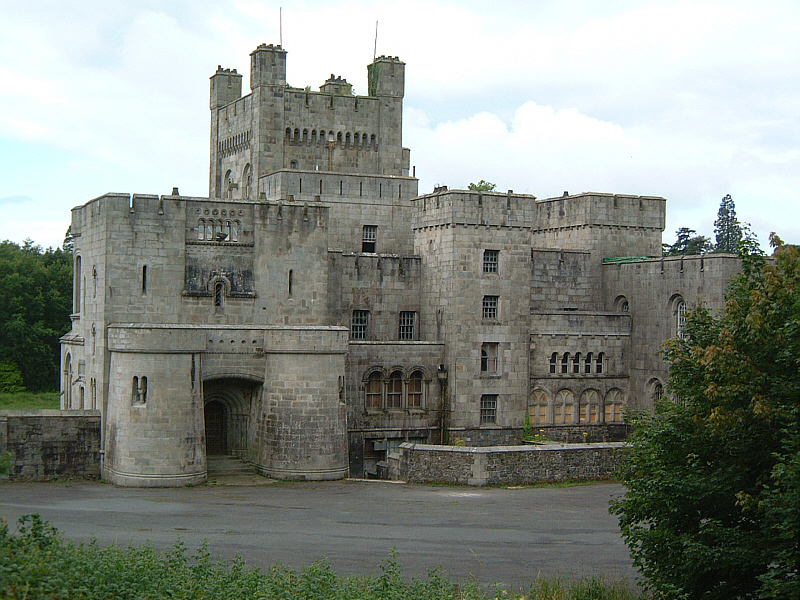
Castillo de Gosford, en Armagh, de Thomas Hopper
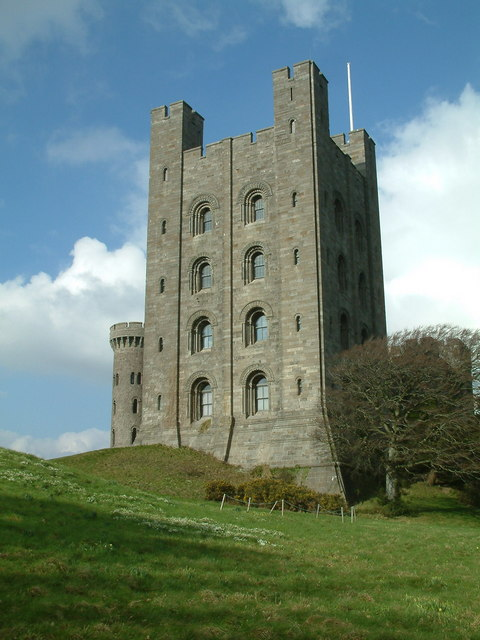
Castillo de Penrhyn (1820-1837), de Thomas Hopper
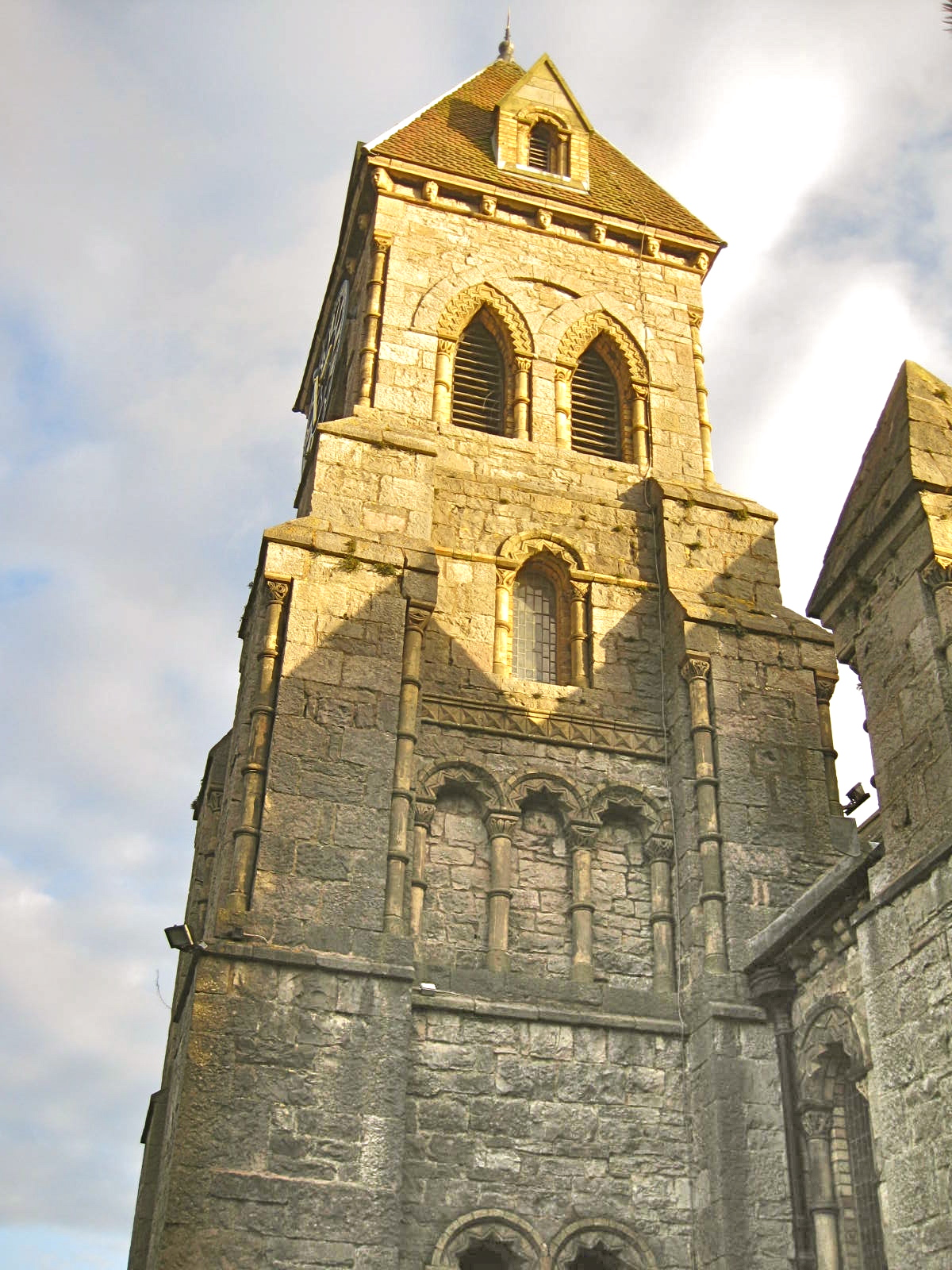
Iglesia de Santa Ágata, en Llanymynech. Torre neorrománica de Thomas Penson
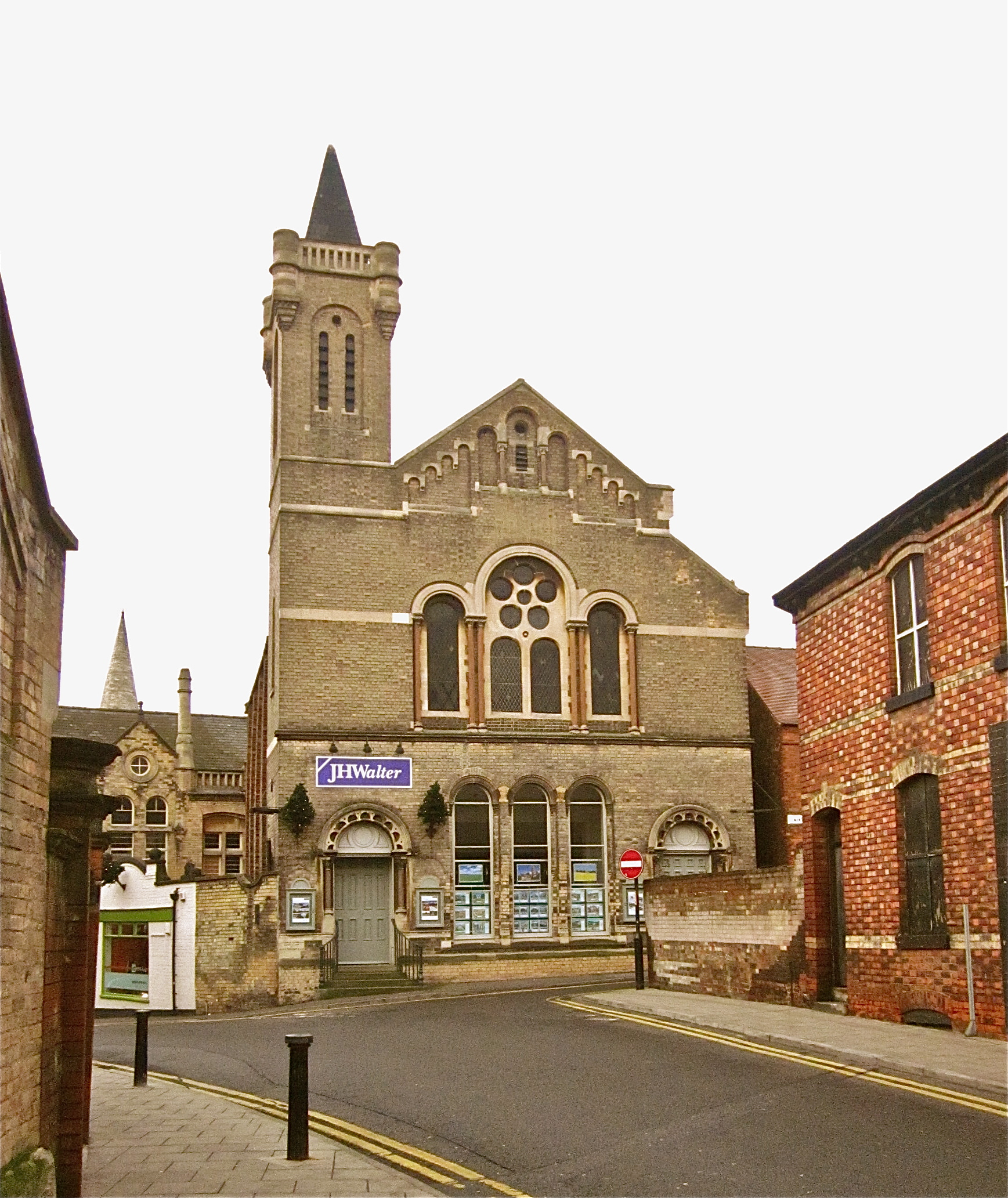
Capilla del Bautista de Mint Lane, Lincoln, 1870
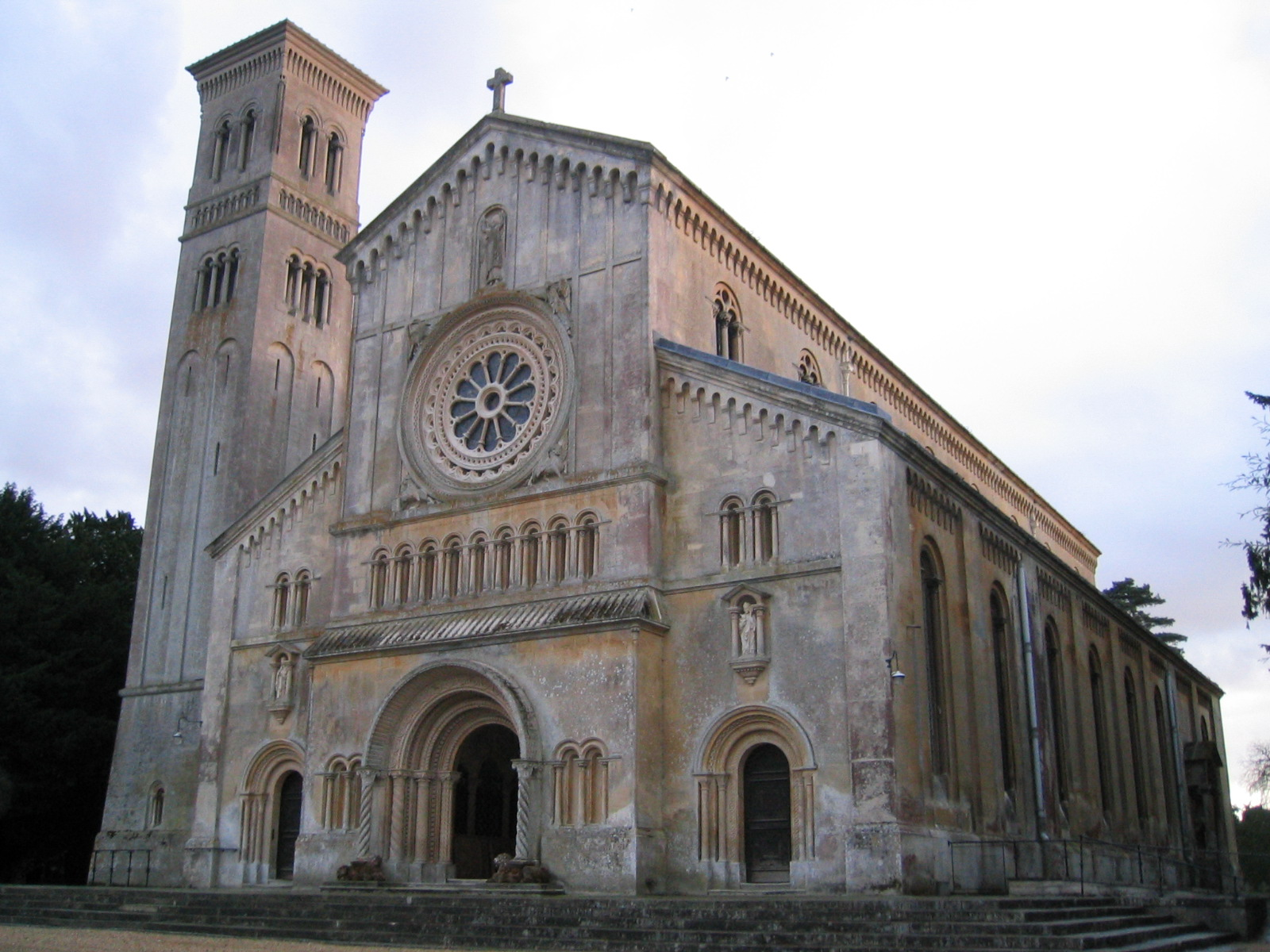
Iglesia de Santa María y de San Nicolás, Wilton, Wiltshire
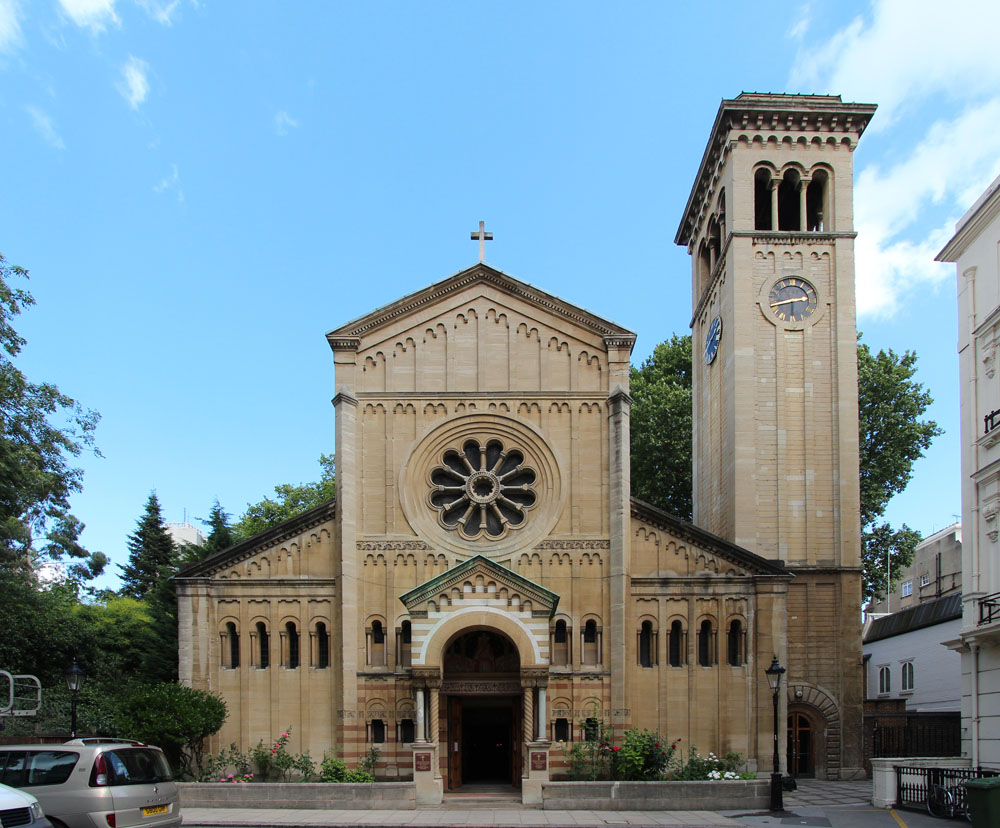
Catedral ortodoxa patriarcal rusa de Kensington, Londres (1848-1849 y 1891-1892)
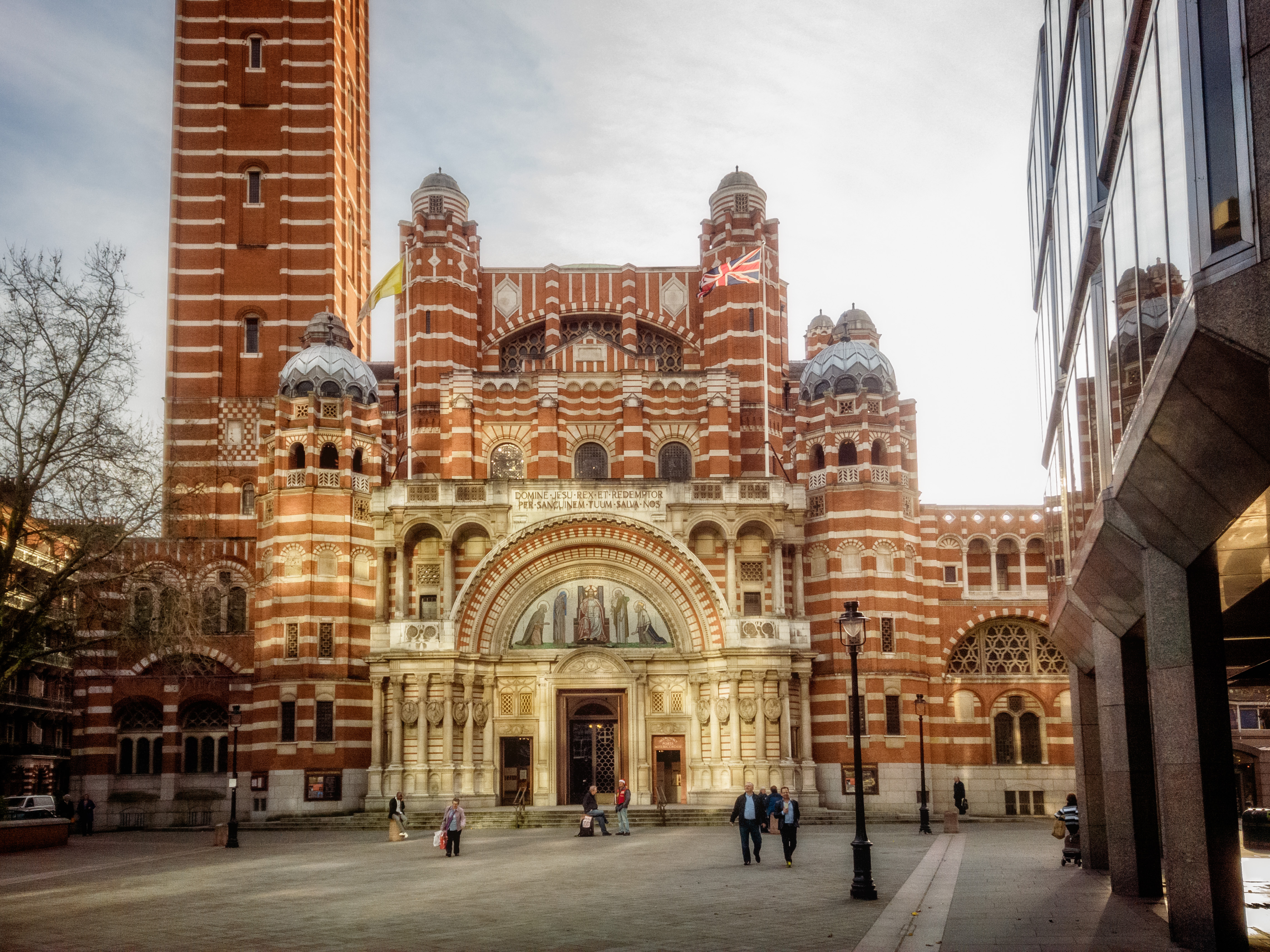
Catedral de Westminster (Londres)

### Alemania

Neorrománico en Alemania
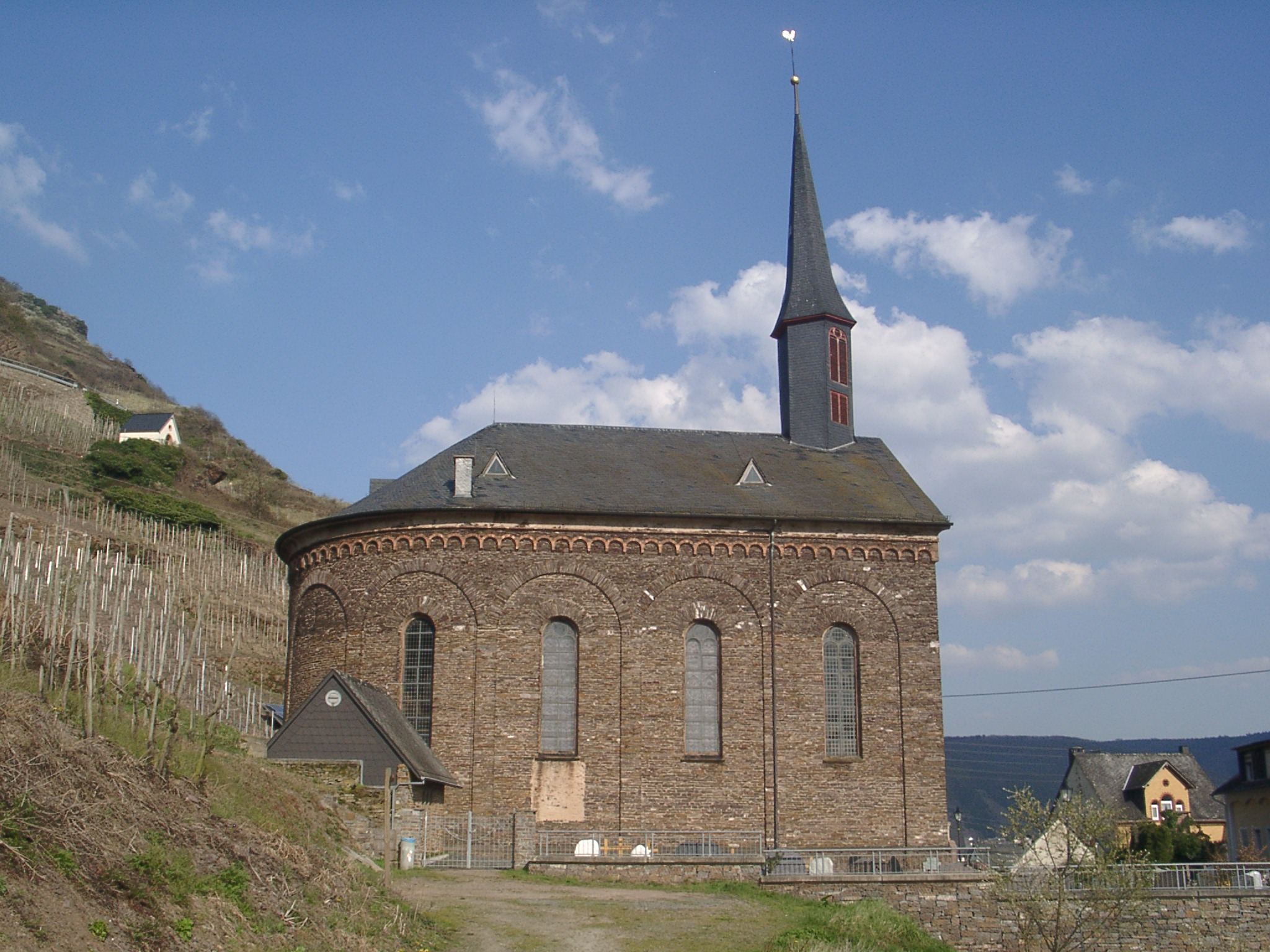
Iglesia en Valwig en el Mosela, construida 1824-27 por J. C. von Lassaulx, uno de los primeros edificios de estilo neorrománico.
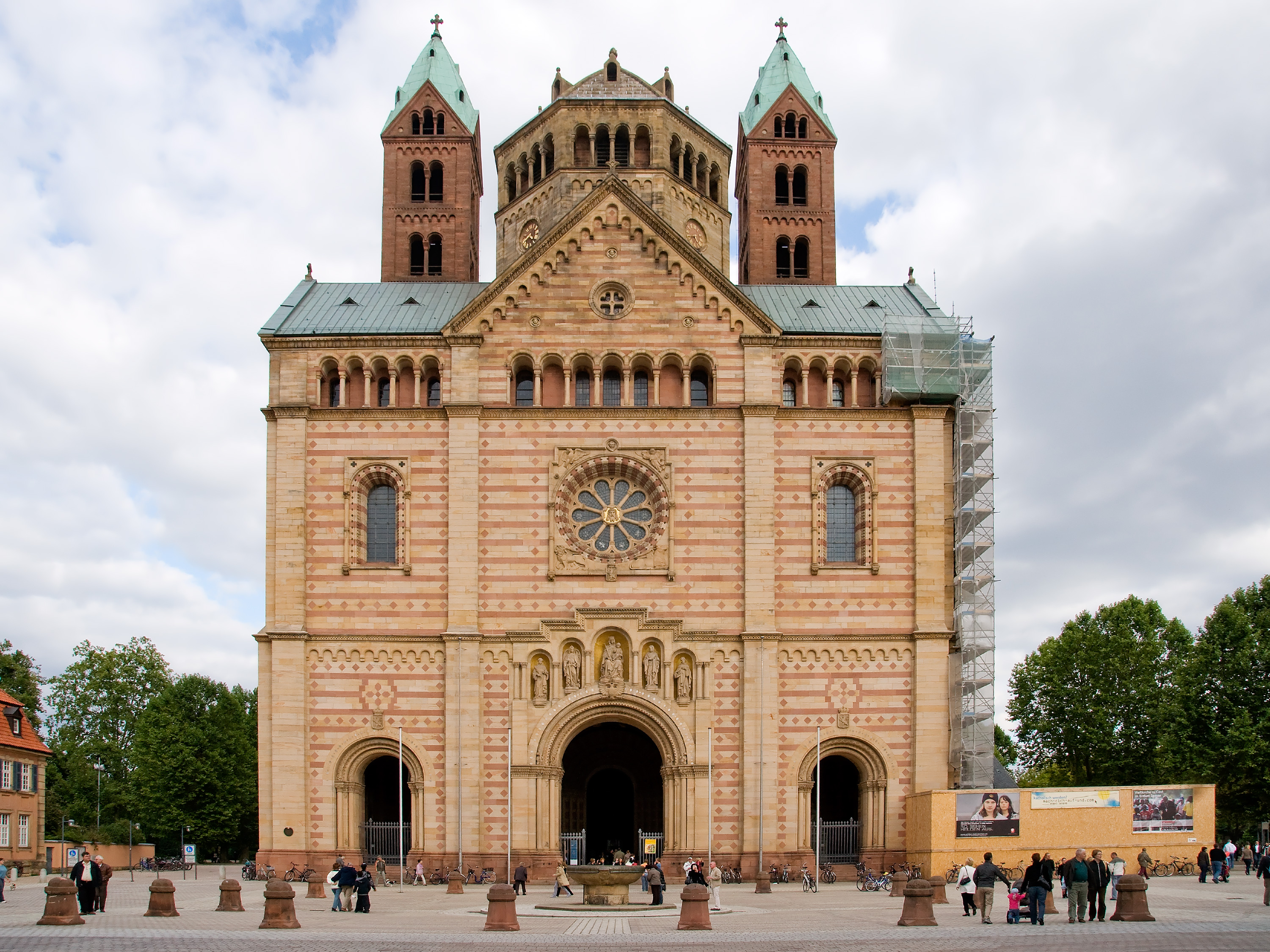
Fachada neorromânica de la catedral de Espira; la nueva ala oeste  de Heinrich Hübsch, destaca claramente de la parte más antigua del edificio.
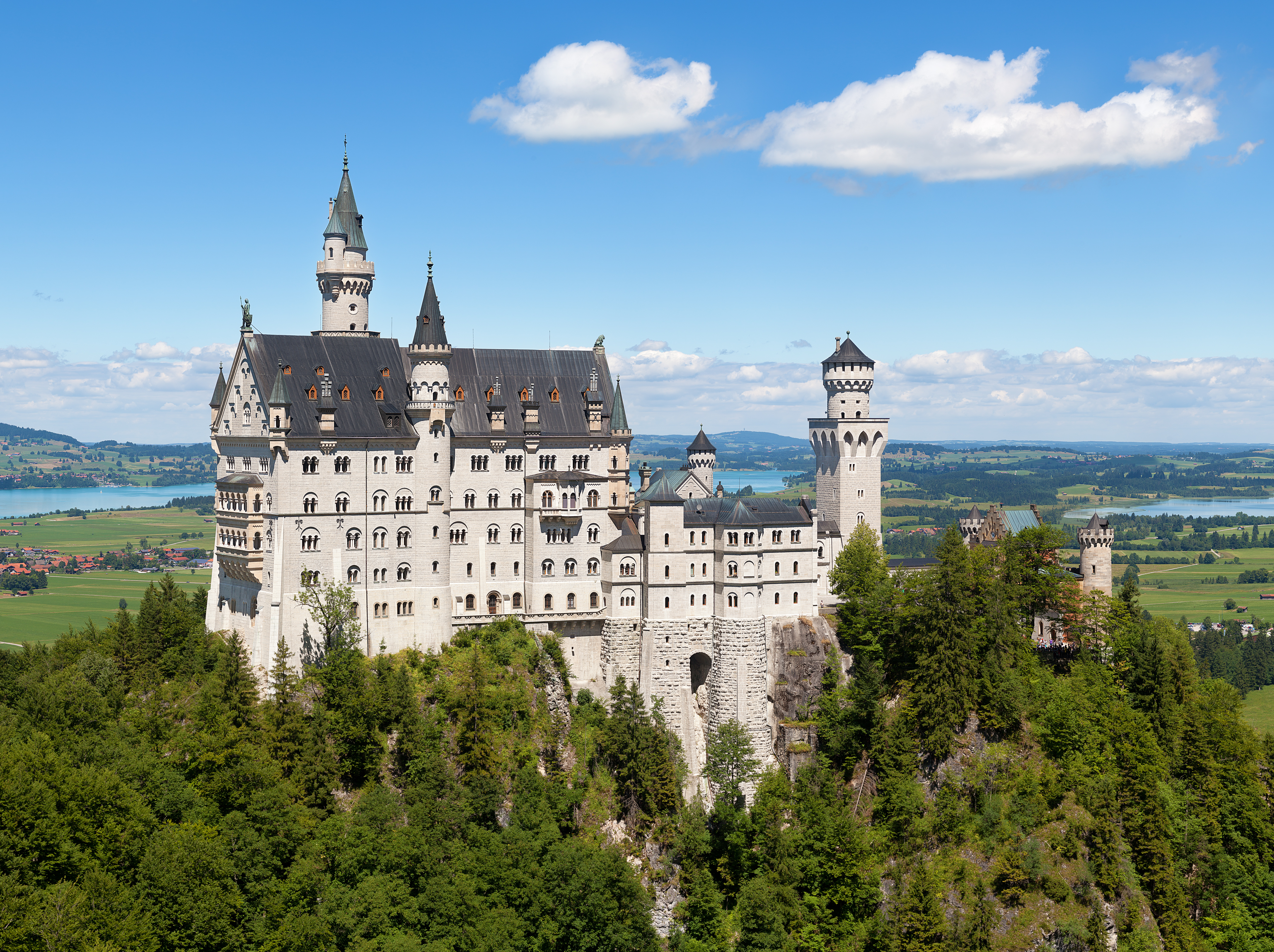
Castillo de Neuschwanstein (2005)
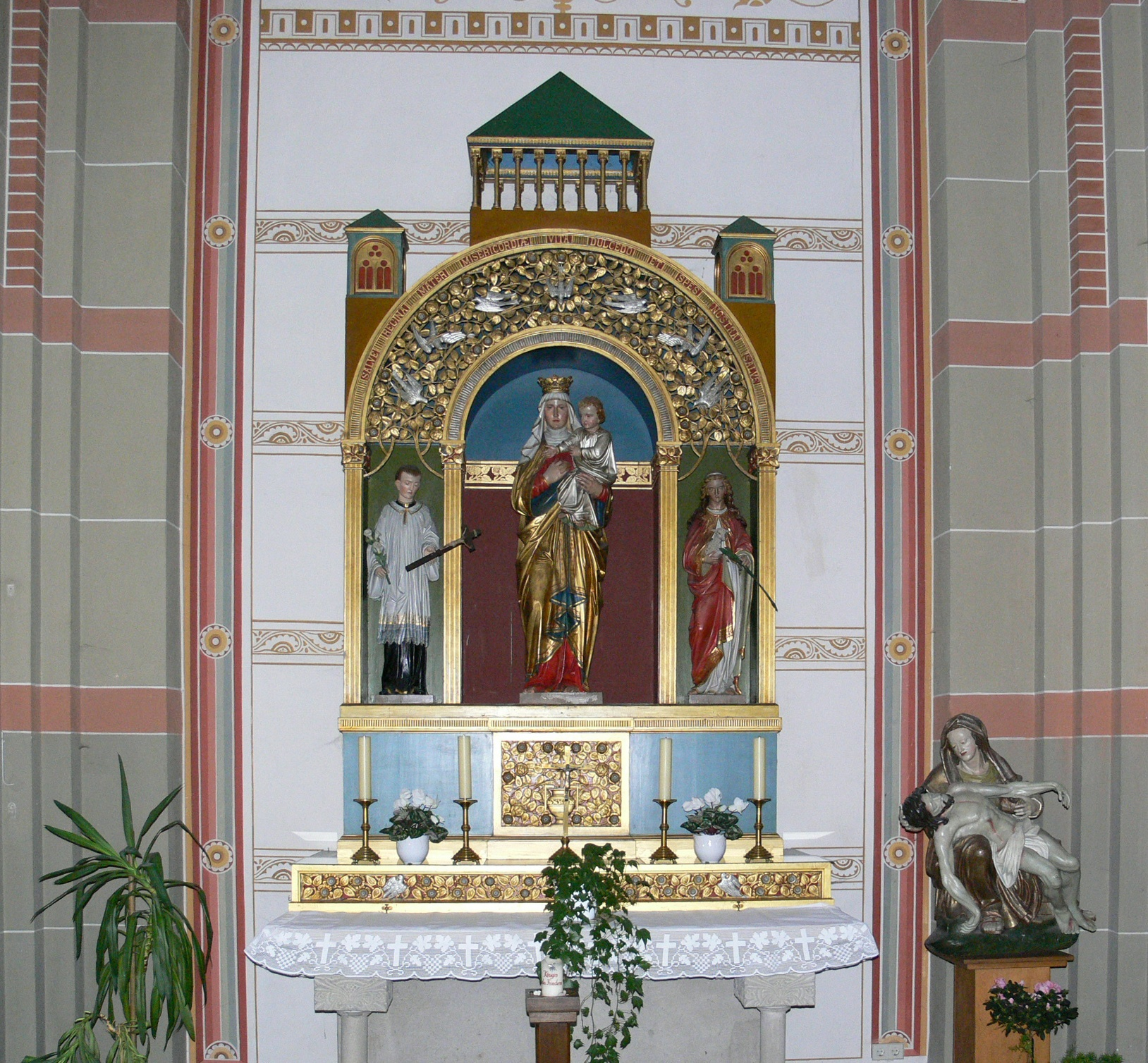
Altar in der Pfarrkirche St. Martin in Hundersingen
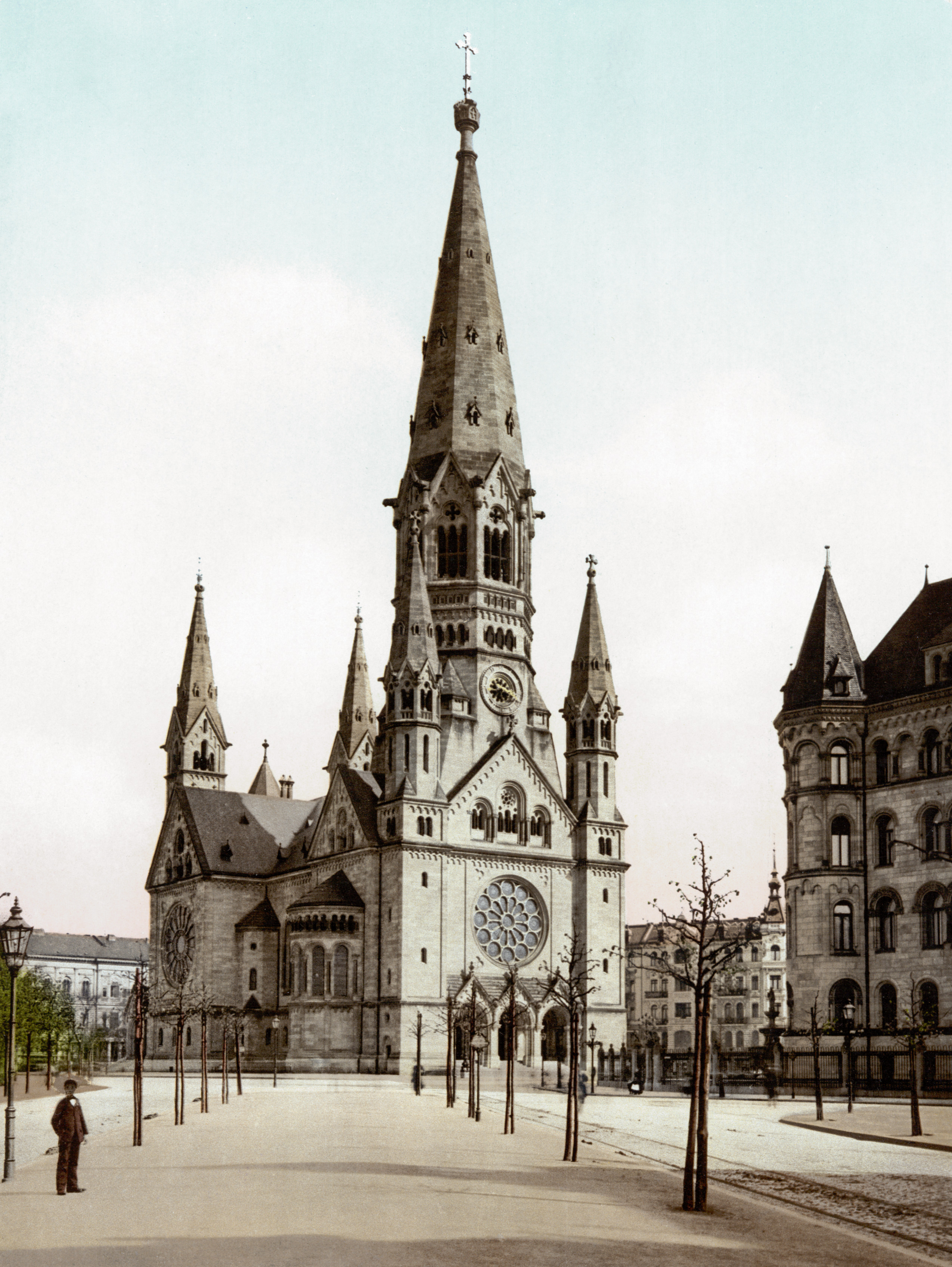
Iglesia del emperador Guillermo (1891-95, actualmente en ruinas) en Berlín (Zustand um 1900)
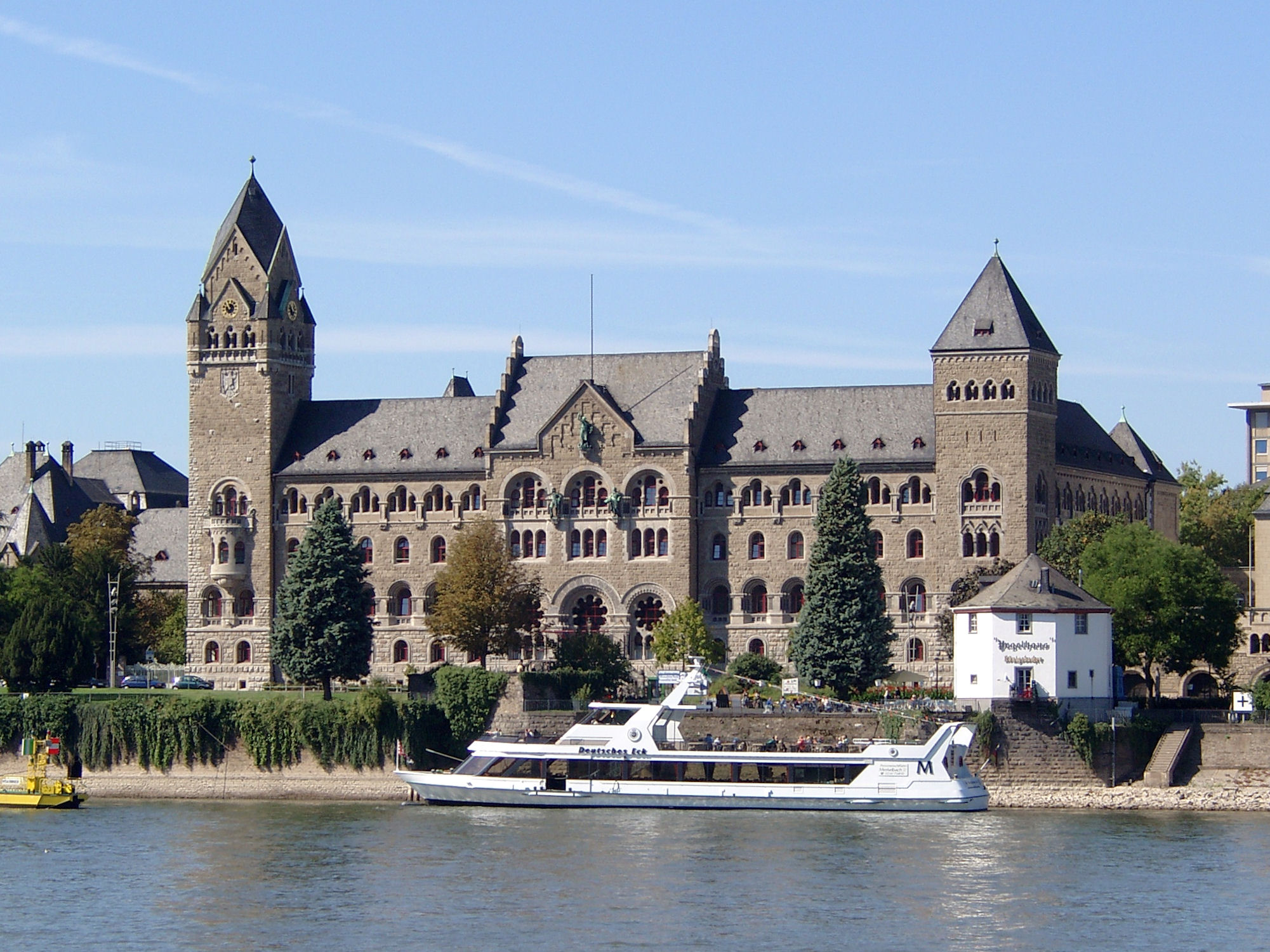
Gobierno provincial en Coblenza

Iglesias neorrománicas alemanas
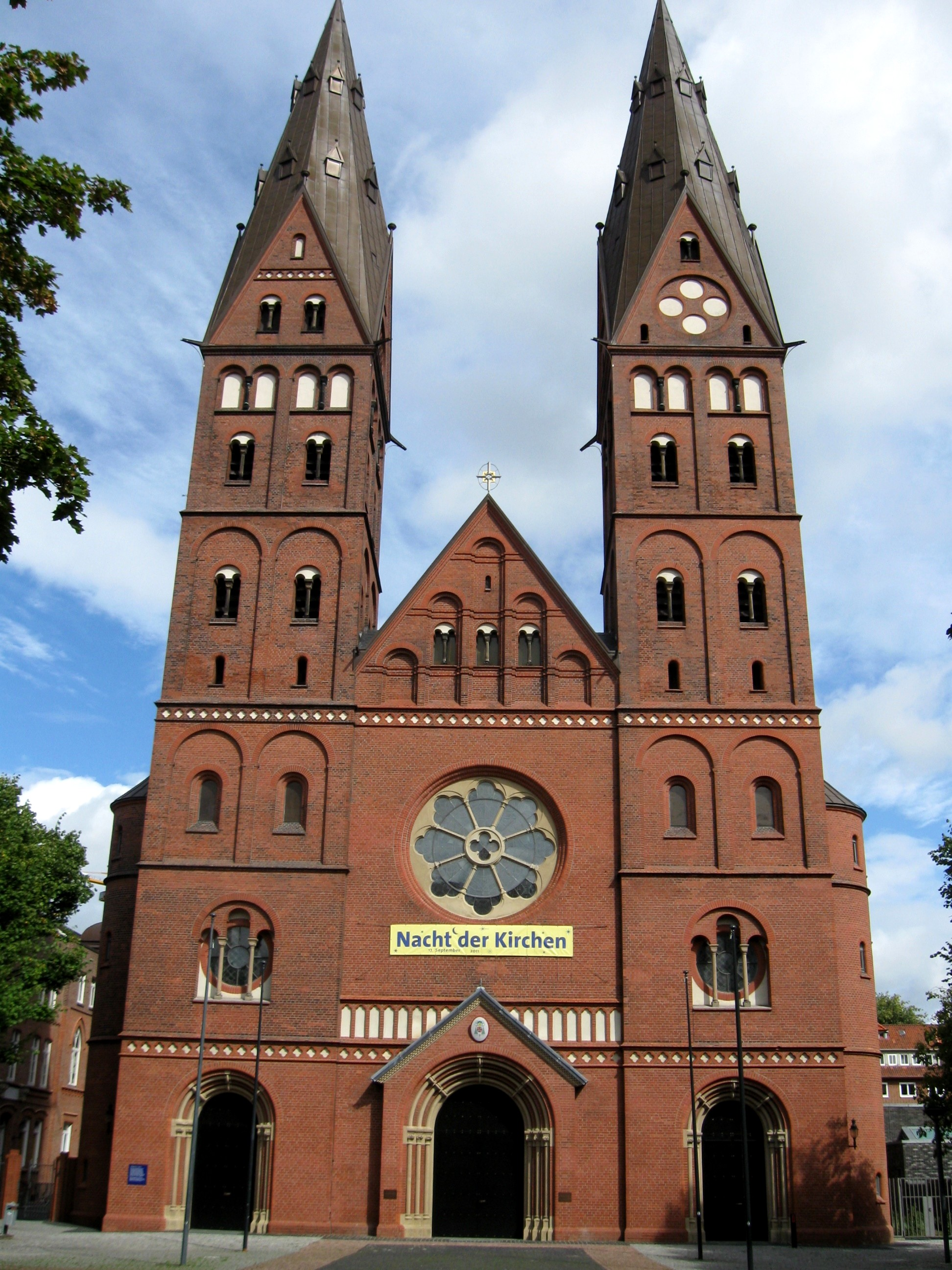
Catedral de Santa María en Hamburgo (1890-1893)
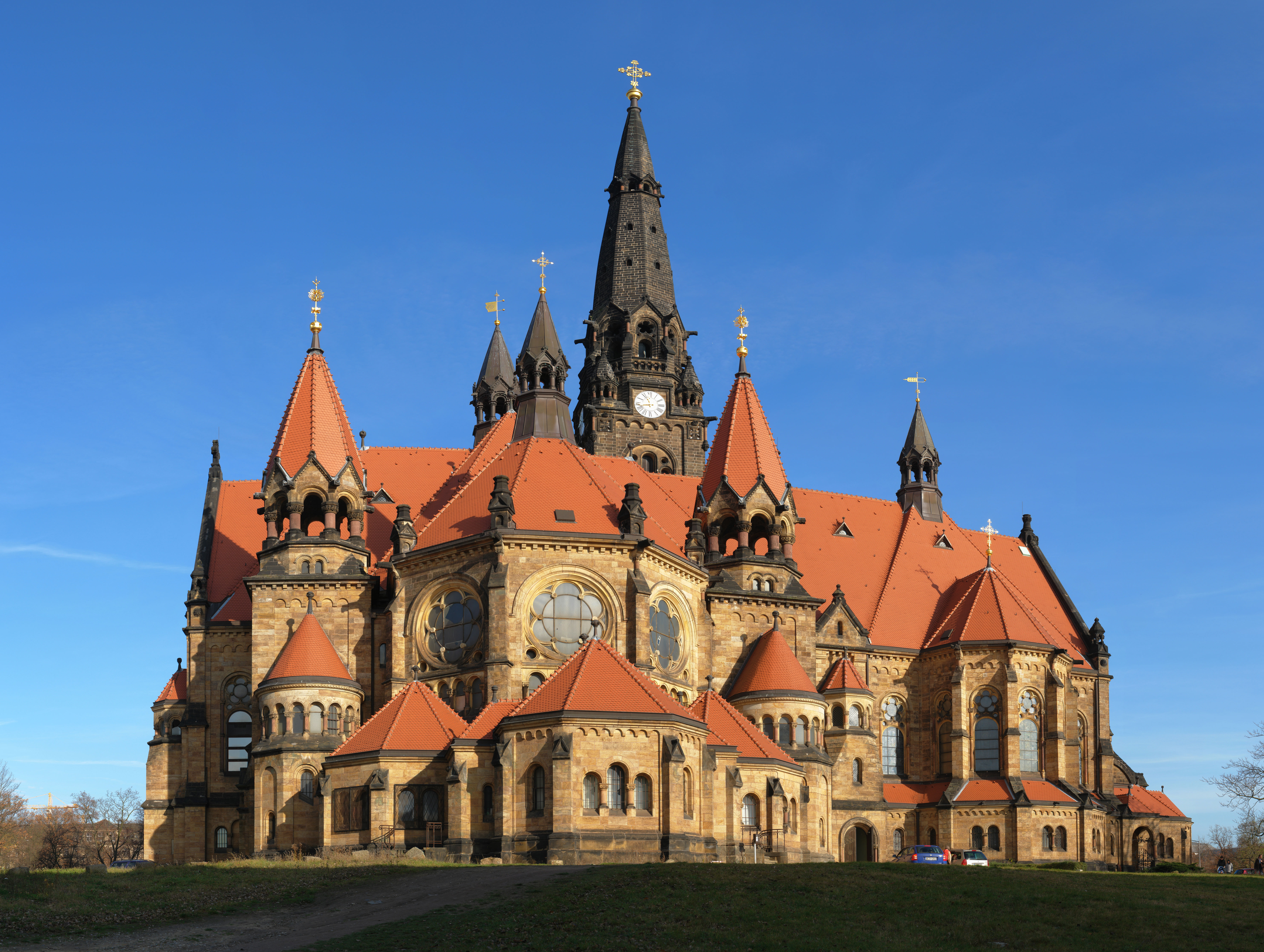
Iglesia de la guarnición Saint-Martin, Dresde (1893-1900)
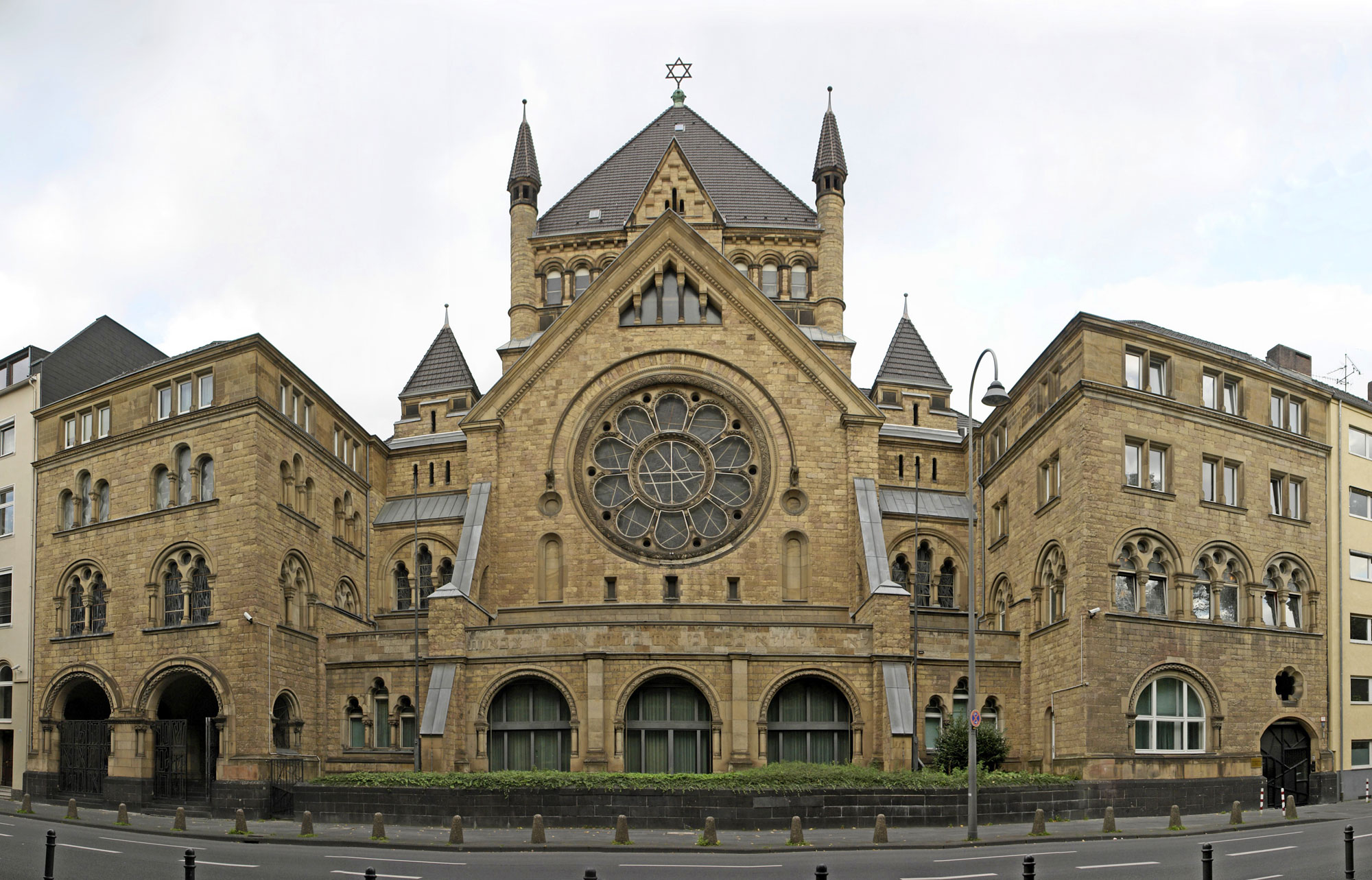
Sinagoga de Colonia (1895-1899)
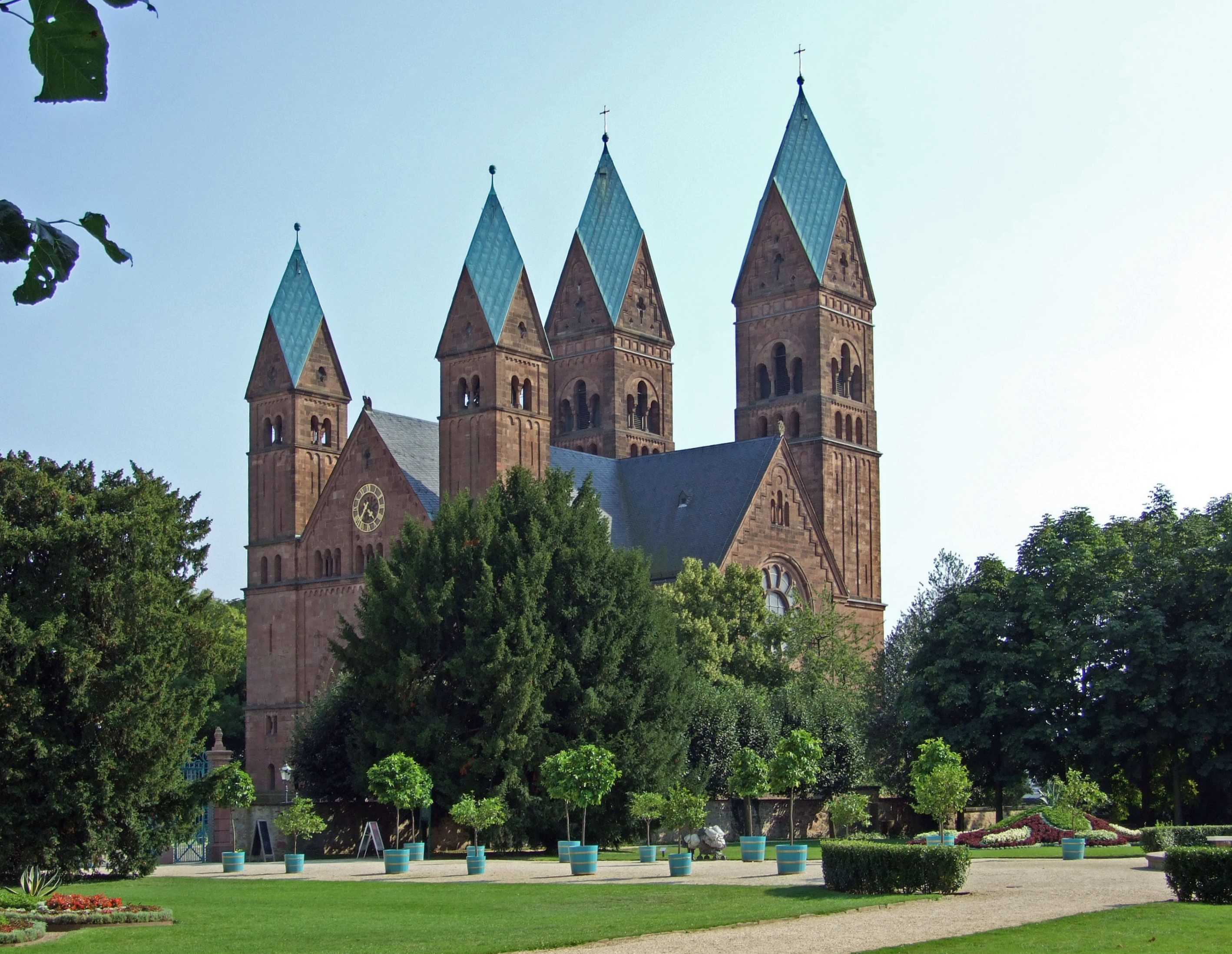
Iglesia del Redentor de Bad Homburg (1903-1908)
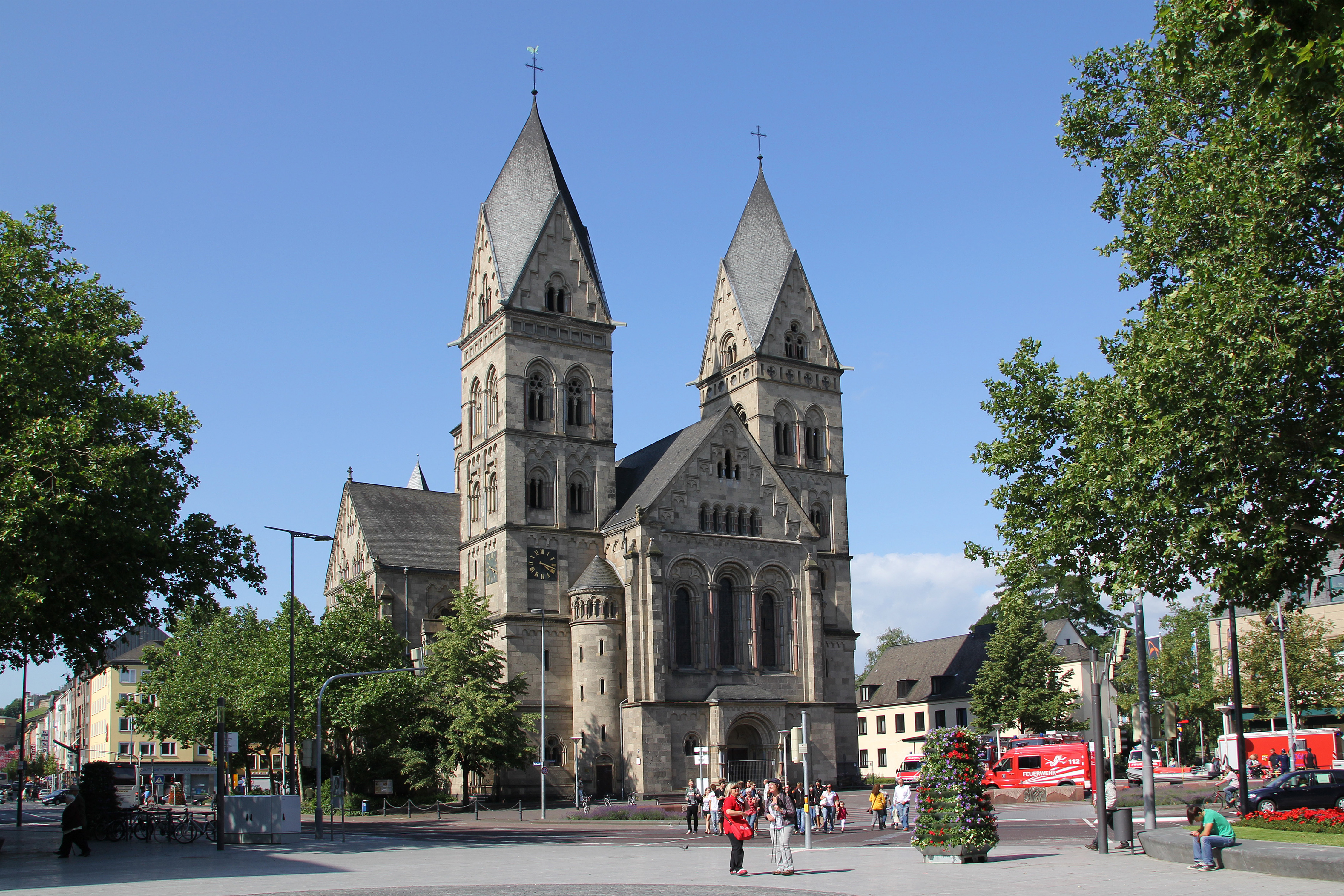
Sagrado Corazón en Coblenza (1900-1903)
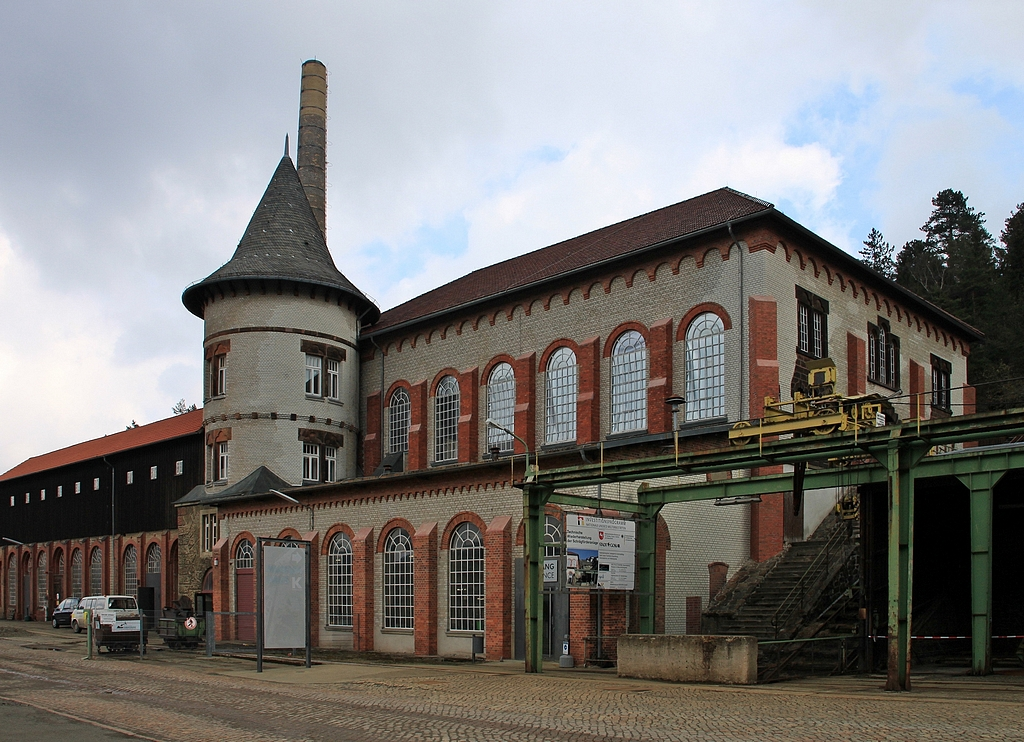
Kraftzentrale (1905-1906) des Erzbergwerkes Rammelsberg en Goslar (UNESCO-Weltkulturerbe)
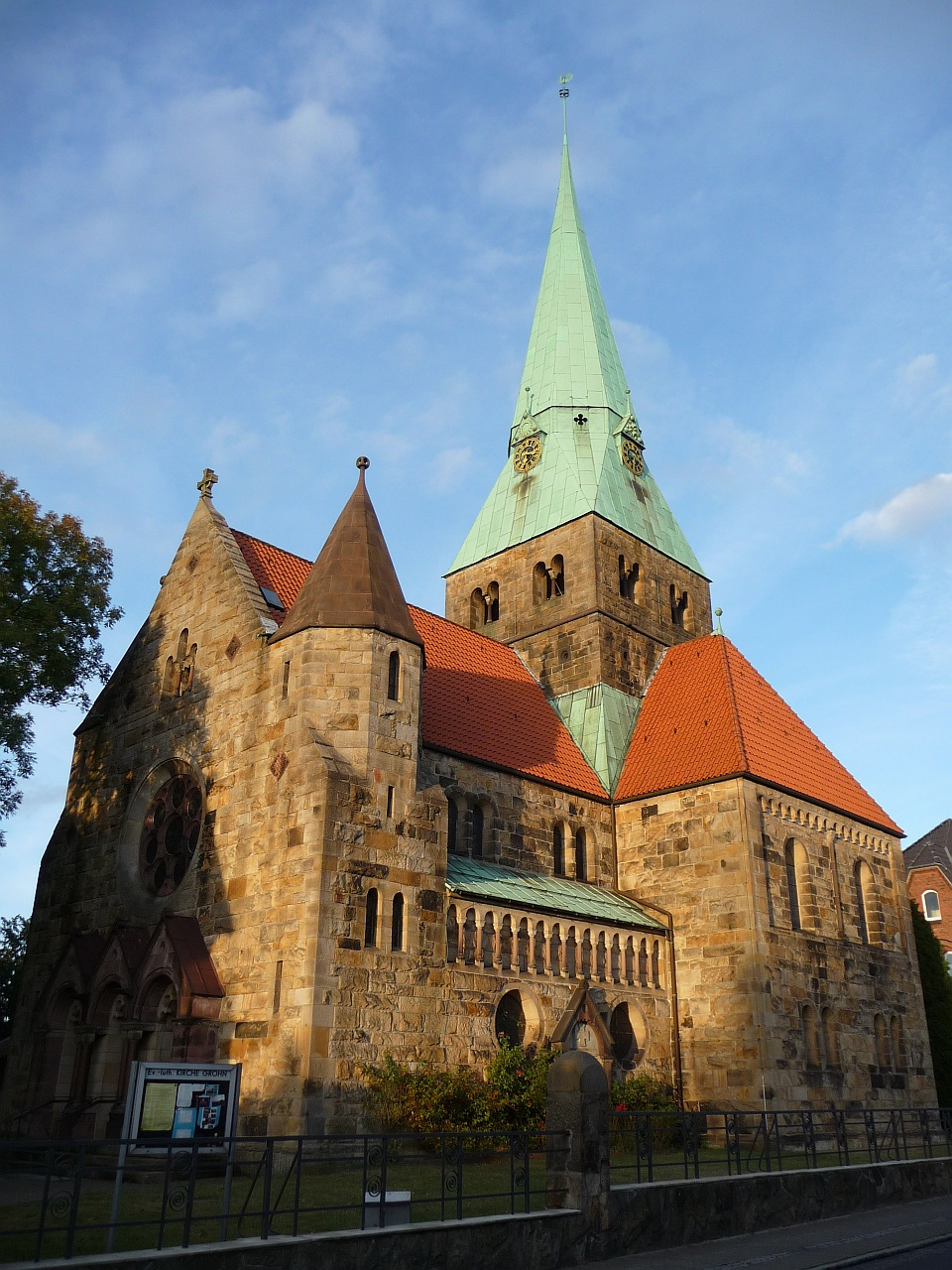
St.-Michael-Kirche en Bremen-Vegesack-Grohn (1906-1908)
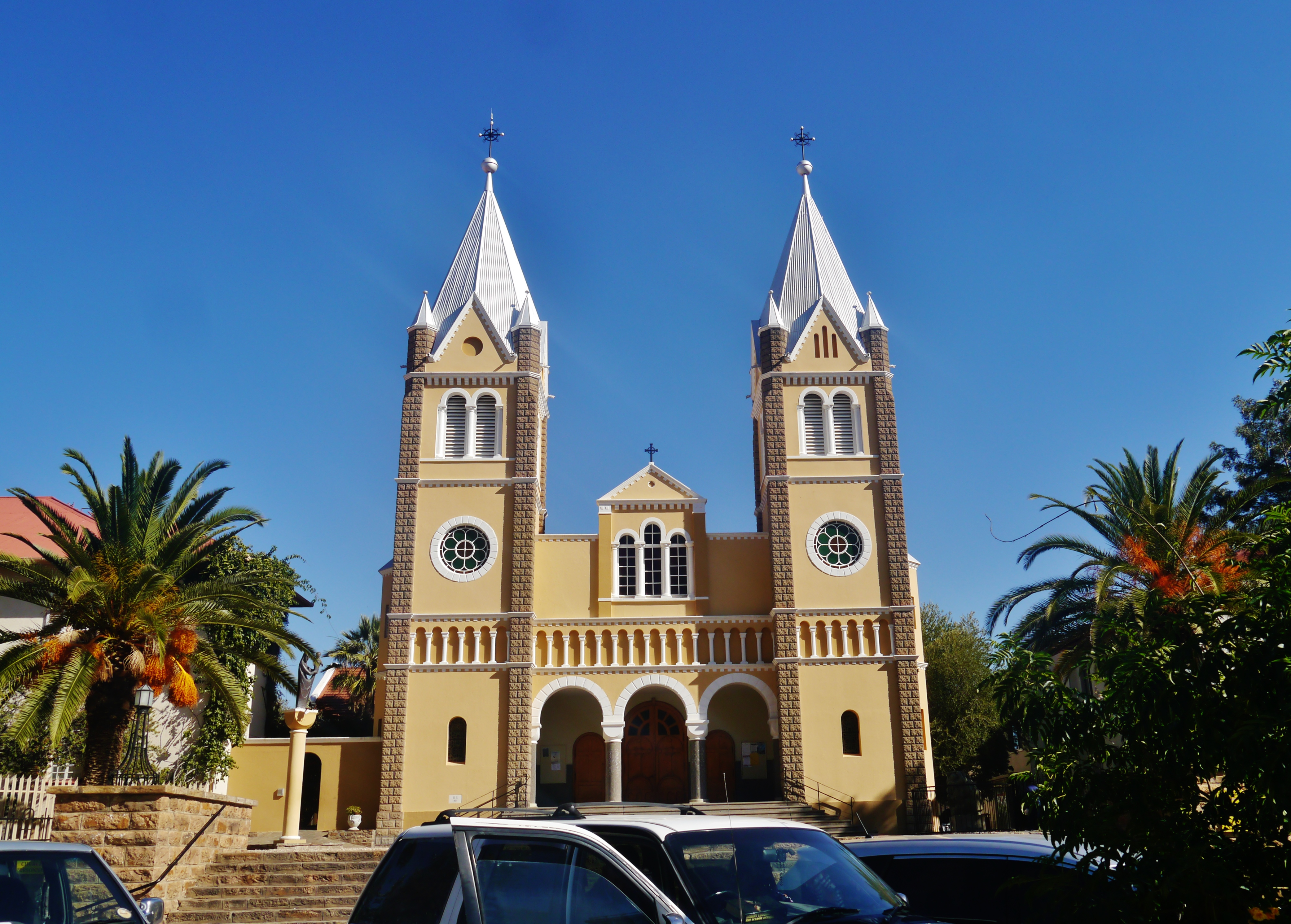
Catedral de de Santa María de Windhoek (1906-1908)
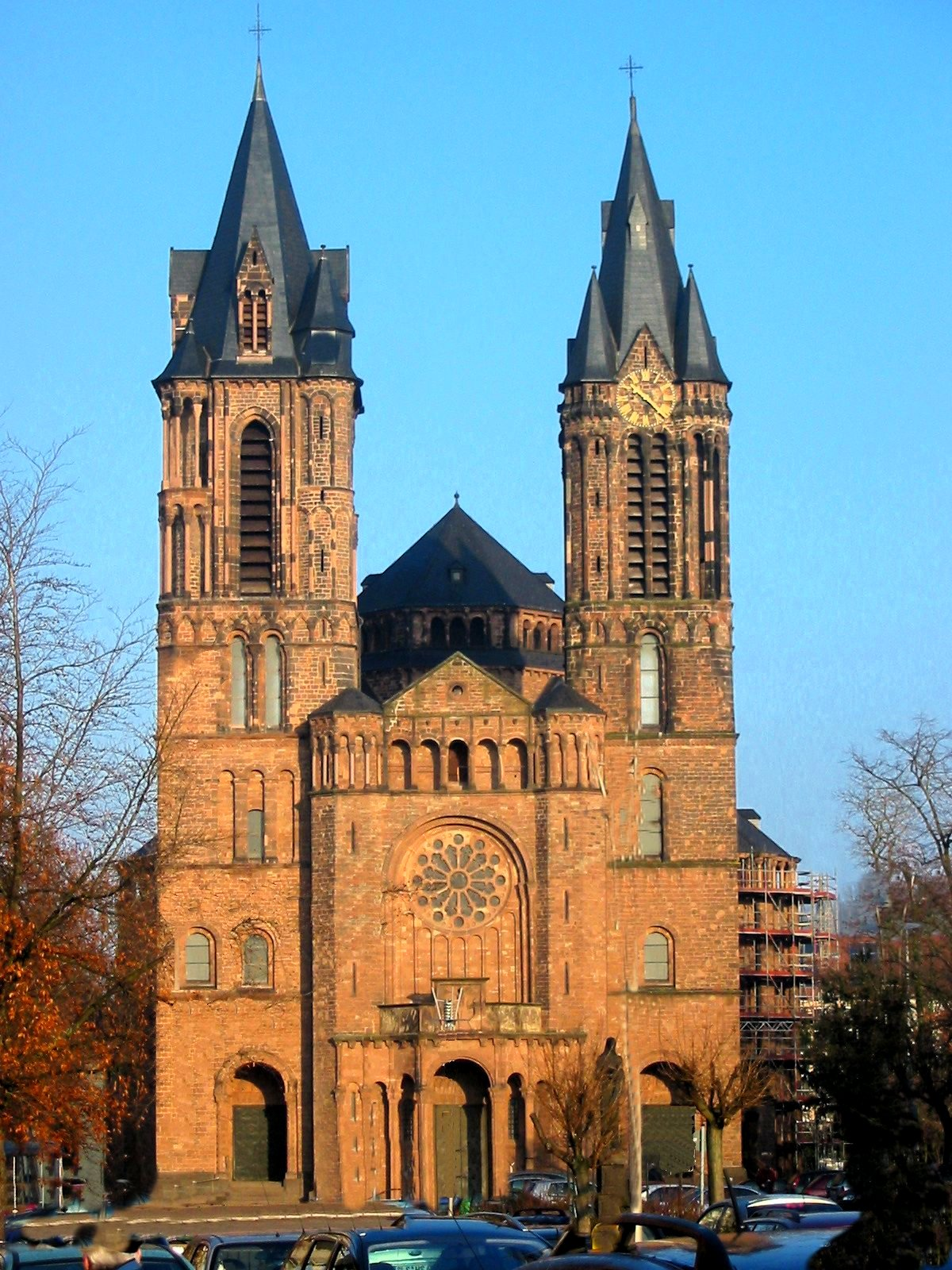
Kath. Iglesia parroquial del Santísimo Sacramento en Dillingen (Sarre) (1910-1913)
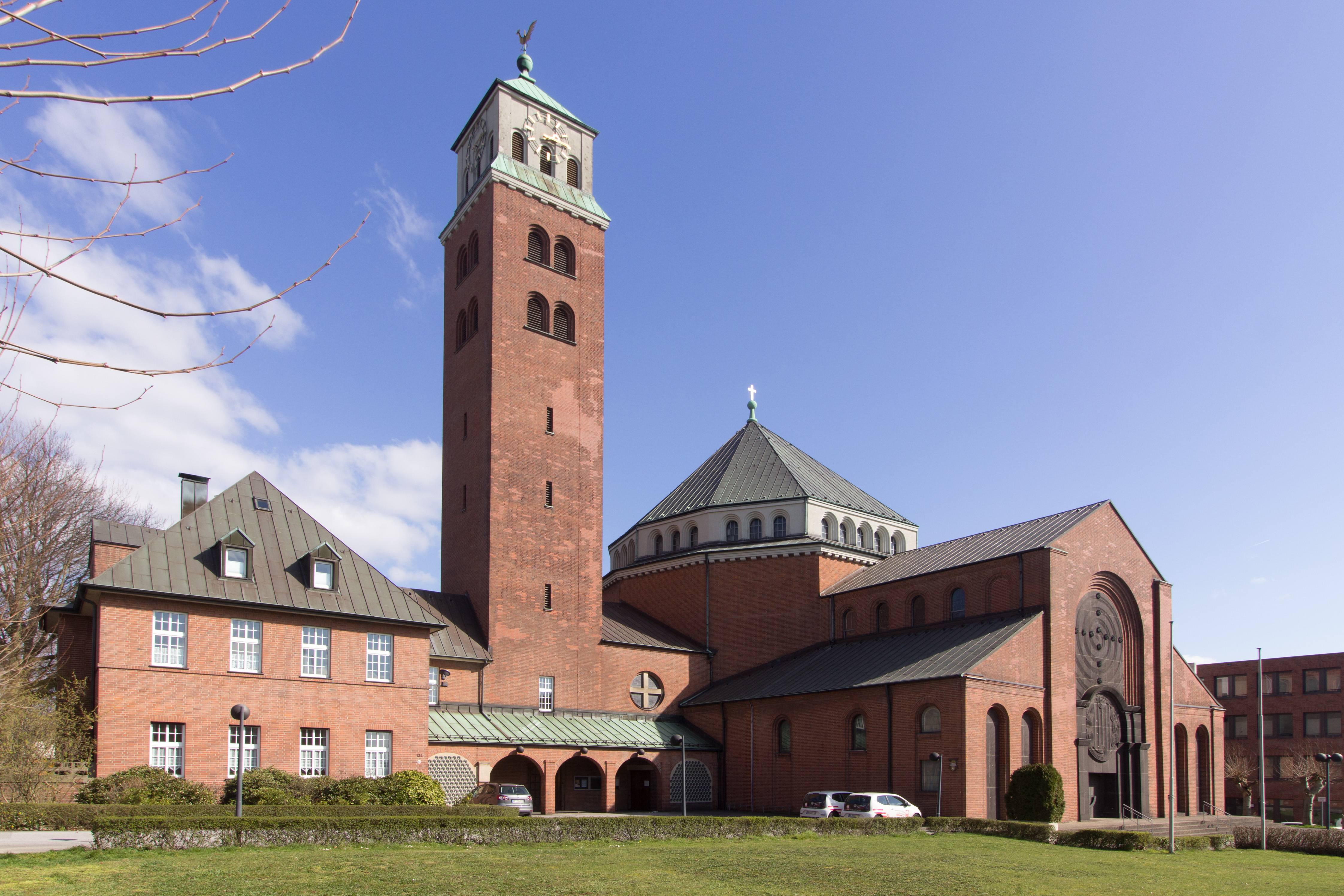
Iglesia de la Santa Cruz de Gladbeck-Butendorf
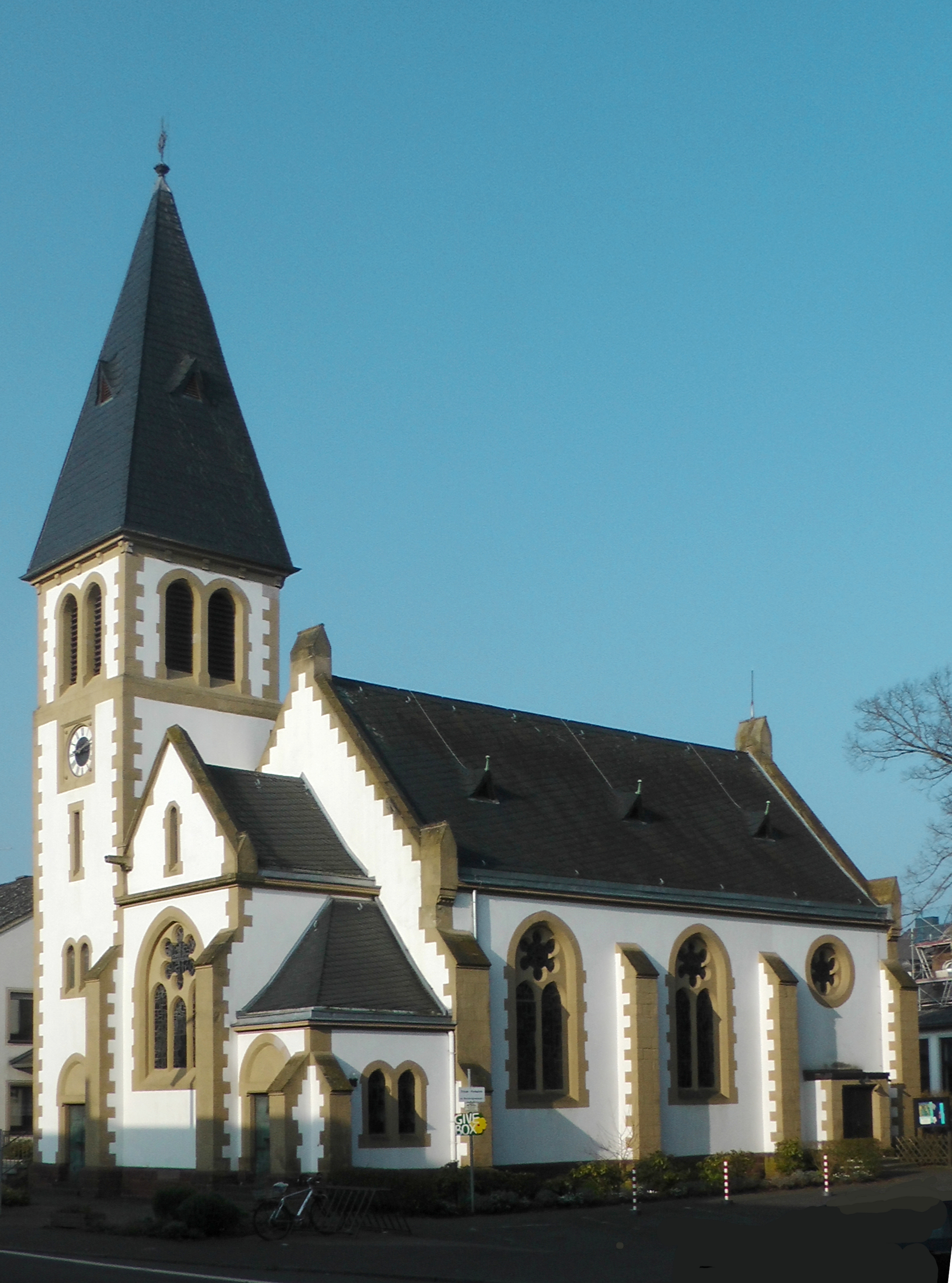
Iglesia Evangélica de Konz-Karthaus

### Polonia
En el estilo neorrománico, se erigieron principalmente iglesias y también (con menos frecuencia) otros edificios públicos, por ejemplo, teatros. Los elementos decorativos de la arquitectura bizantina se combinaron a menudo con formas románicas europeas. Las proyecciones de las iglesias neorrománicas se inspiraron con mayor frecuencia en los diseños de las iglesias góticas más adecuadas a las necesidades litúrgicas , o en el caso de las iglesias protestantes, tomaron la proyección central. Después de la Primera Guerra Mundial, muchos ejemplos de esta arquitectura desaparecieron en Polonia.

Neorrománico en Polonia
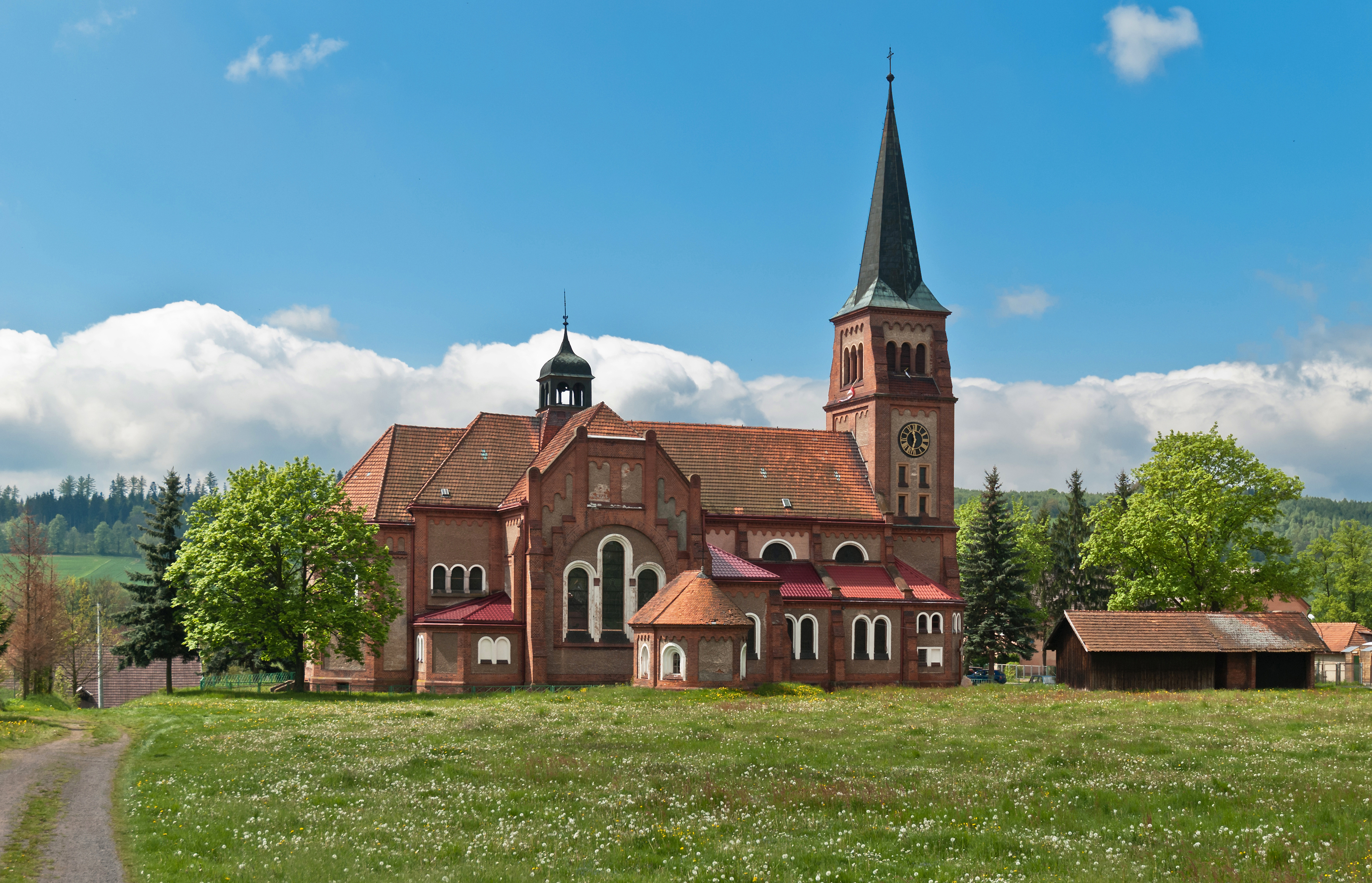
Iglesia de Santiago Apóstol en Ścinawka Dolna
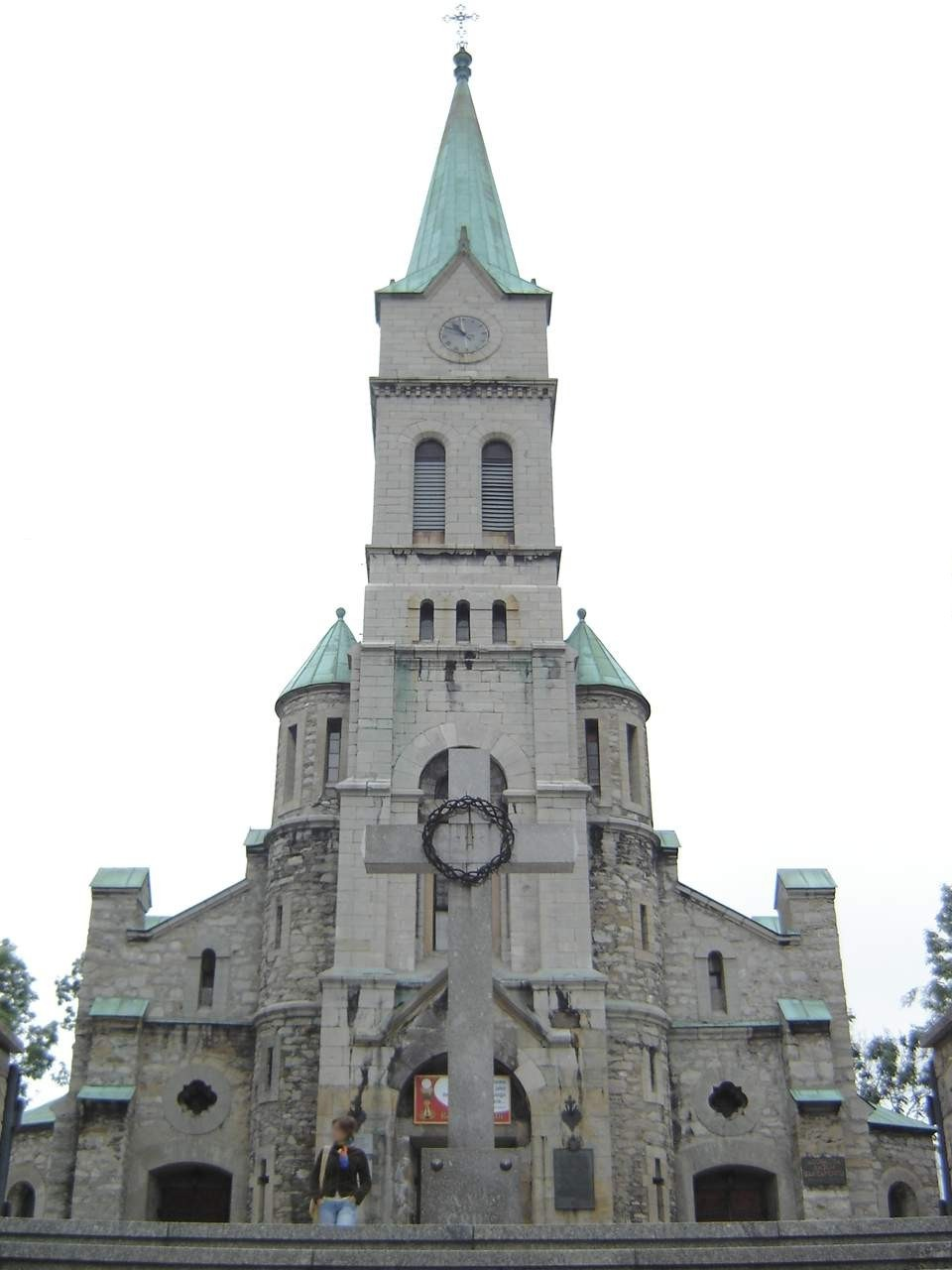
Iglesia de la Sagrada Familia en Zakopane (1877-1896)
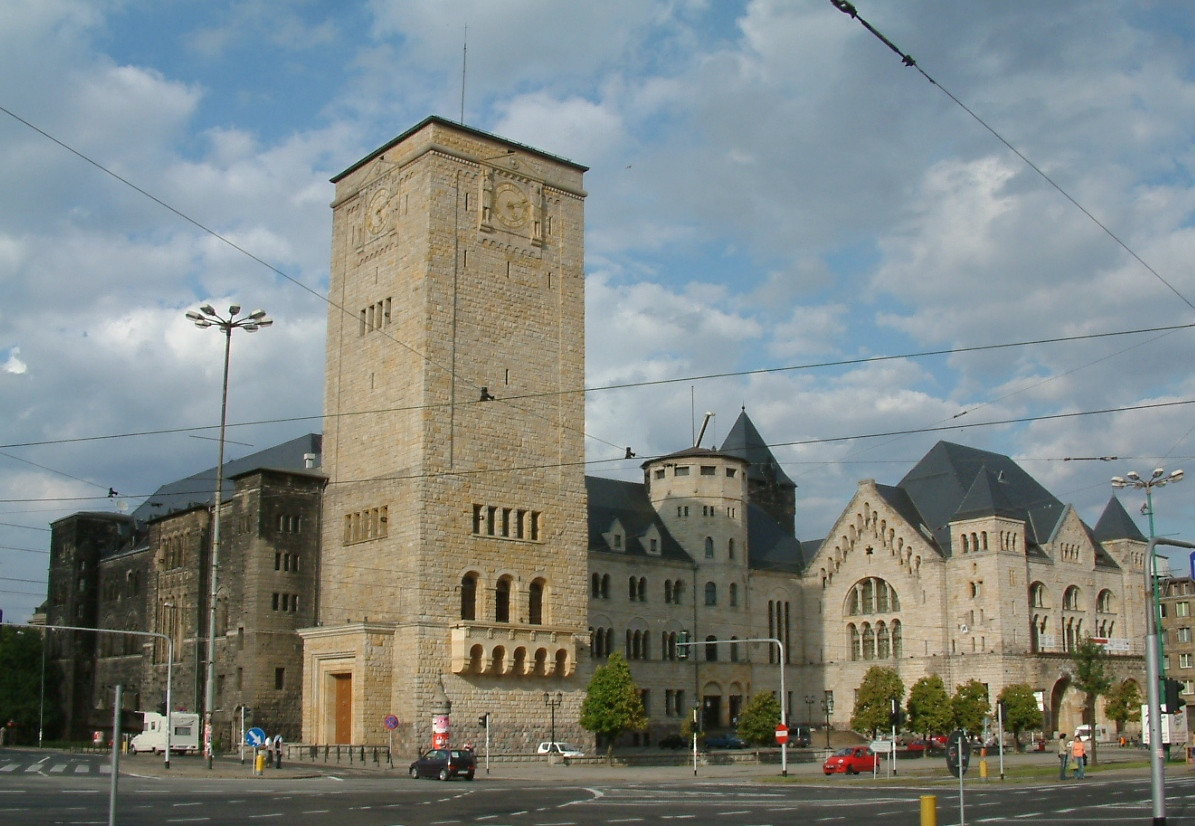
F. Schwechten: Castillo Imperial de Poznań (1905-1913)
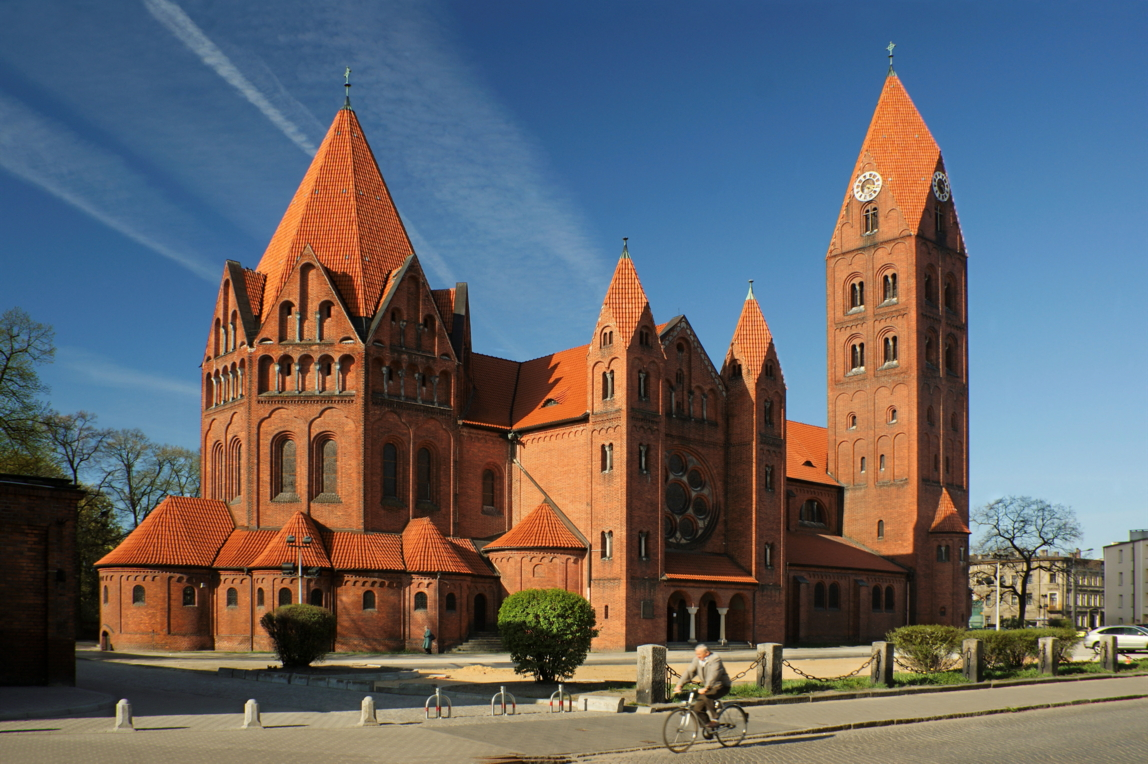
Concatedral  de Ostrowie Wlkp (1904-1906)
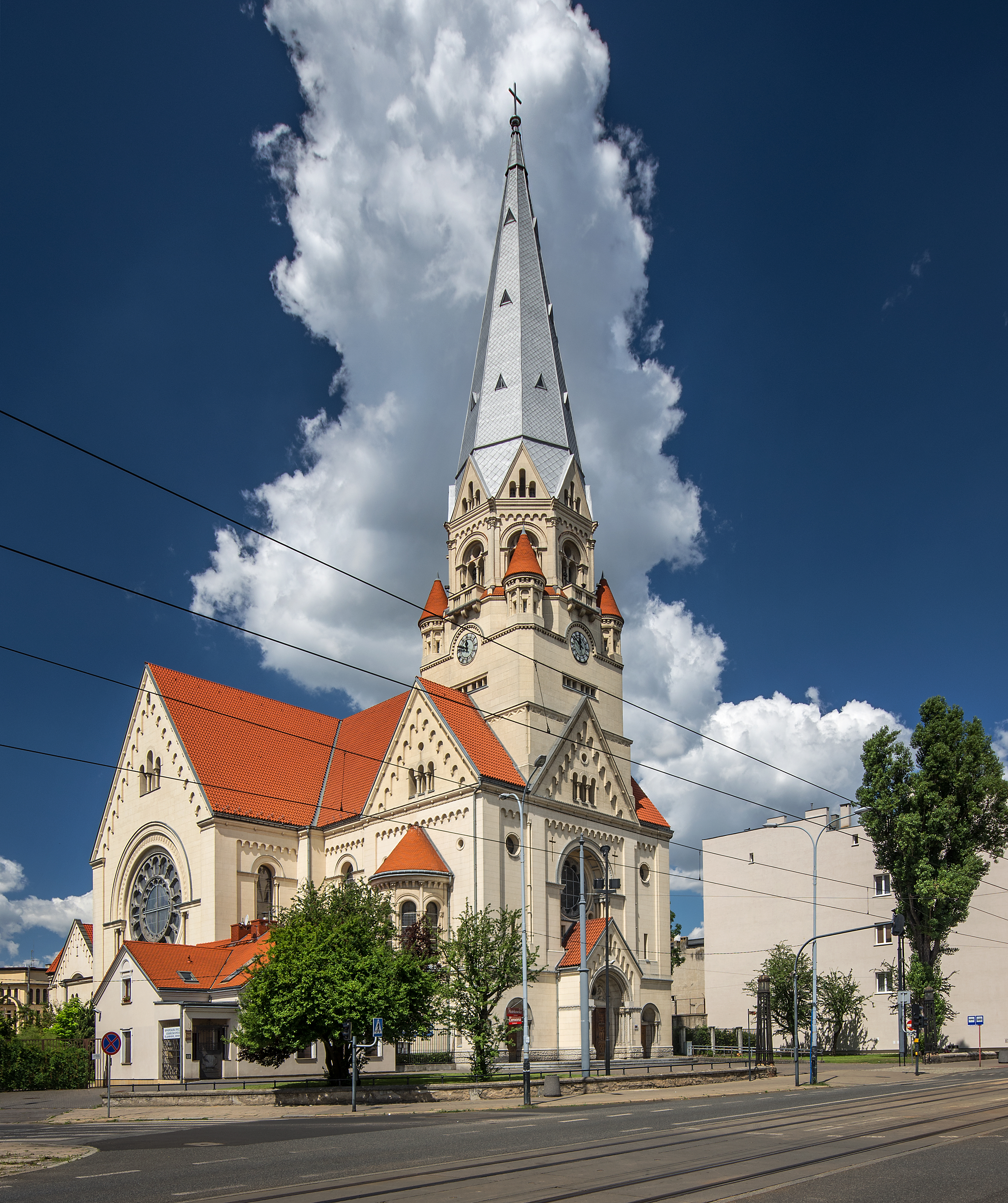
St.-Matthäus-Kirche en Łódź

### Países Bajos
También en los Países Bajos, el neorrománico se basó principalmente en variantes tardías del estilo románico. En la segunda mitad del siglo XIX,  ya se establecieron varias iglesias católicas neorromanas, incluidas algunas obras de Adrianus Bleijs (1842-1912) y las impresionantes iglesias abovedadas, a menudo denominadas neorromanos-góticas, de Carl Weber (1820-1908) . Estas iglesias neorrománicas, sin embargo, fueron excepciones en medio del estilo neogótico dominante. El estilo solo floreció realmente después del cambio de siglo, cuando arquitectos como Jos Cuypers (1861-1949) y Jan Stuyt (1868-1934) se alejaron cada vez más del neogótico y comenzaron a incorporar influencias románicas en sus diseños, un ejemplo que también se encuentra entre algunos arquitectos del neogótico, como Caspar Franssen (1860-1932), encontró alguna imitación. En la provincia de Limburgo, en particular, el estilo neorrománico fue de gran importancia como estilo de transición. En Nimega se encuentra la Titus Brandsma Gedachteniskerk, una iglesia católica de estilo neorrománico diseñada por el arquitecto local B.J.C. Claase (1862-1919).

Neorrománico en los Países Bajos
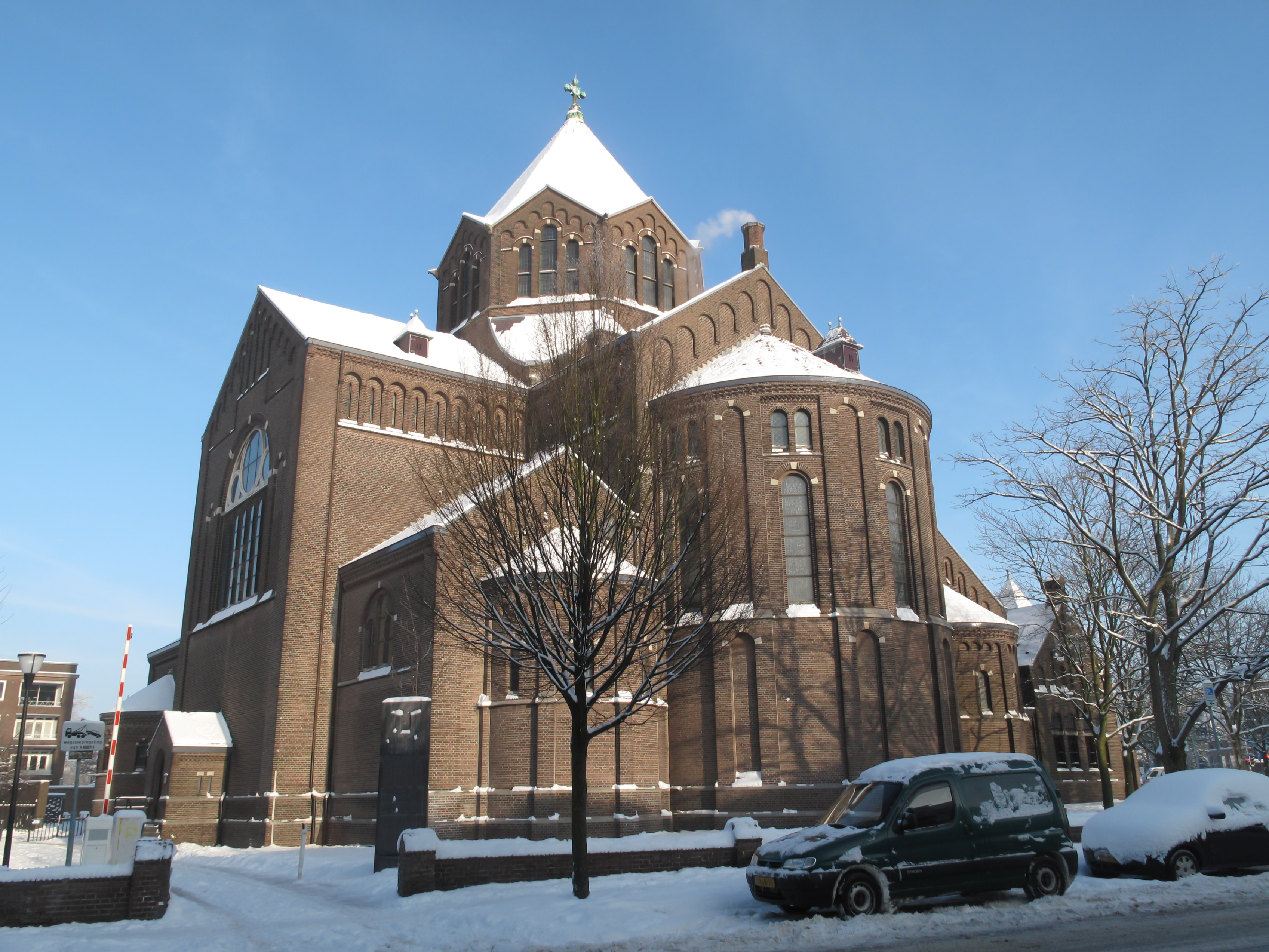
Titus Brandsma Gedachteniskerk, en Nimega
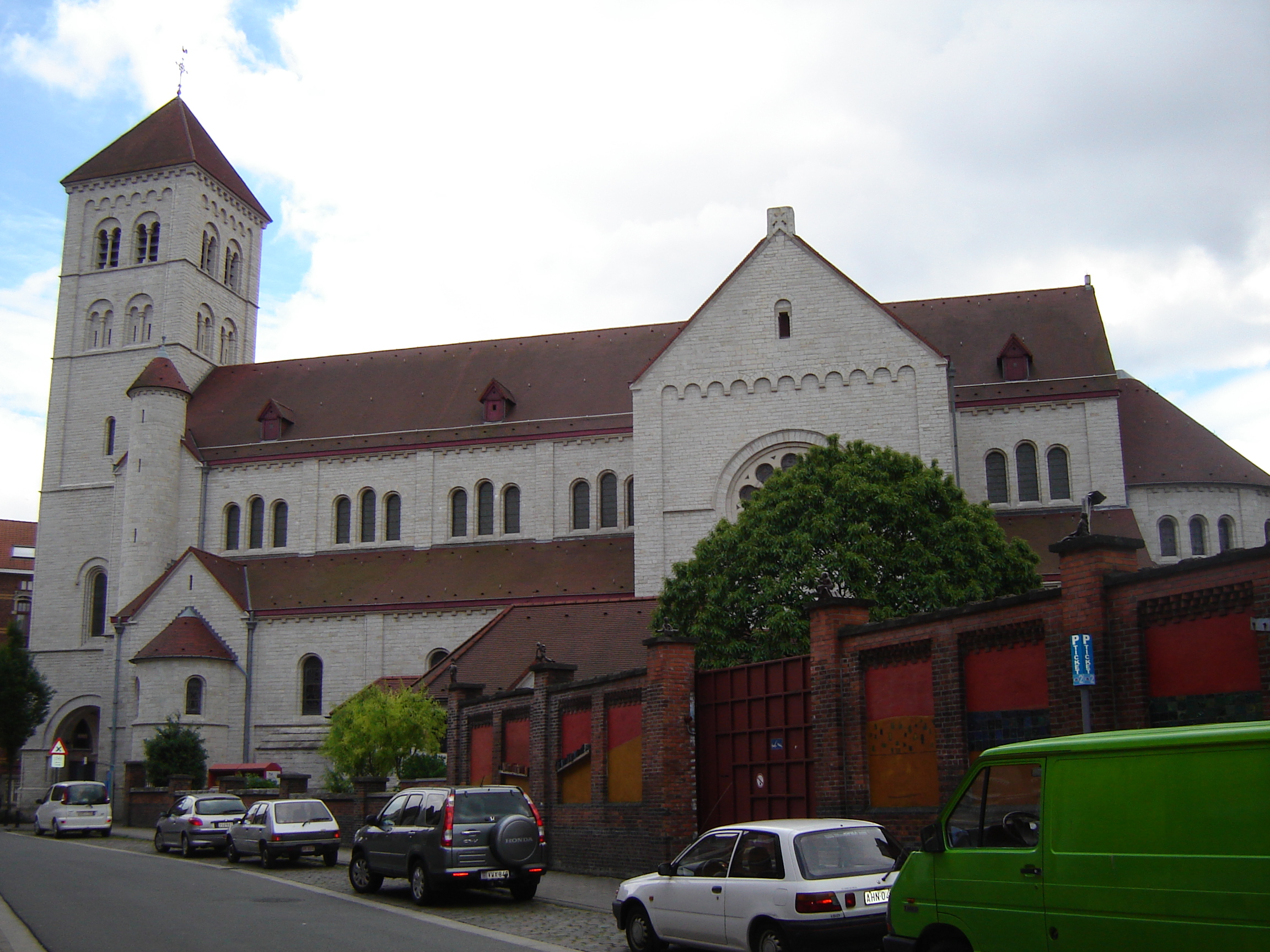
Iglesia de San Pablo, Gante
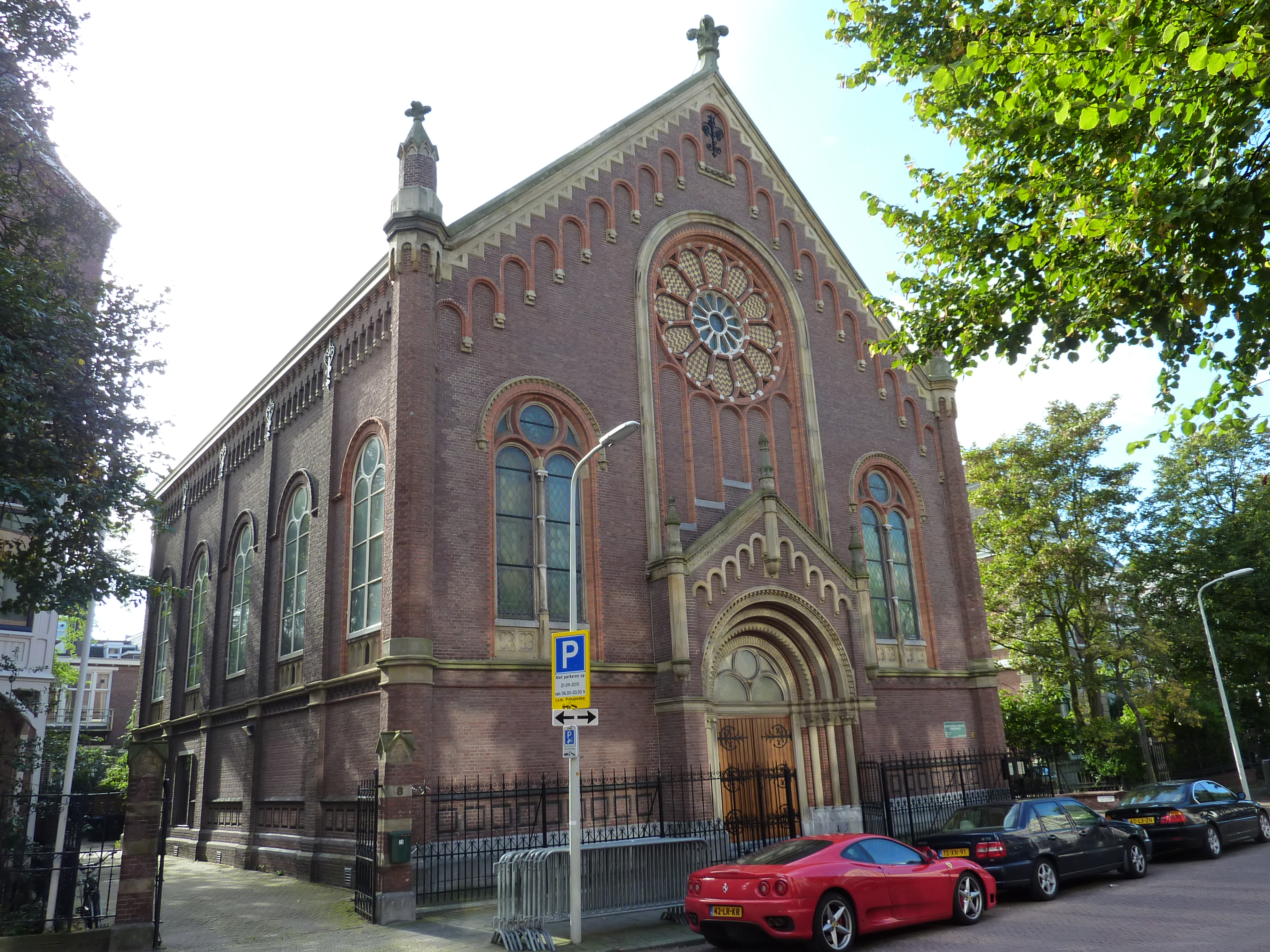
Iglesia del Palacio (Paleiskerk, monumento nacional en La Haya
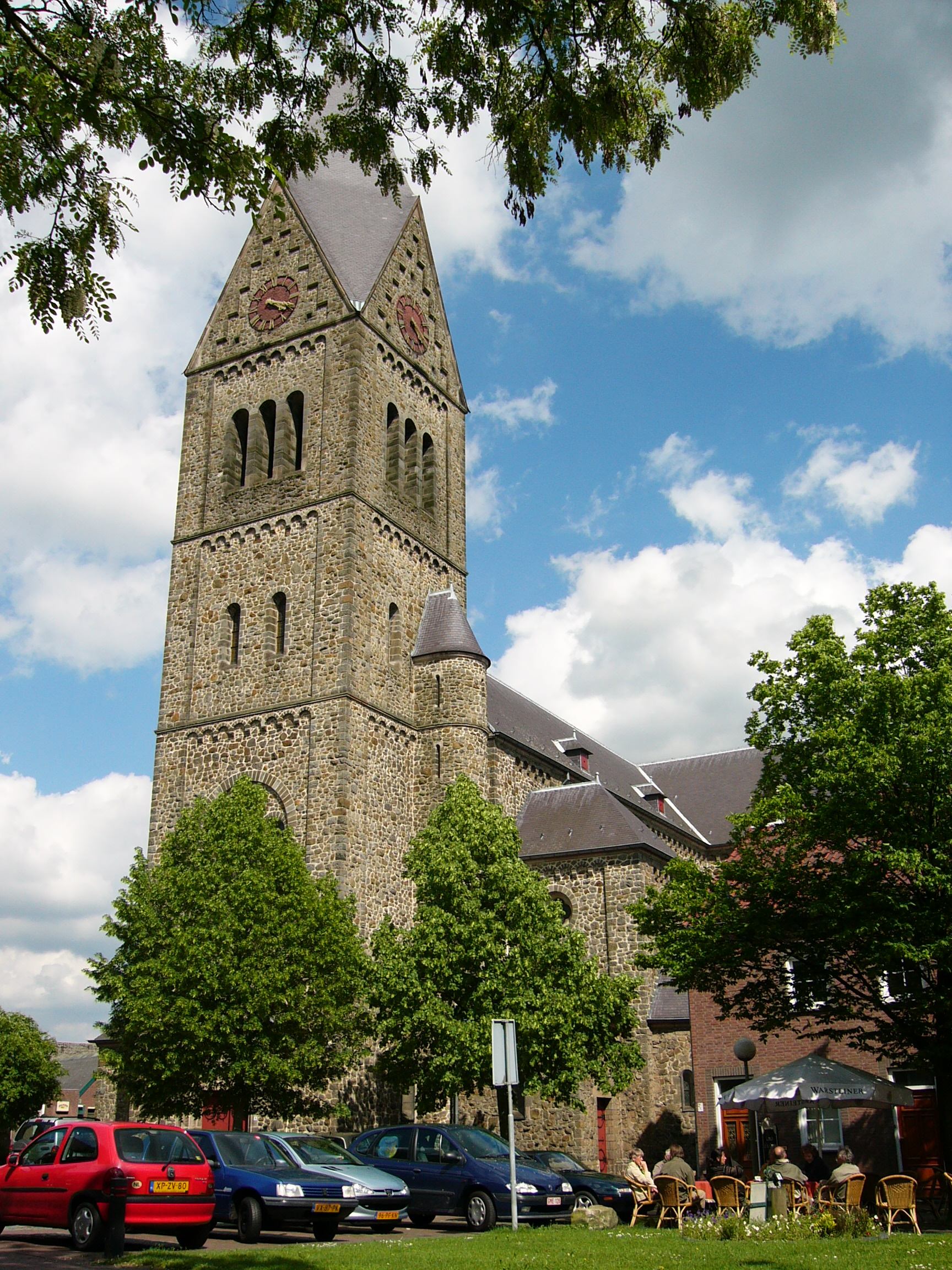
Sint-Petruskerk en Gulpen
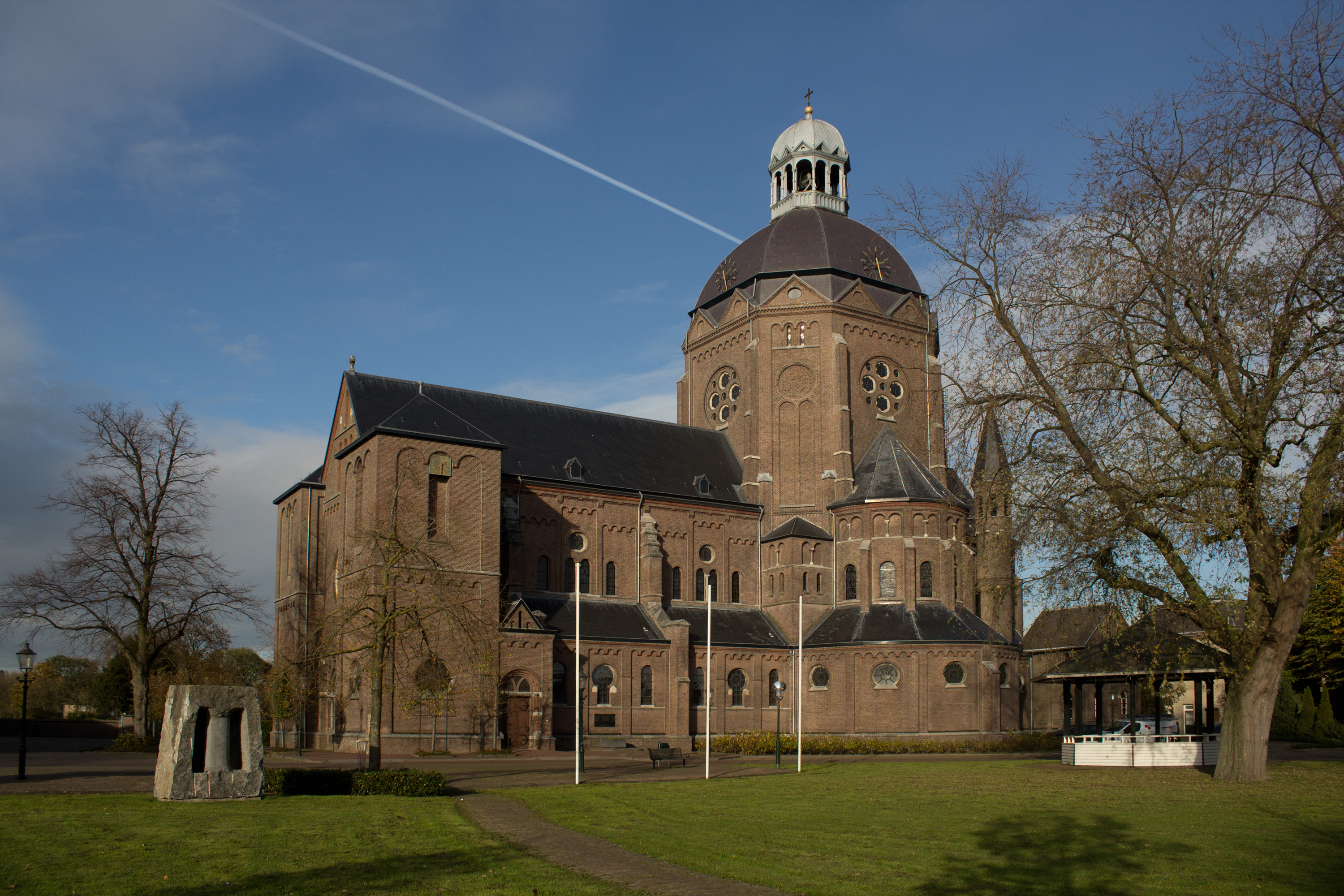
Sint-Bavokerk (Raamsdonk), obra de Carl Weber (1888-1889)
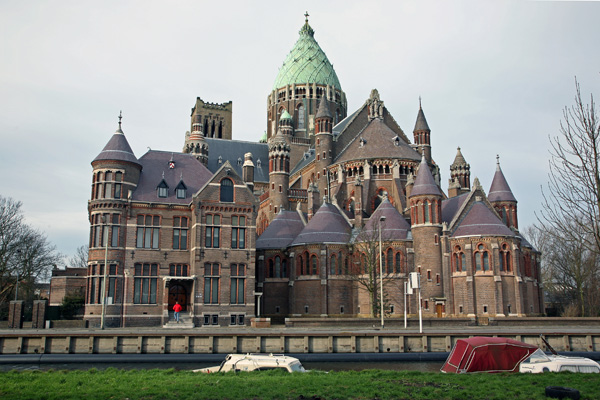
Catedral de San Bavón (Haarlem) de  Jos Cuypers (1895-1930)

### Bélgica
A diferencia de los Países Bajos, el estilo neogótico nunca fue tan dominante en Bélgica que el uso de otros estilos en la construcción de iglesias fuera prácticamente imposible. Desde aproximadamente 1870, se construyeron varias iglesias neorrománicas importantes, incluso en las ciudades de Spa y Rochefort, en un estilo románico tardío.

### Francia
En Francia, fue Eugène Viollet-le-Duc quién, tras la publicación de su Dictionnaire,  puso en marcha un movimiento sostenido en favor del vocabulario de las formas medievales. Gracias a su conocimiento de los estilos medievales, ejerció primero en grandes obras de restauración (basílica de Santa María Magdalena de Vézelay, basílica de San Sernin), en las que a menudo planteó una re-creación de modelos que no existieron, antes de suscitar un gran número de seguidores. Un ejemplo de este estilo es el museo Dobrée en Nantes, construido a partir de 1862 para albergar las colecciones de arte de Thomas Dobrée (1810-1895).
Muchas iglesias se construyeron inspirándose en modelos románicos más o menos interpretados, incluyendo un estilo románico bizantino, que será un gran éxito (basílica del Sagrado Corazón de Montmartre en París de Paul Abadie, que había participado en la restauración de Saint-Sernin). Otros ejemplos reseñables son la catedral de Marsella, la iglesia de San Denys en Argenteuil (1862-1865) y la iglesia de Nuestra Señora de la Asunción en Villefranche-du-Périgord, también de Paul Abadie (1864-1869).

#### Alsacia y Lorena alemanas
Como parte de la prusificación del Reichsland Elsass-Lothringen, las ciudades y pueblos fueron dotadas con nuevos edificios públicos. Varios monumentos en Metz (el oficina central de correos, la estación ferroviaria (1905-08), el Templo Nuevo (1901-1904)) son de estilo neorrománico (pero también Jugendstil). En Carling, la iglesia católica de Saint-Gérard Majella, de estilo neorrománico otoniano, fue construida entre 1906 y 1908 bajo la dirección del arquitecto Klein.

Neorrománico en Francia
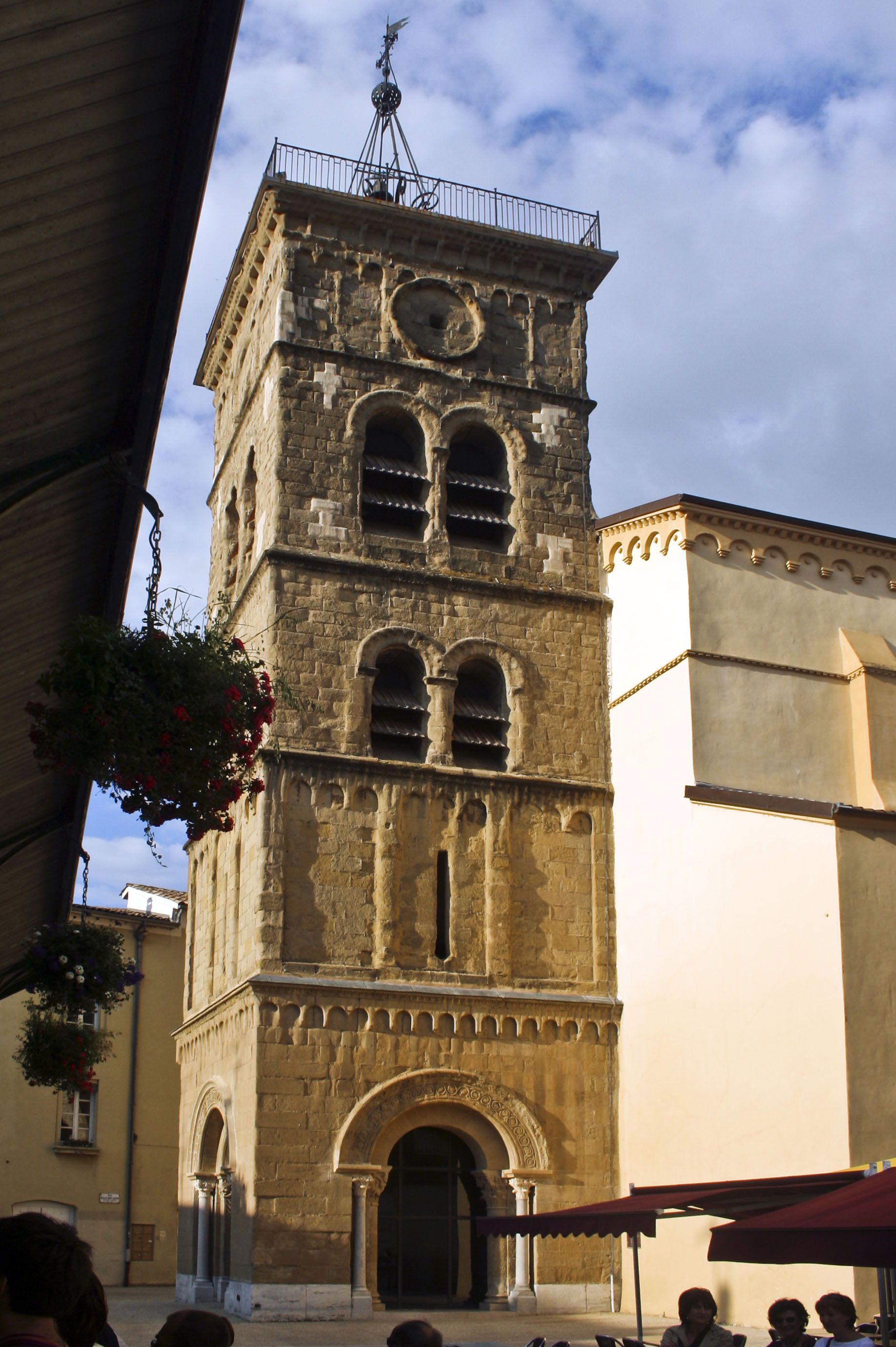
Campanario neorrománico (1876) de la iglesia Saint-Jean-Baptiste en Valence (Drôme).
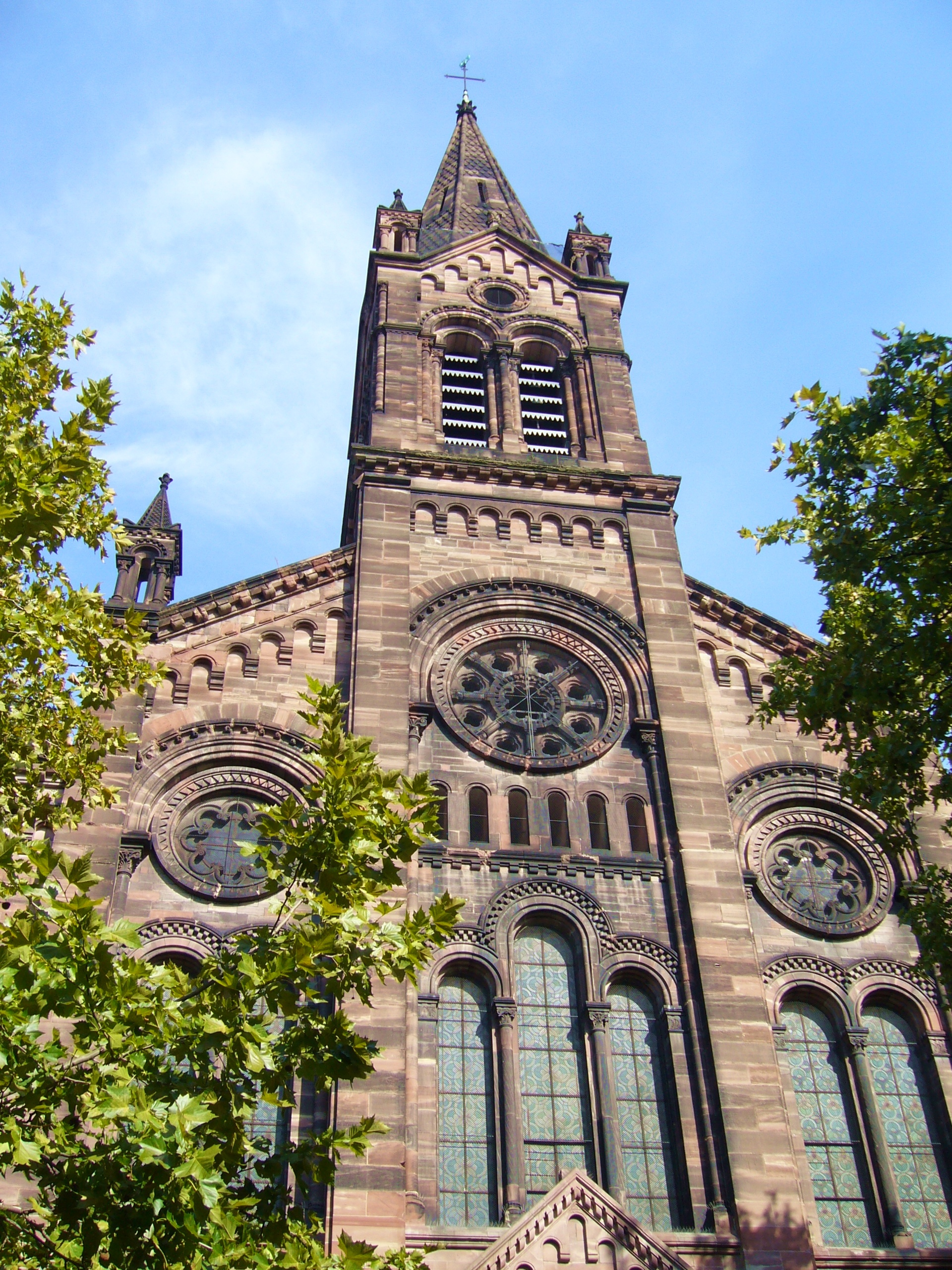
Templo Nuevo en Estrasburgo (1874-1877), de Émile Salomon
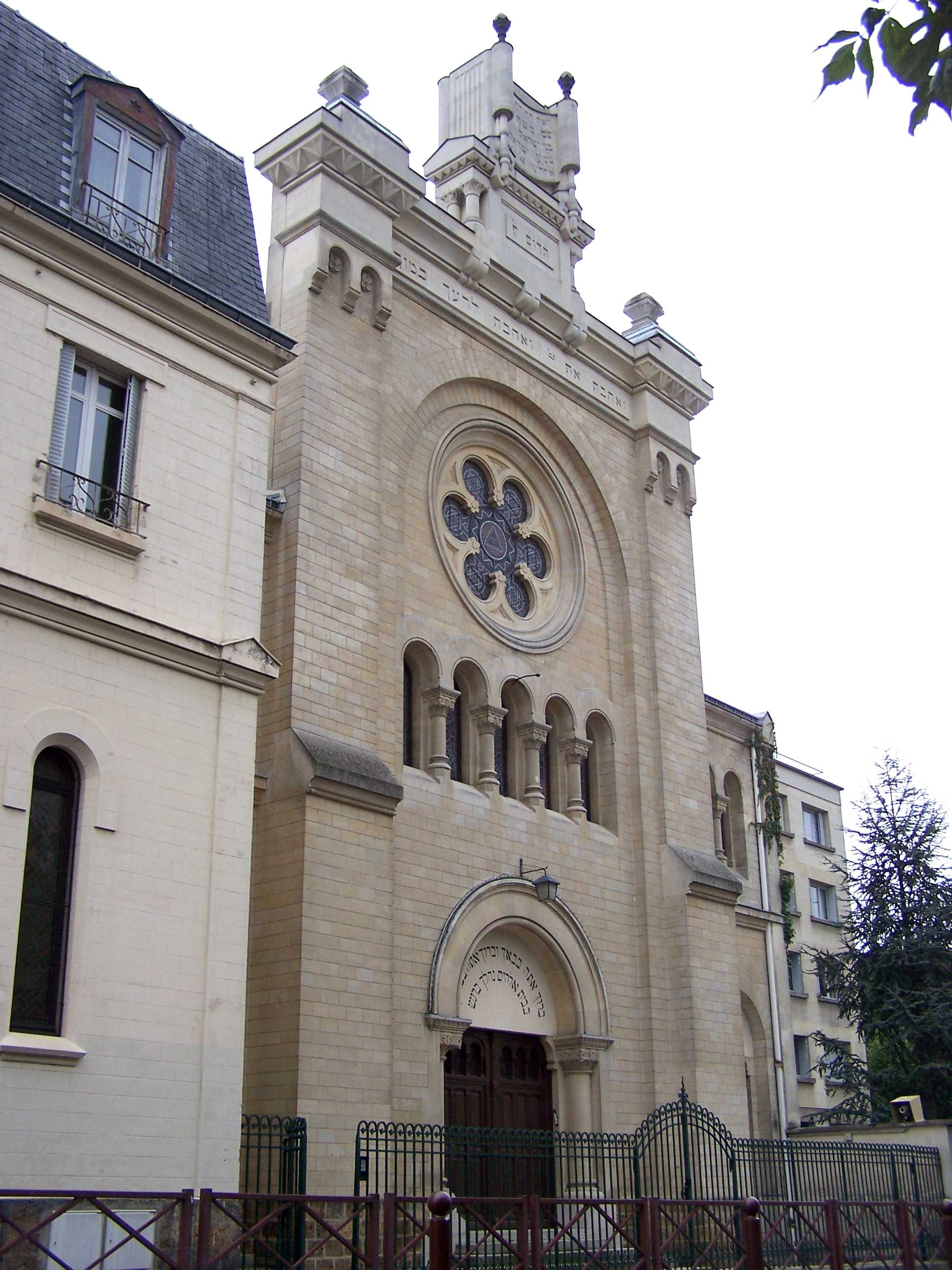
Sinagoga de Versalles (1884-1886), de Alfred-Philibert Aldrophe
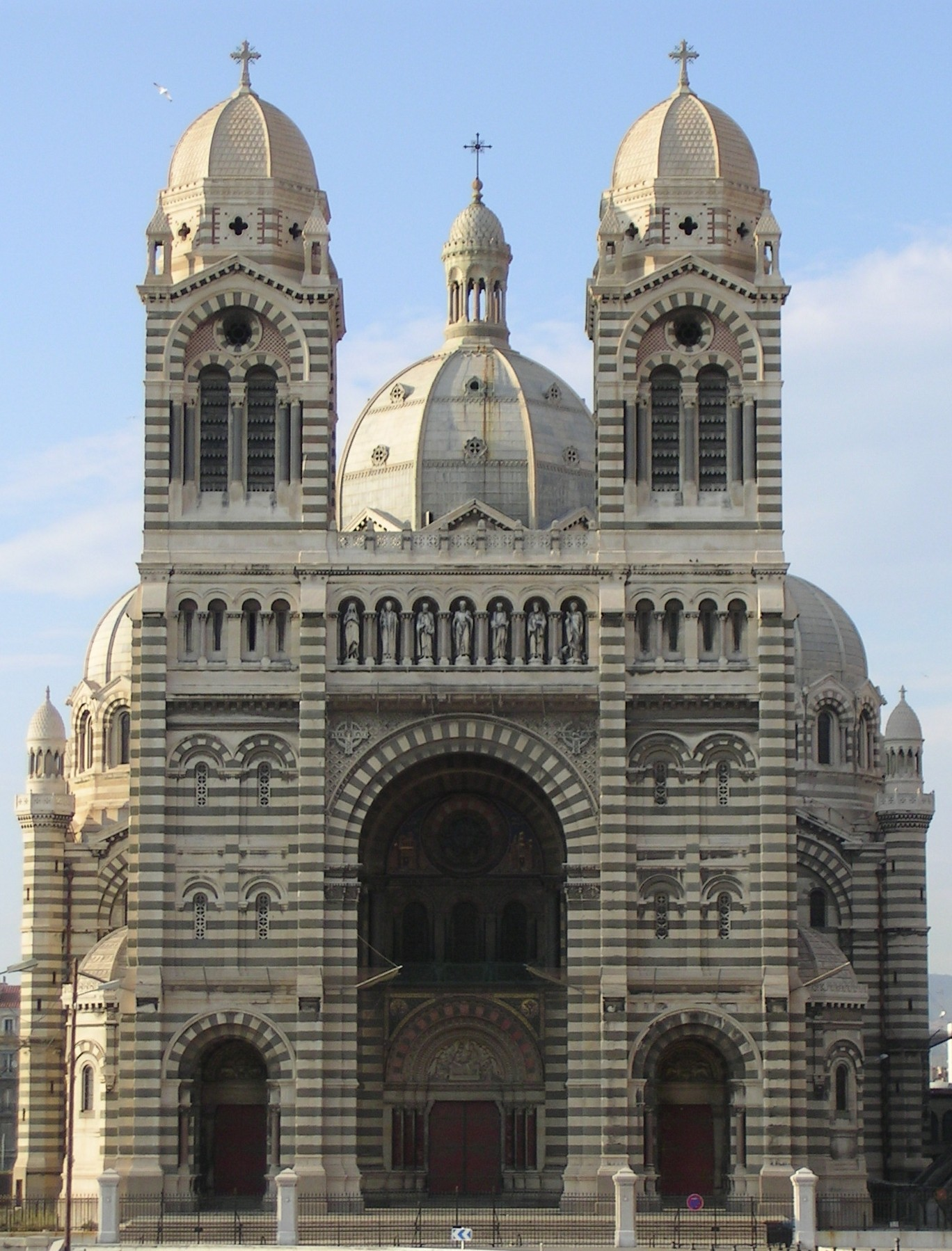
Catedral de Marsella (1852-1893)
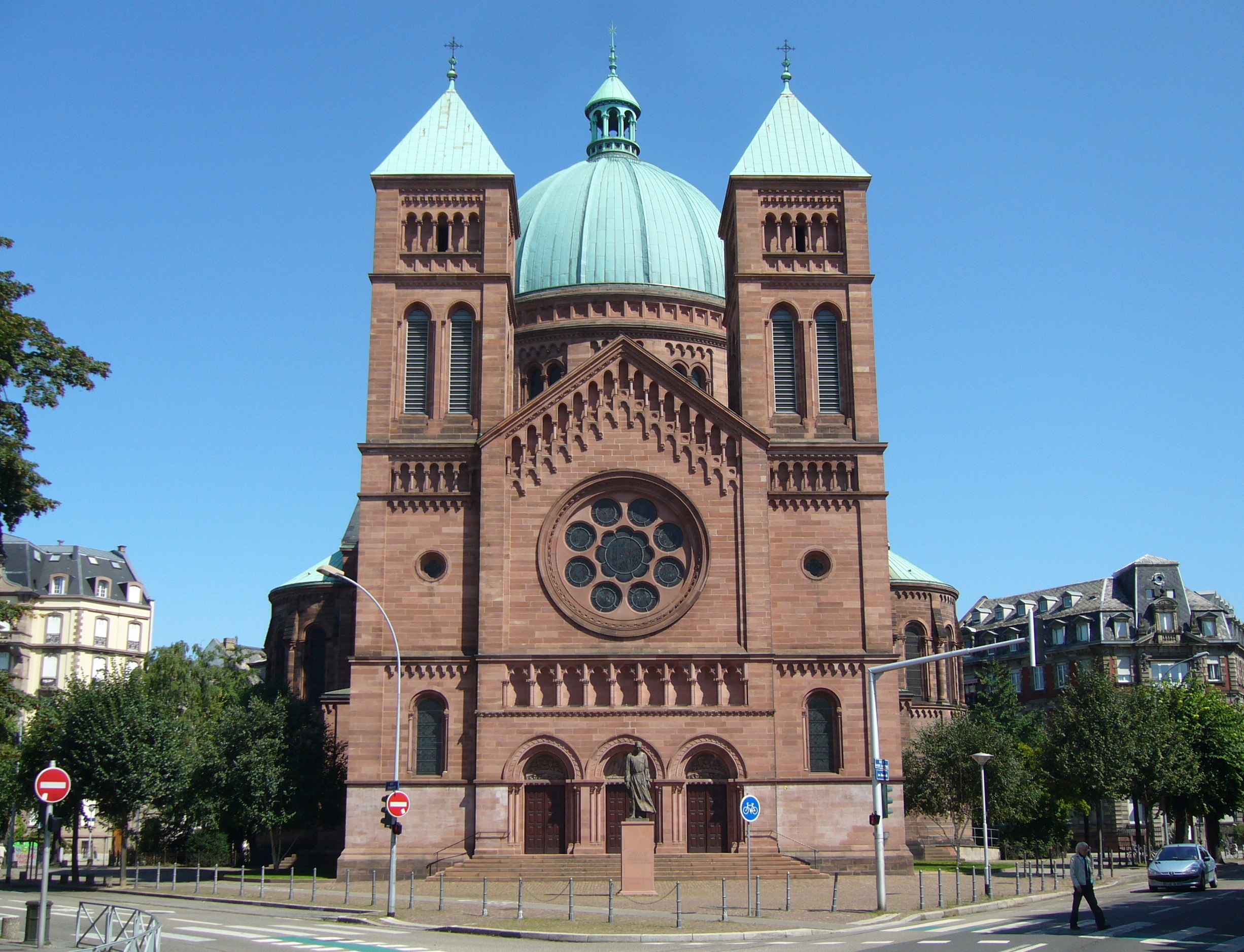
Iglesia de San Pedro el Joven católico en Estrasburgo (1889-1893), de Skjøld Neckelmann y August Hartel
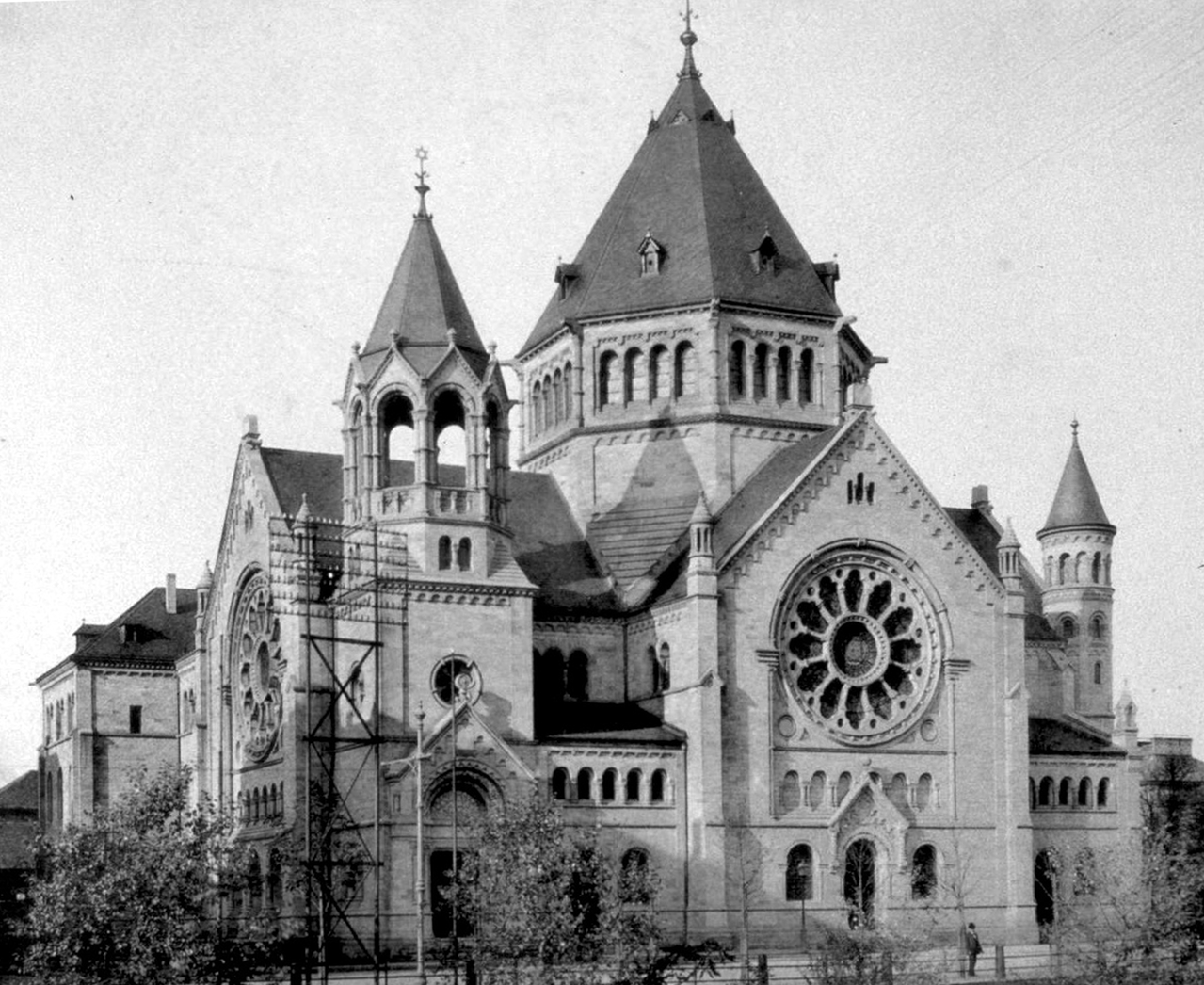
Alta Sinagoga en Estrasburgo (1896-1898), de Ludwig Levy
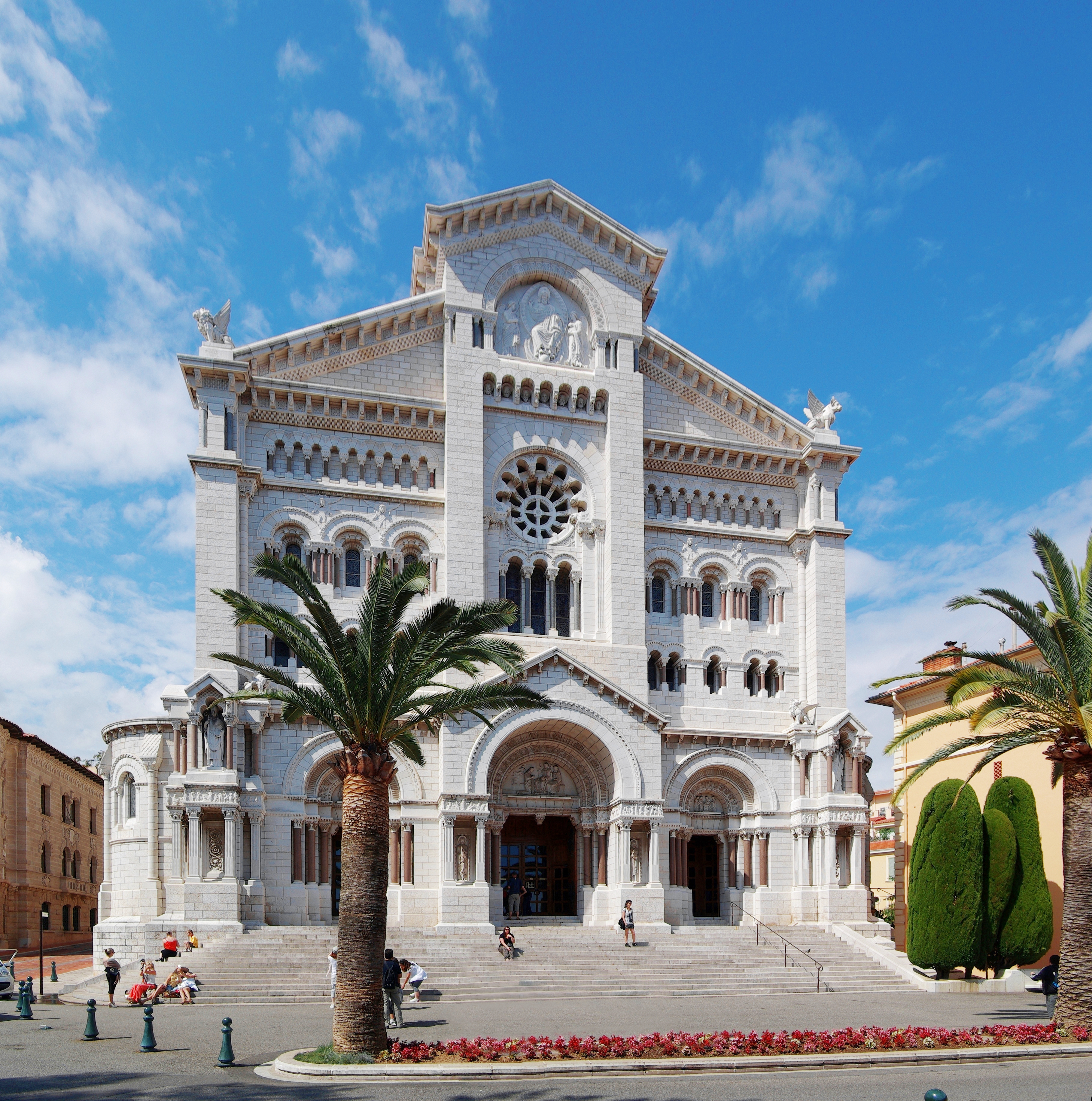
Catedral de la Immaculada Concepción  del Principado de Mônaco (1875-1903)
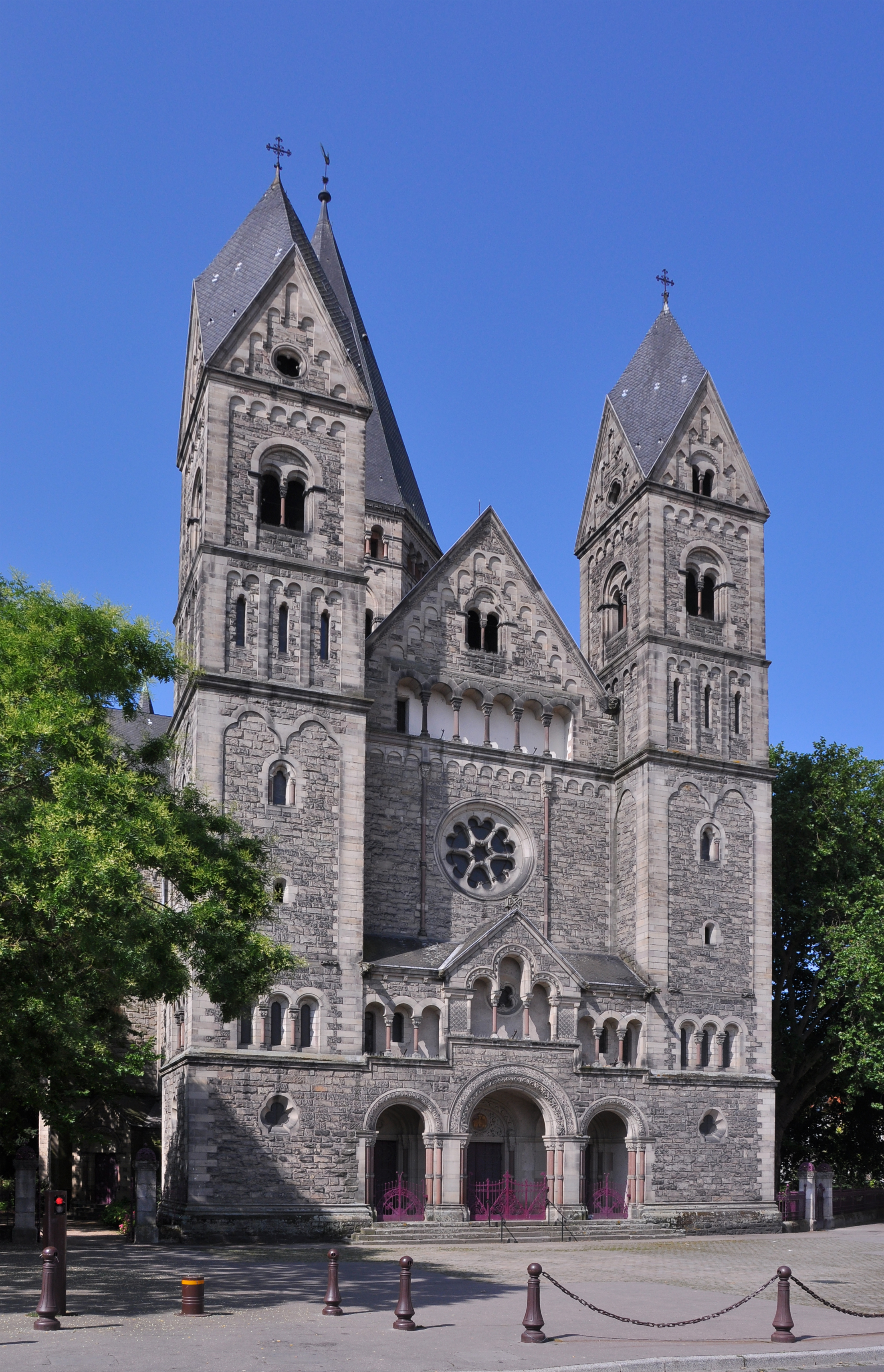
Templo Nuevo en Metz (1901-1904), obra del arquitecto alemán Conrad Wahn.
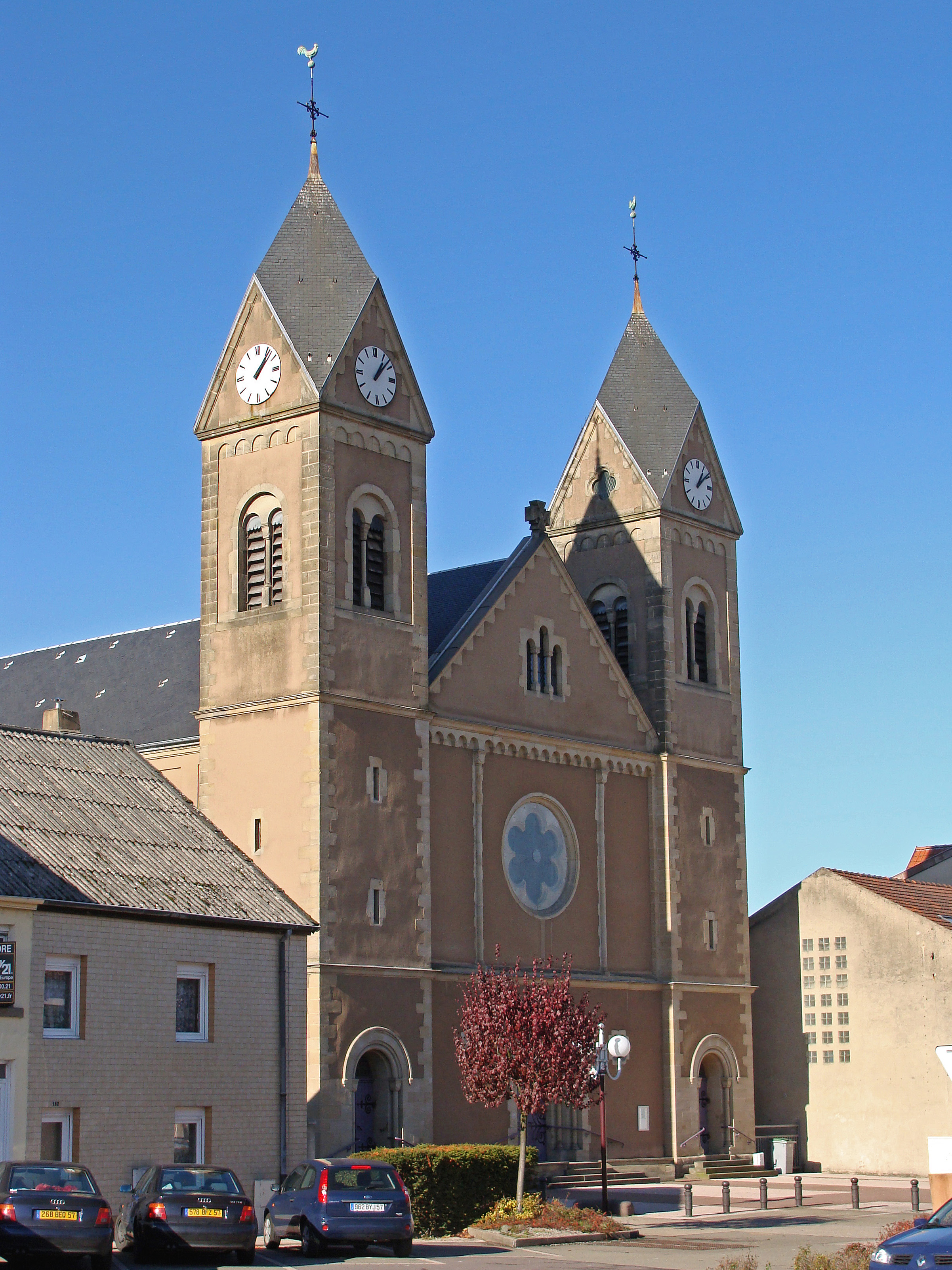
Iglesia Saint-Gérard Majella de Carling (1906-1908), obra del arquitecto Klein
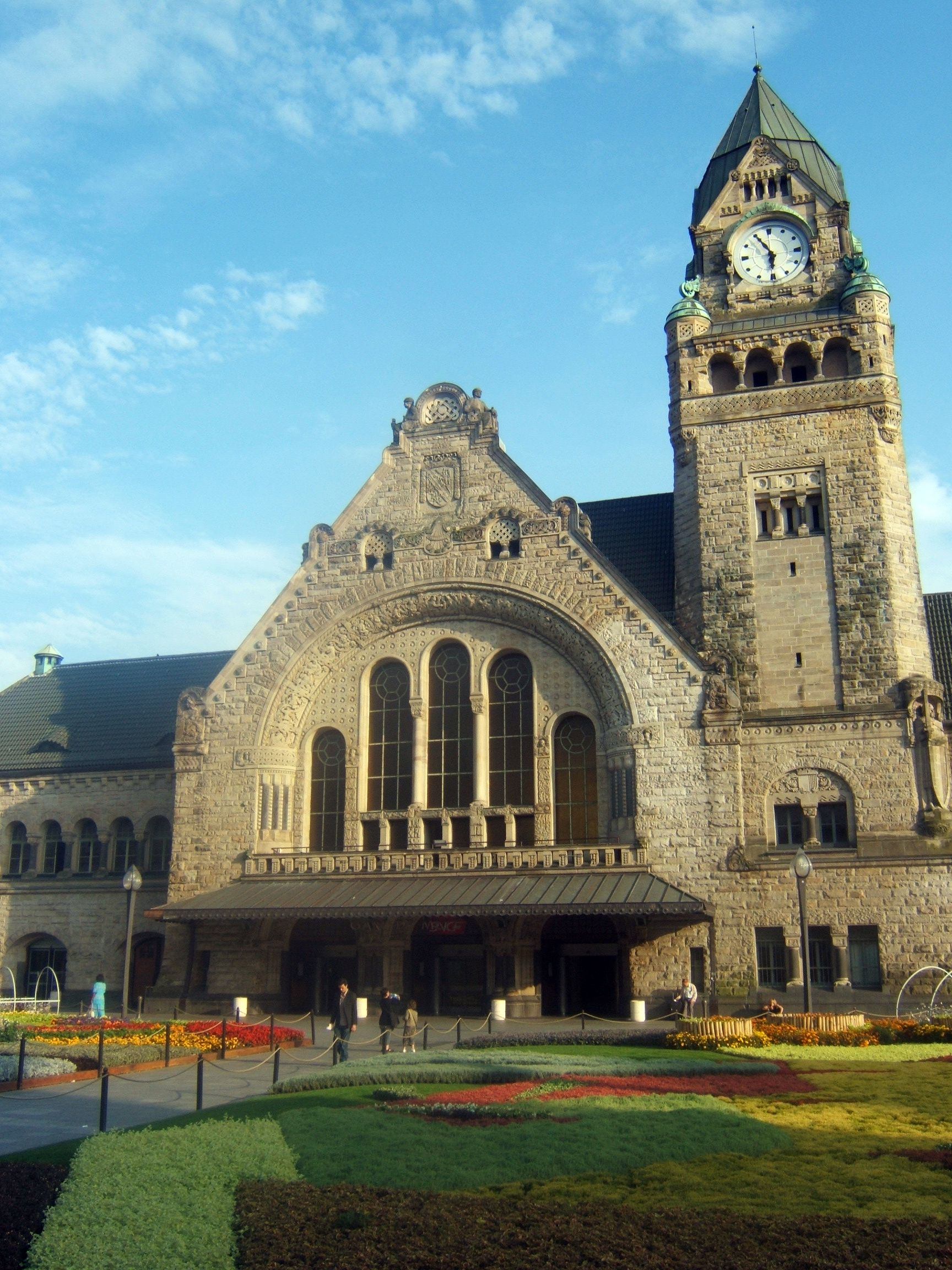
Estación de Metz-Ville  (1905-1908), de Jürgen Kröger
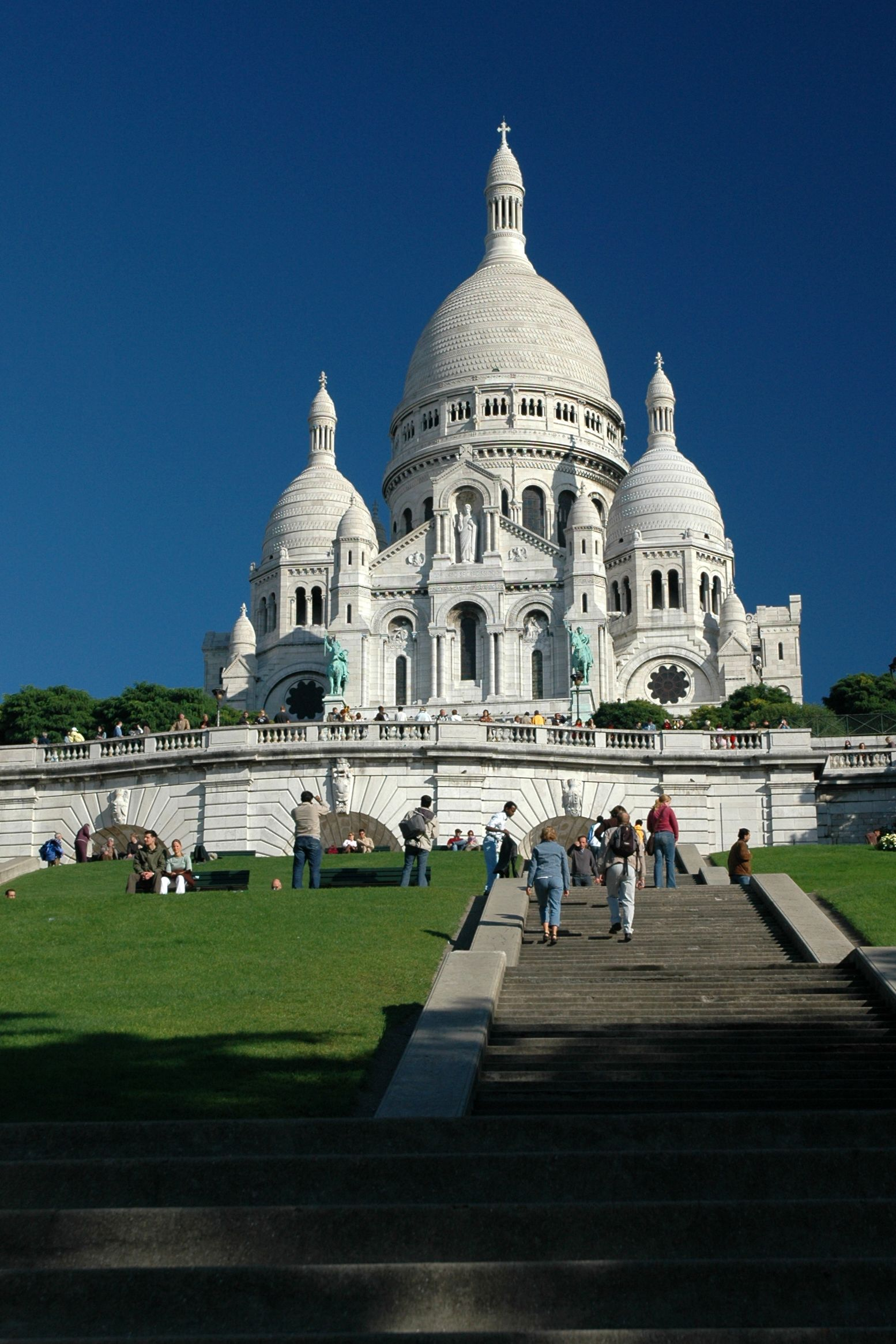
Basílica del Sagrado Corazón de Montmartre, en Paris (1875-1923)
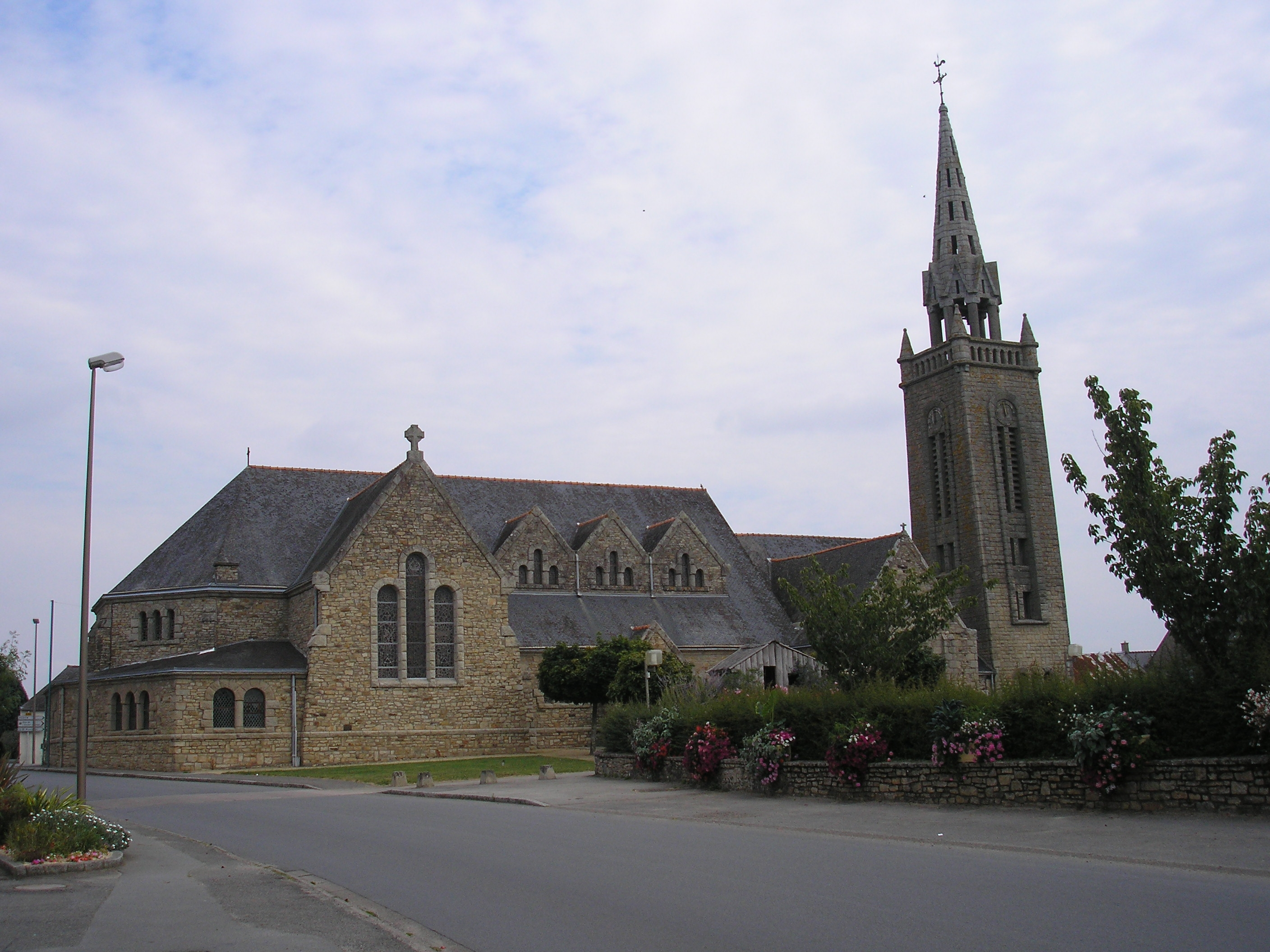
Iglesia Saint-Melaine, en Rieux (Morbihan)
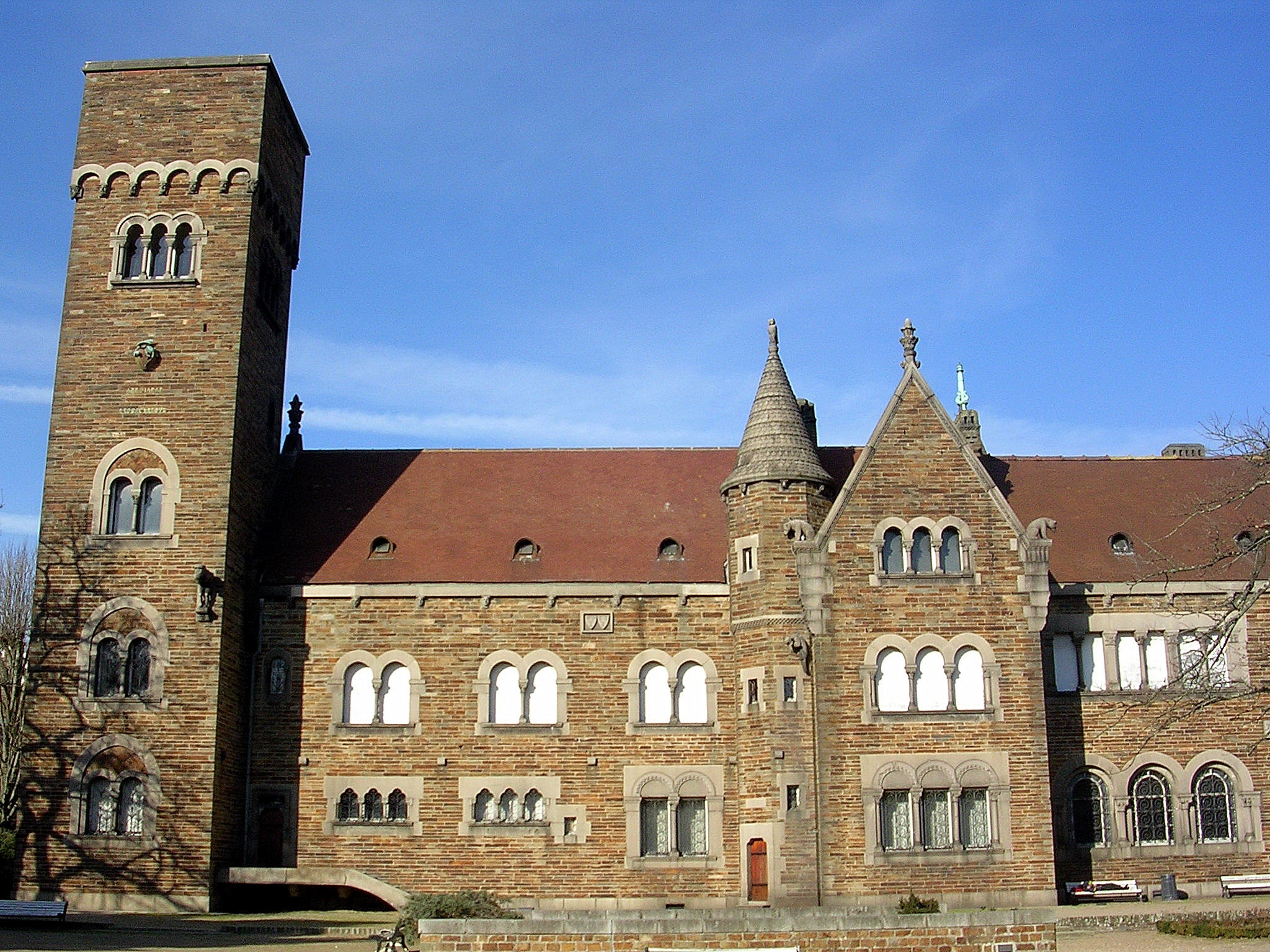
El Palacio Dobrée en Nantes, hoy museo.
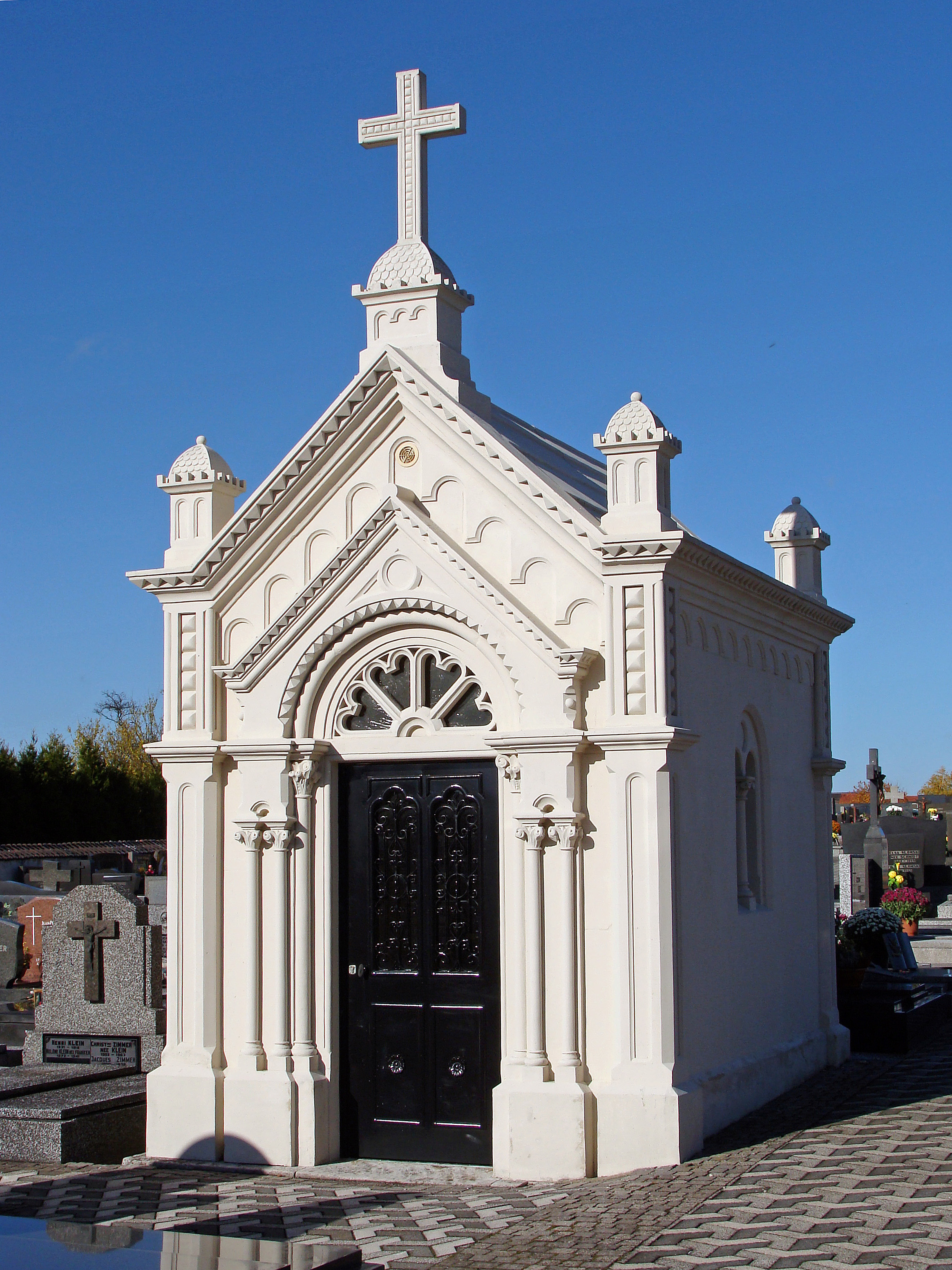
Capilla neorrománica de L'Hôpital (Moselle).

### Italia
Al igual que en Francia, en Italia el neorrománico se centró principalmente en la restauración de edificios existentes, con la reconstrucción de las fachadas de numerosas iglesias (por ejemplo, para la iglesia de San Babila y la de la Santa Eufemia en Milán, o la fachada de la catedral de Cagliari, 1933); no faltan edificios ex novo como el Museo Cívico de Historia Natural de Milán, diseñado por Giovanni Ceruti en 1893, la catedral de Reggio Calabria y la de la Concatedral de San Nicola de Palmi (1910-1932) reconstruidas después del terremoto de 1908.
Ejemplos de uso tardío del estilo románico, aunque la mayoría de las veces mezclado con otros elementos, también se encuentran en el período fascista (catedral de Trípoli, catedral de Asmara, catedral de Pescara).
Los arquitectos más representativos fueron V. de Castro, Pietro Selvatico y Camillo Boito.

Neorrománico en Italia
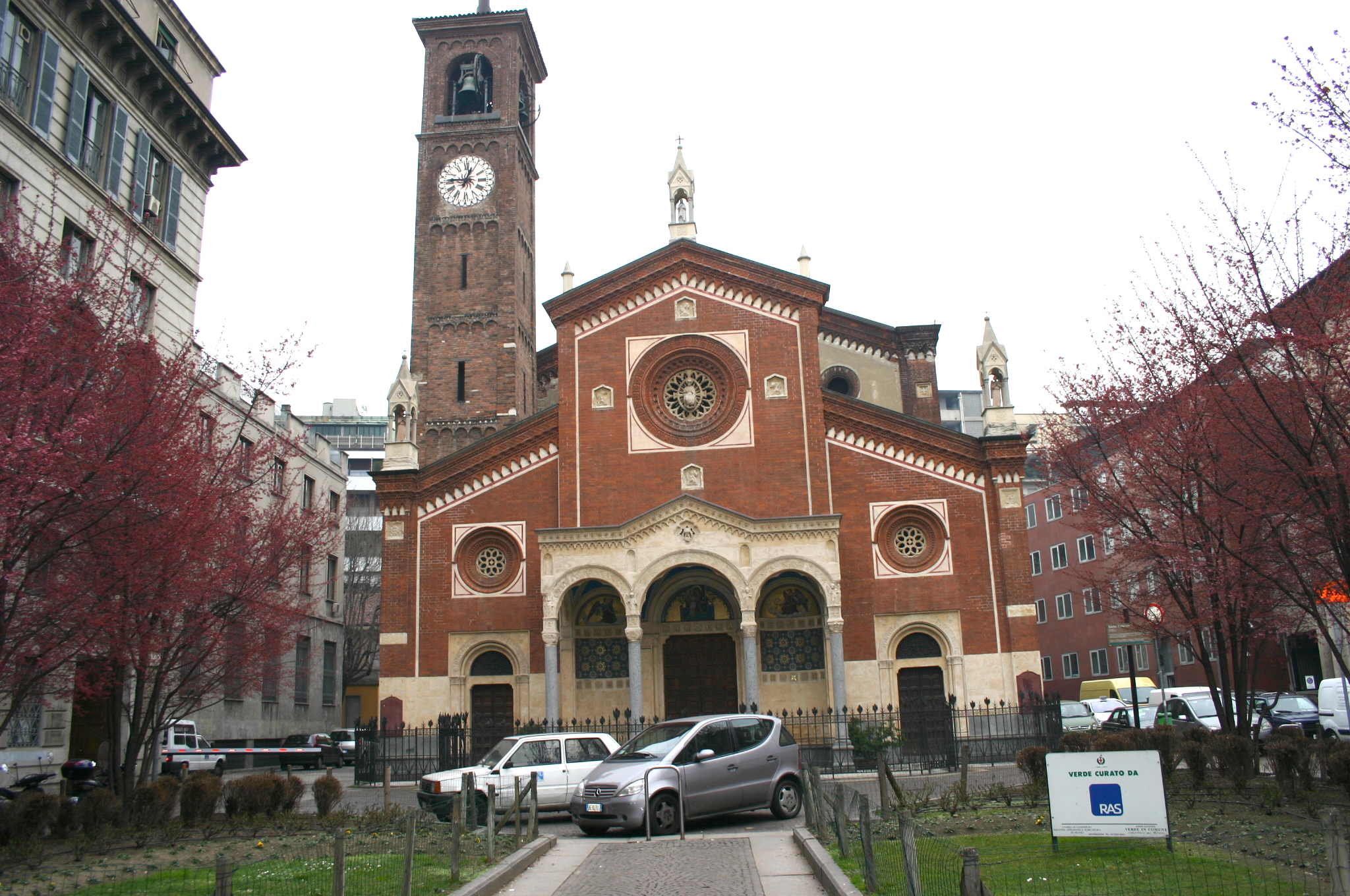
Fachada de la basílica de Santa Eufemia en Milán (1870)
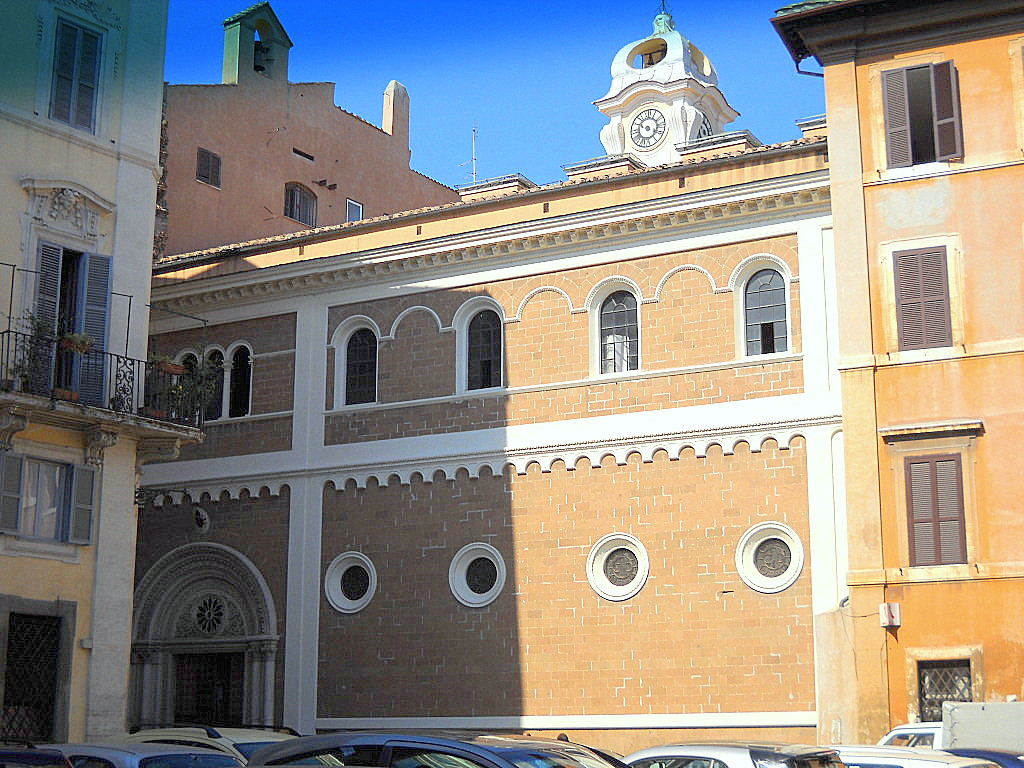
Iglesia de San Tomás de Canterbury (1866-1893) en Roma, de Virgilio Vespignani
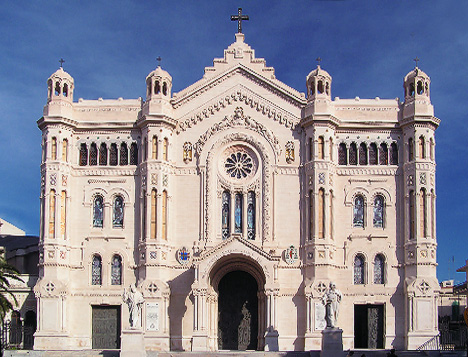
Duomo de Reggio Calabria (1917-1928)
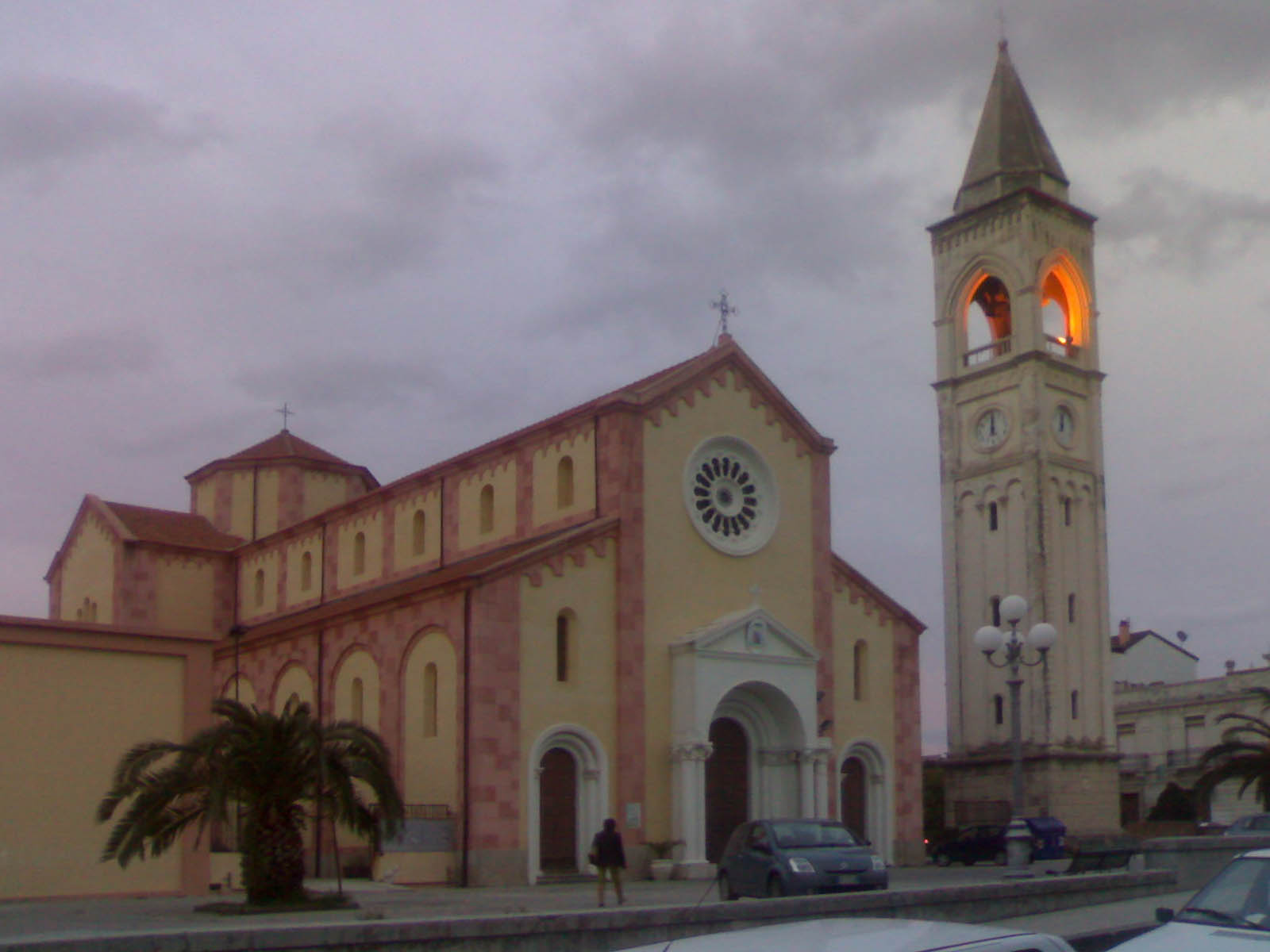
Concatedral de San Nicola de Palmi (1910-1932)
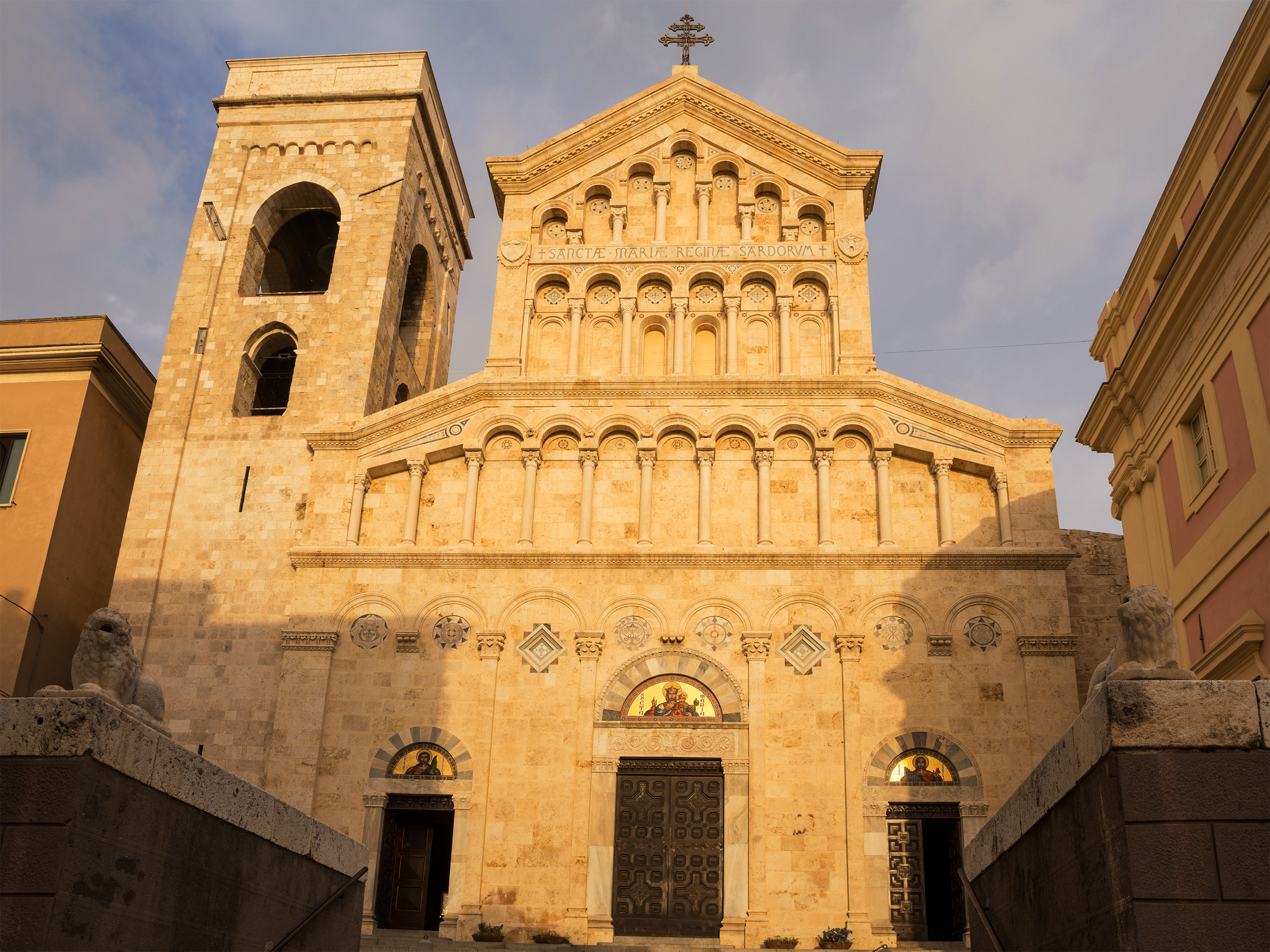
Fachada de la catedral de Santa Maria de Cagliari (1933)

### Lituania

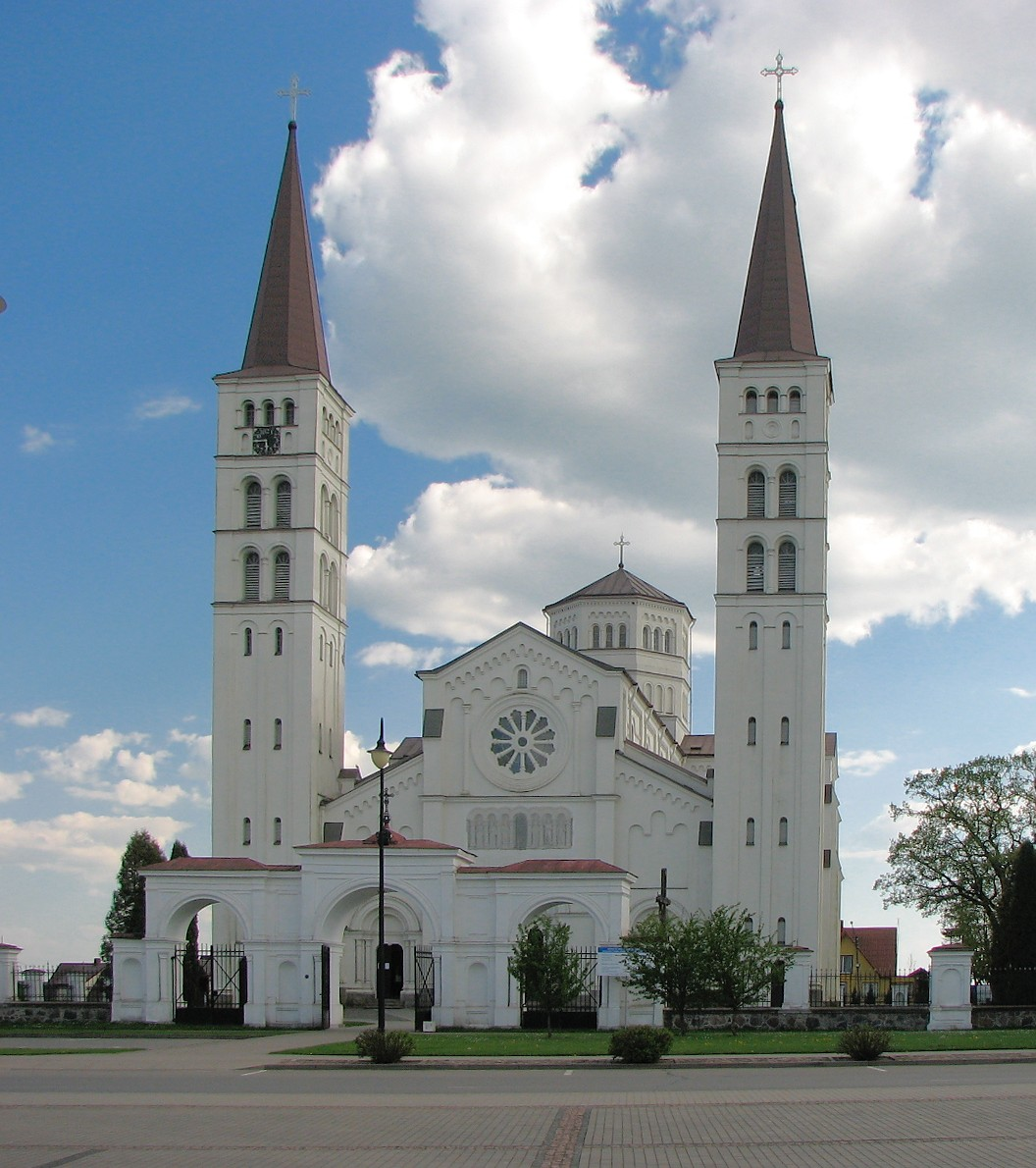
Iglesia de San Miguel Arcángel en Retów (1853-1874)

El neorrománico fue mucho menos popular en Lituania que otros estilos historicistas. Solo unas pocas iglesias lituanas pueden clasificarse incuestionablemente como neorrománicas puras. Sin embargo, en muchos edificios neogóticos y de culto histórico, sorprenden muchos rasgos característicos del neorrománico y suelen combinarse creativamente con elementos góticos típicos. Los ejemplos más destacados  y probablemente los más puros de este estilo son las iglesias de Lentvaris y Rietavas. Tienen campanas características de estilo italiano -campaniles- y tienen un diseño de basílica. El neorrománico fue más evidente en la arquitectura de las iglesias evangélicas de estilo ladrillo en Lituania Menor, Vyžiai, Vilkyškiai y Sauga. Otras iglesias neorrománicos lituanas son:
- Iglesia de San Miguel Arcángel (Retów) (1853-1874)
- Iglesia de la Santísima Trinidad en Dusetos (1886-1888)
- Iglesia de Juan el Bautista (Plunge) (1899-1933)* Iglesia de la Virgen María Sopulinga (Salakaa) (1906-1915)
- Iglesia de la Anunciación en Lentvaris (1910-1935)

Neorrománico en Lituania
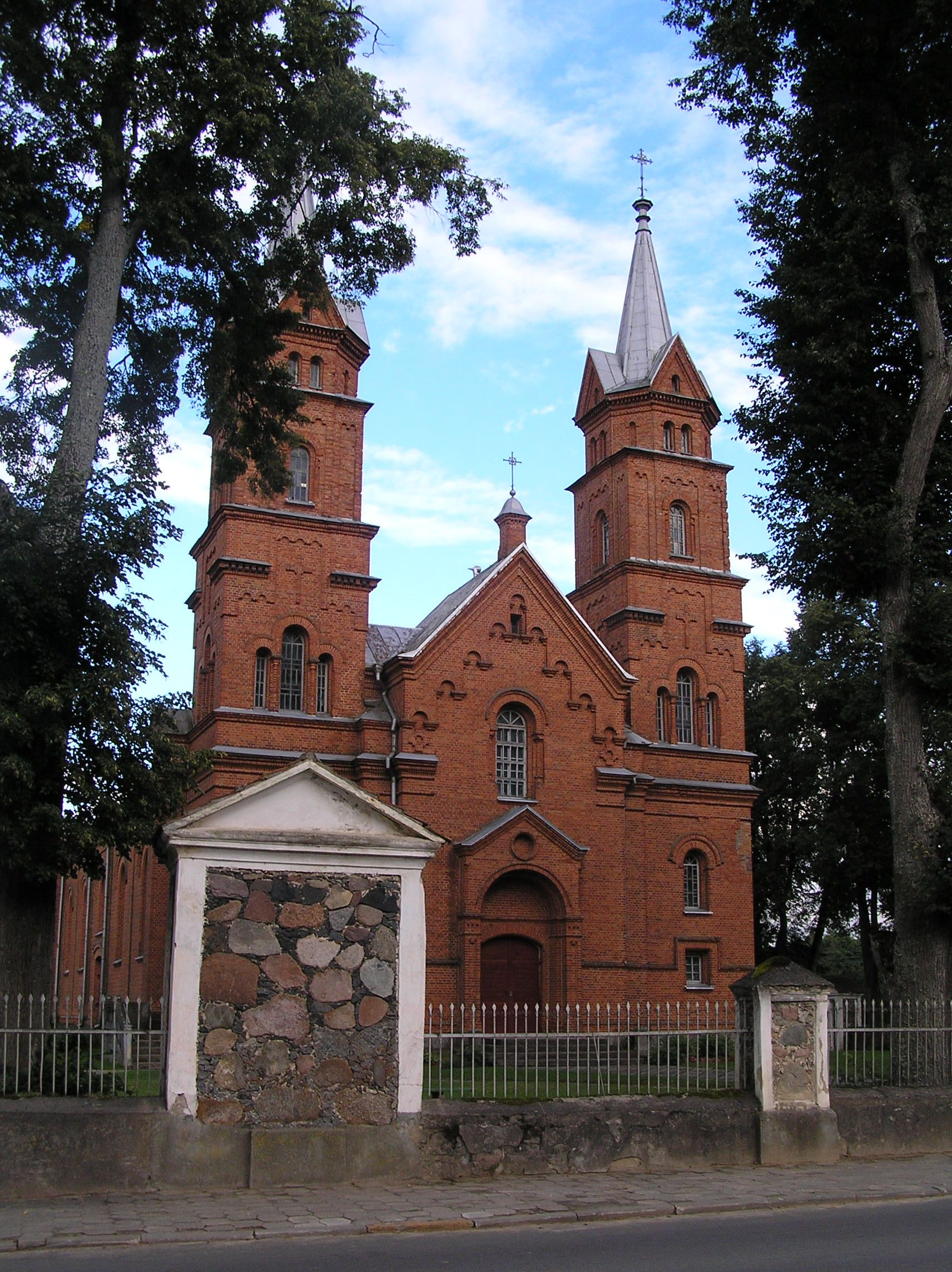
Iglesia de la Santísima Trinidad en Dusetos (1886-1888)
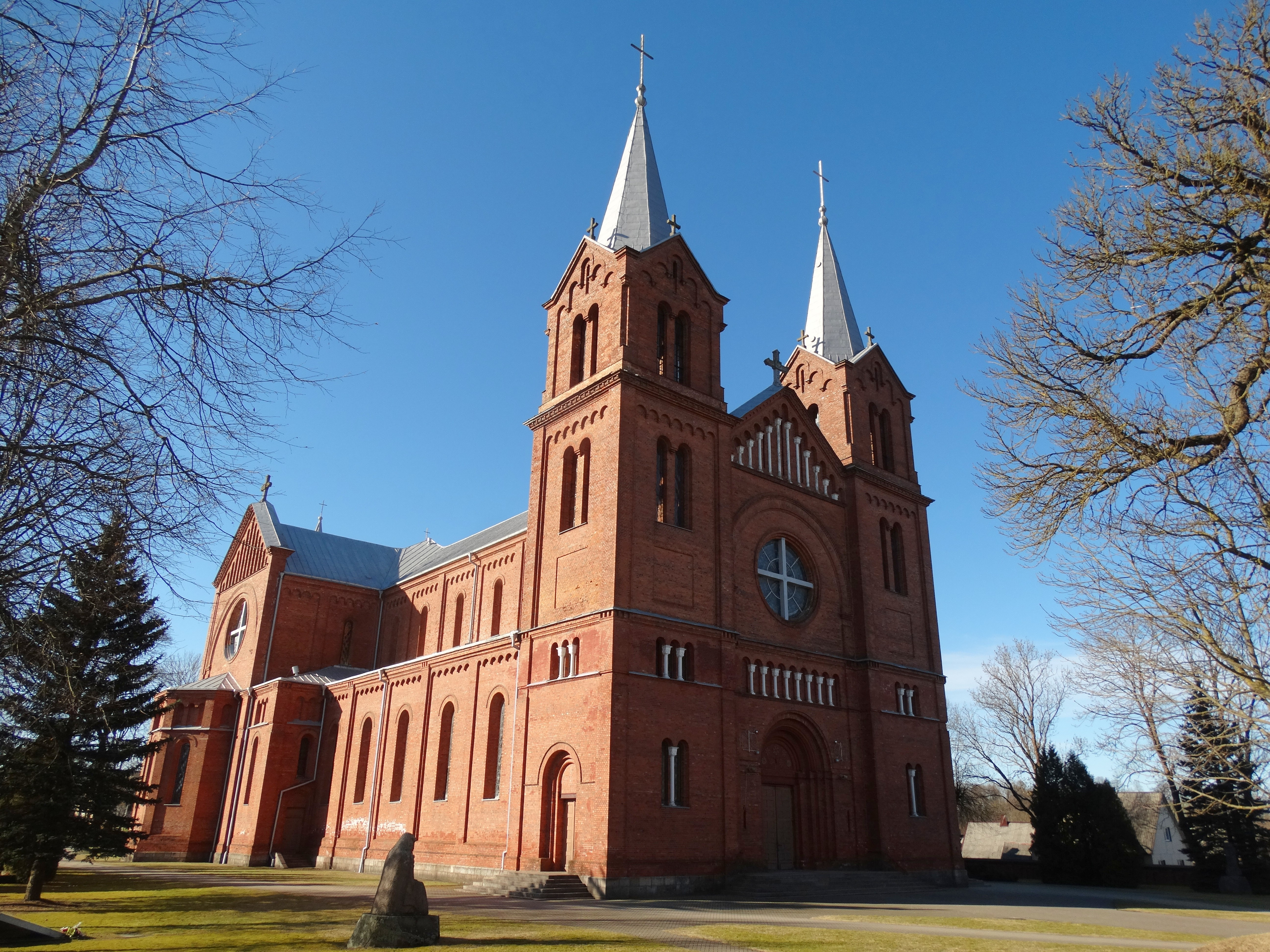
Iglesia de Juan el Bautista (Plunge) (1899-1933)
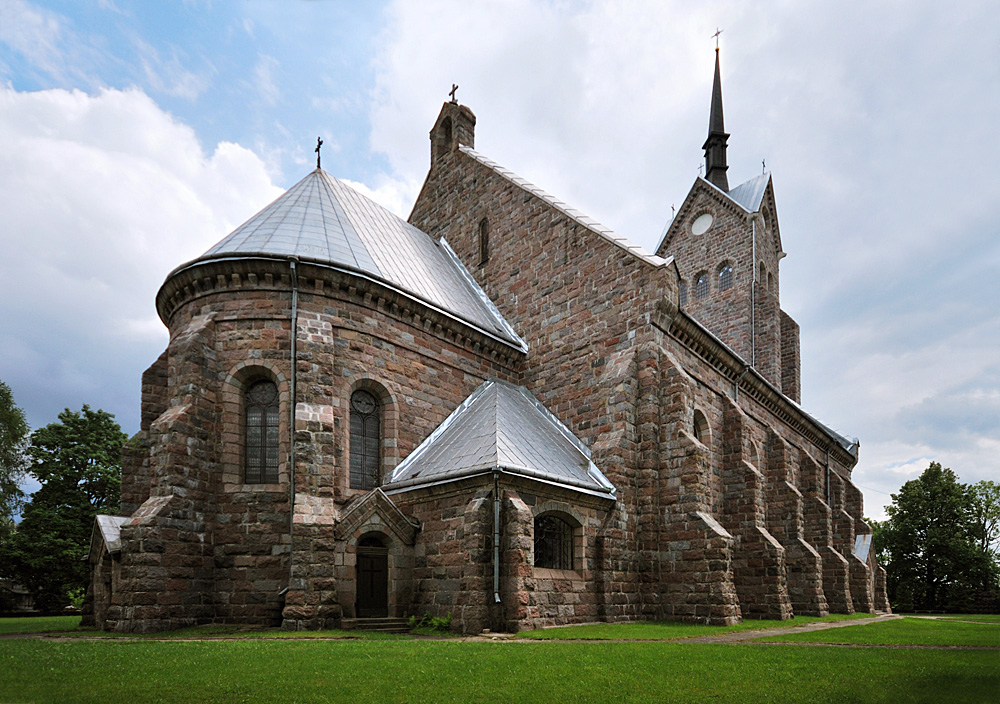
Iglesia de la Virgen María Sopulinga (Salakaa) 1906-1915)
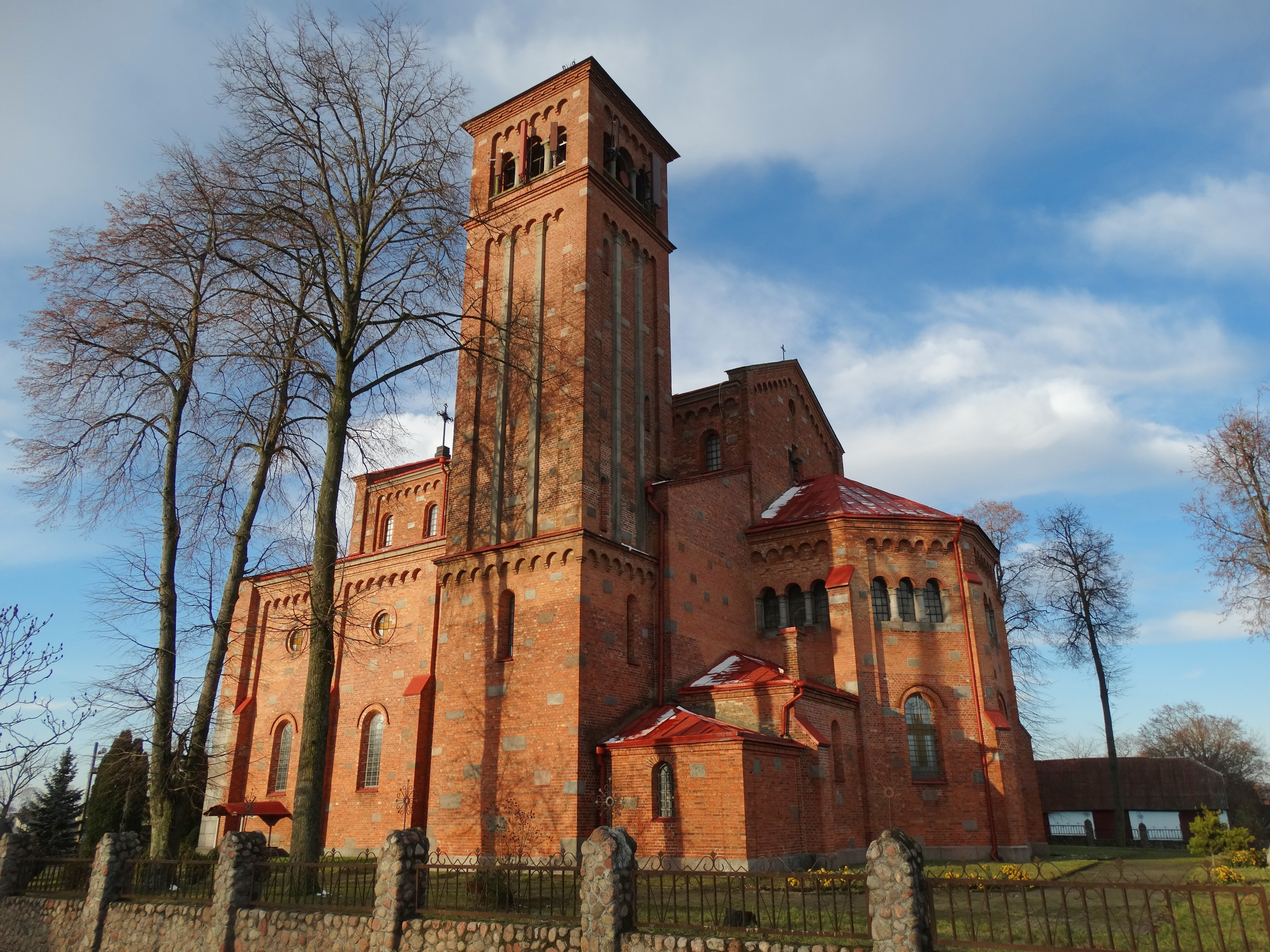
Iglesia de la Anunciación en Lentvaris (1910-1935)

### Resto de Europa

Neorrománico en la península ibérica
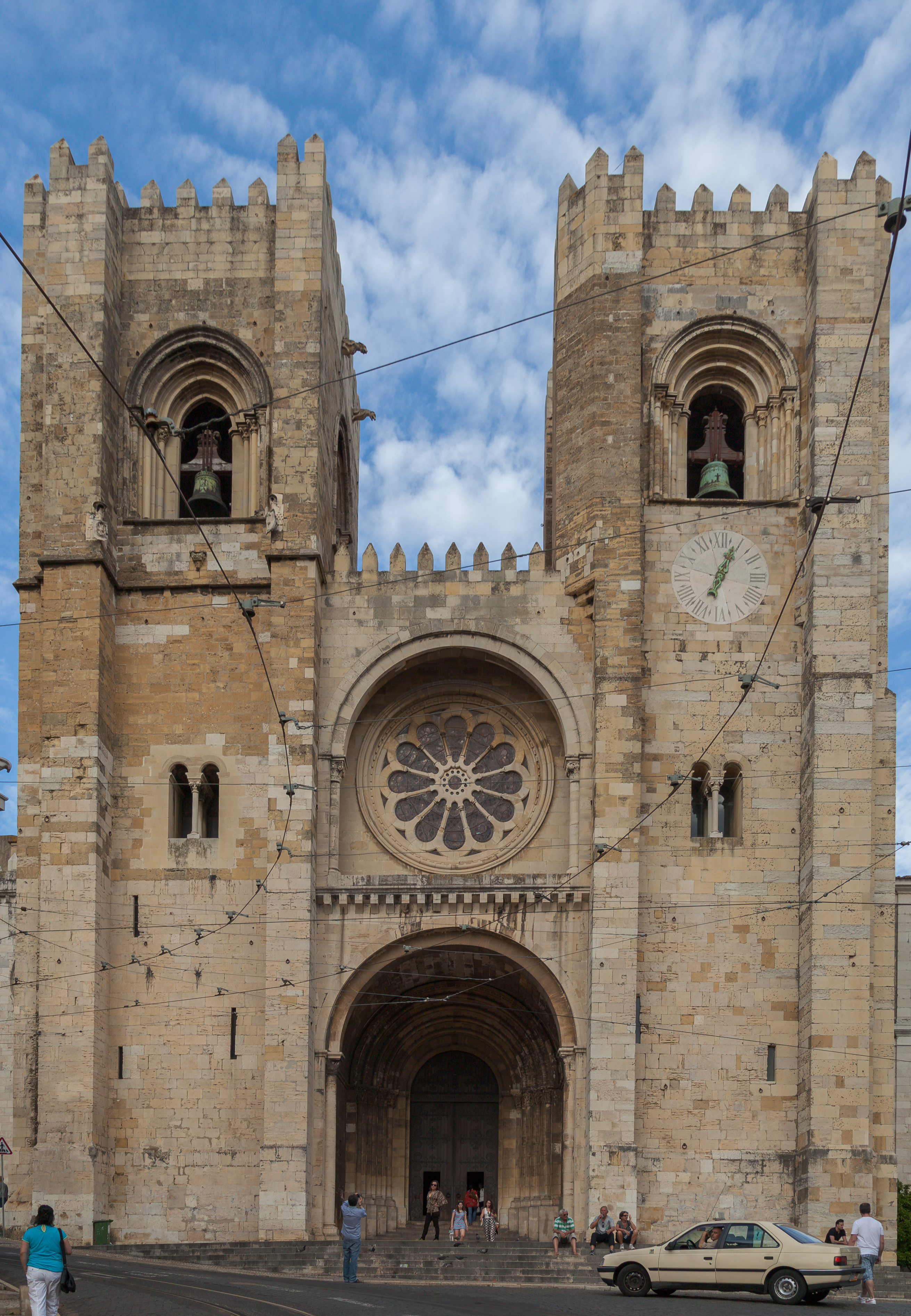
Fachada de la Sé de Lisboa (1895), Lisboa, Portugal
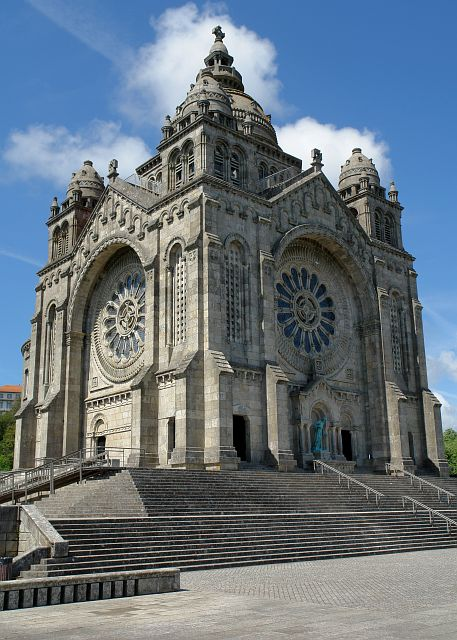
Iglesia de Santa Lucía (1903-1926), Viana do Castelo, Portugal
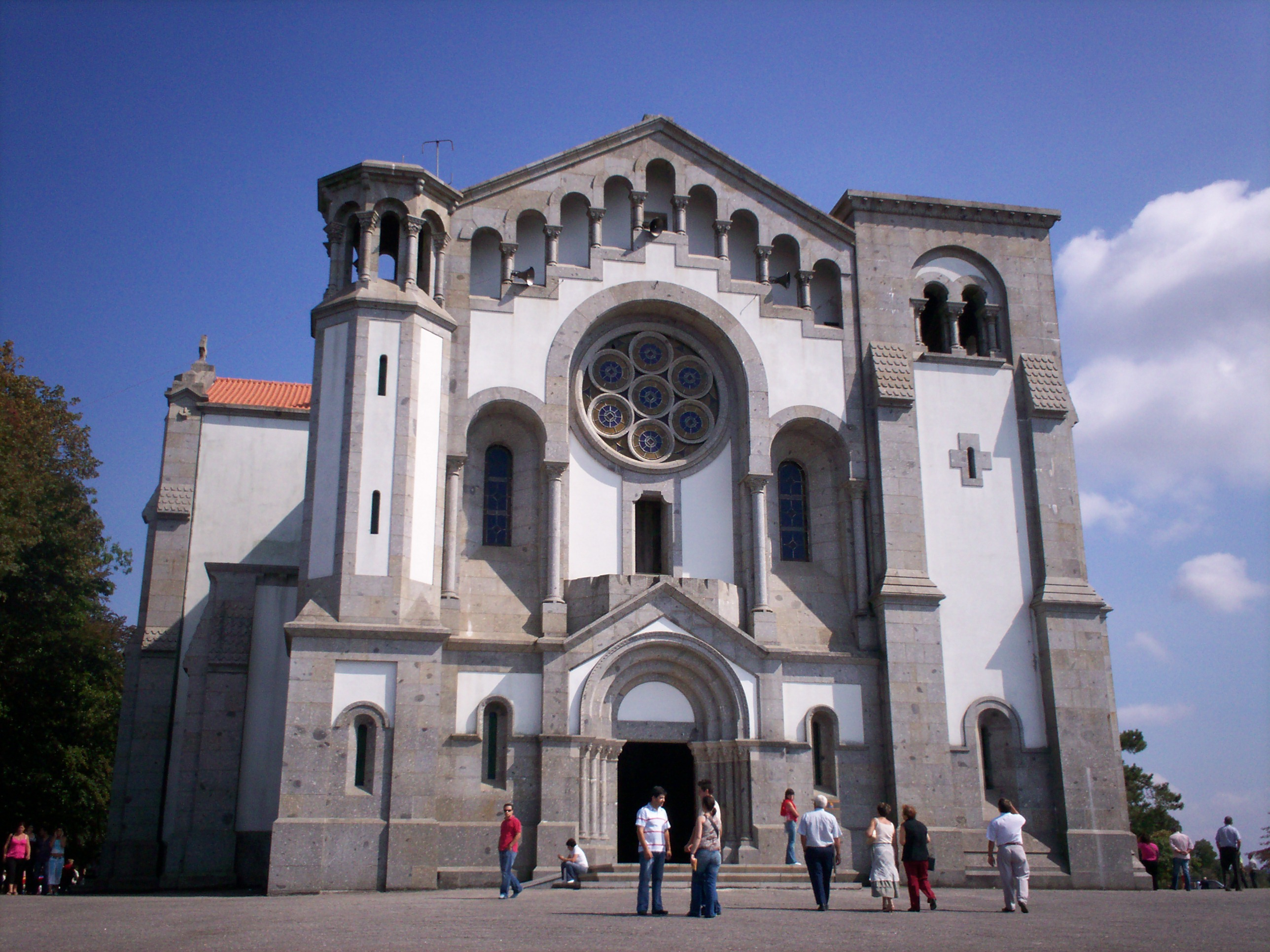
Santuário de Nossa Senhora da Assunção (1929), Santo Tirso, Portugal
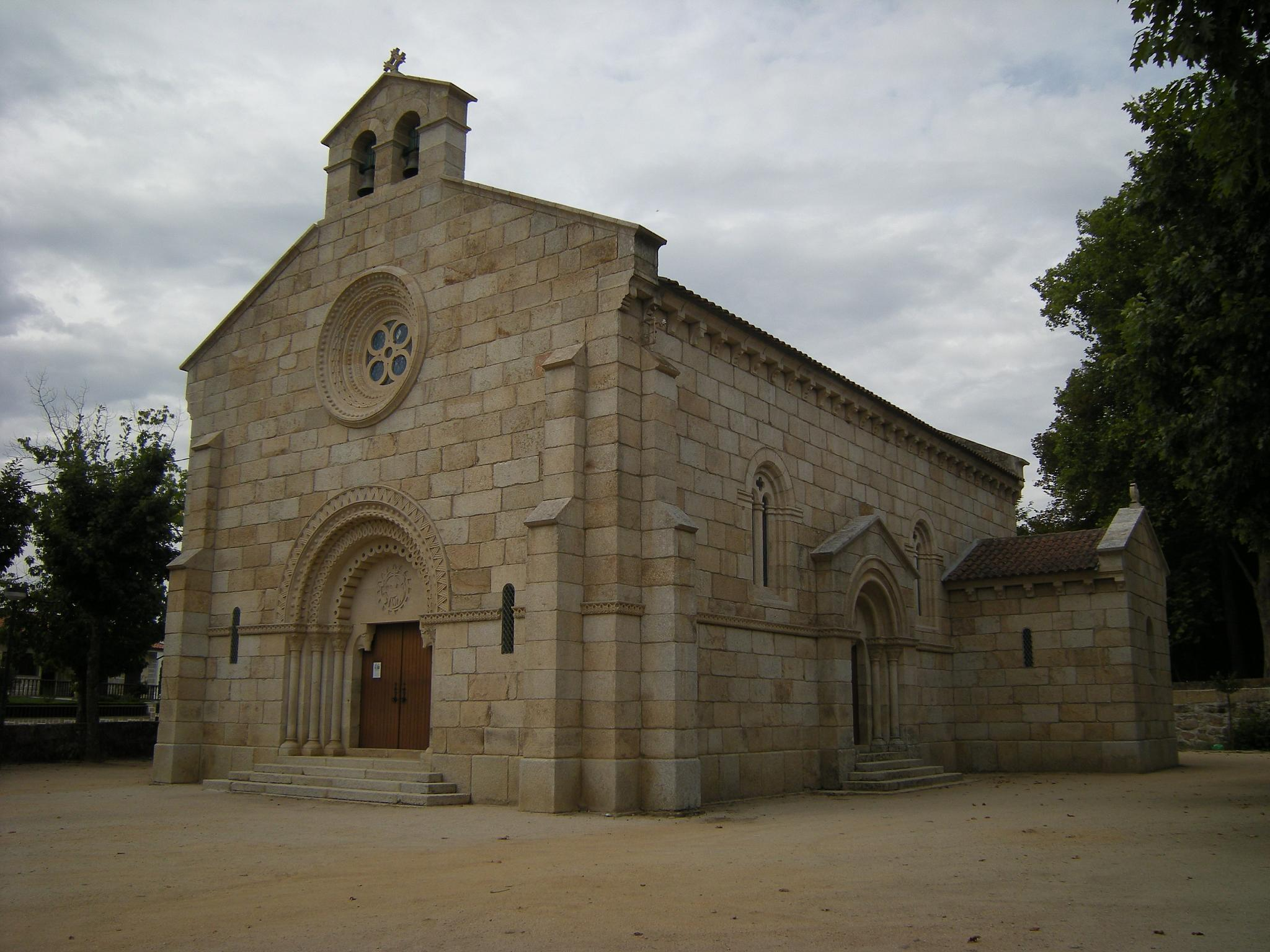
Iglesia parroquial de Vidago (1936), Chaves, Portugal
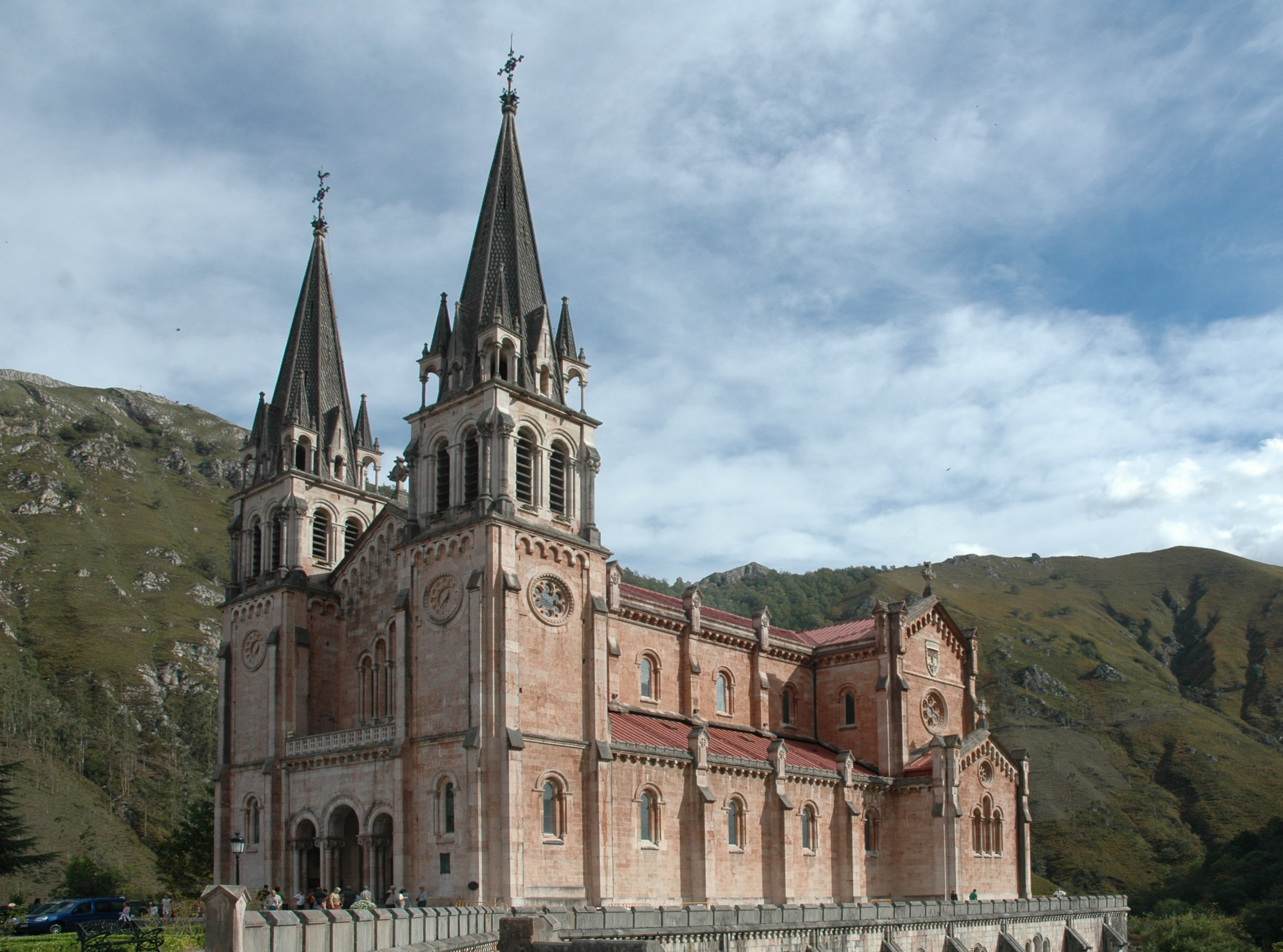
Basílica de Santa María la Real de Covadonga (1877-1901), España
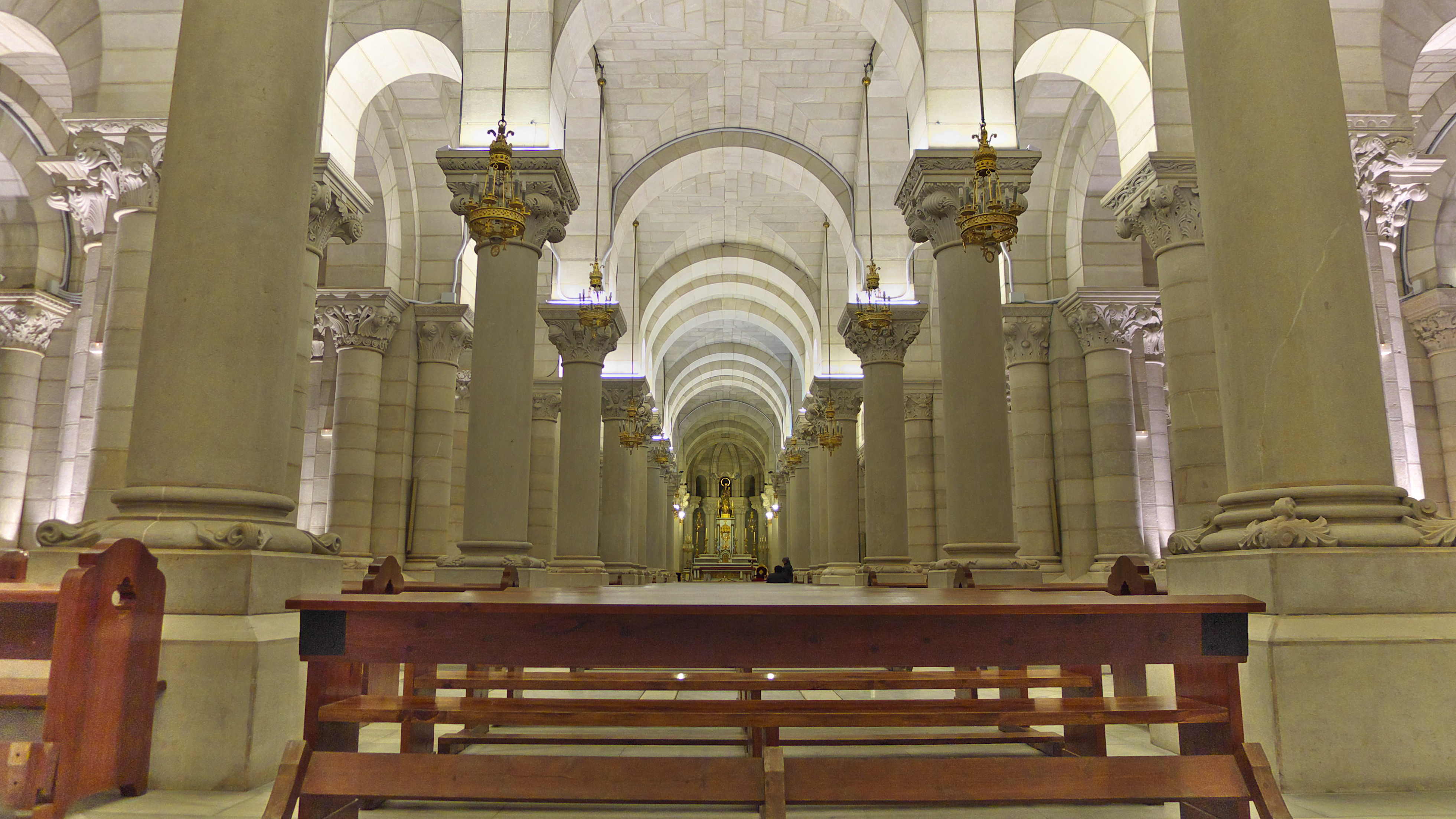
Cripta de la Catedral de la Almudena, Madrid, España

Neorrománico en Europa
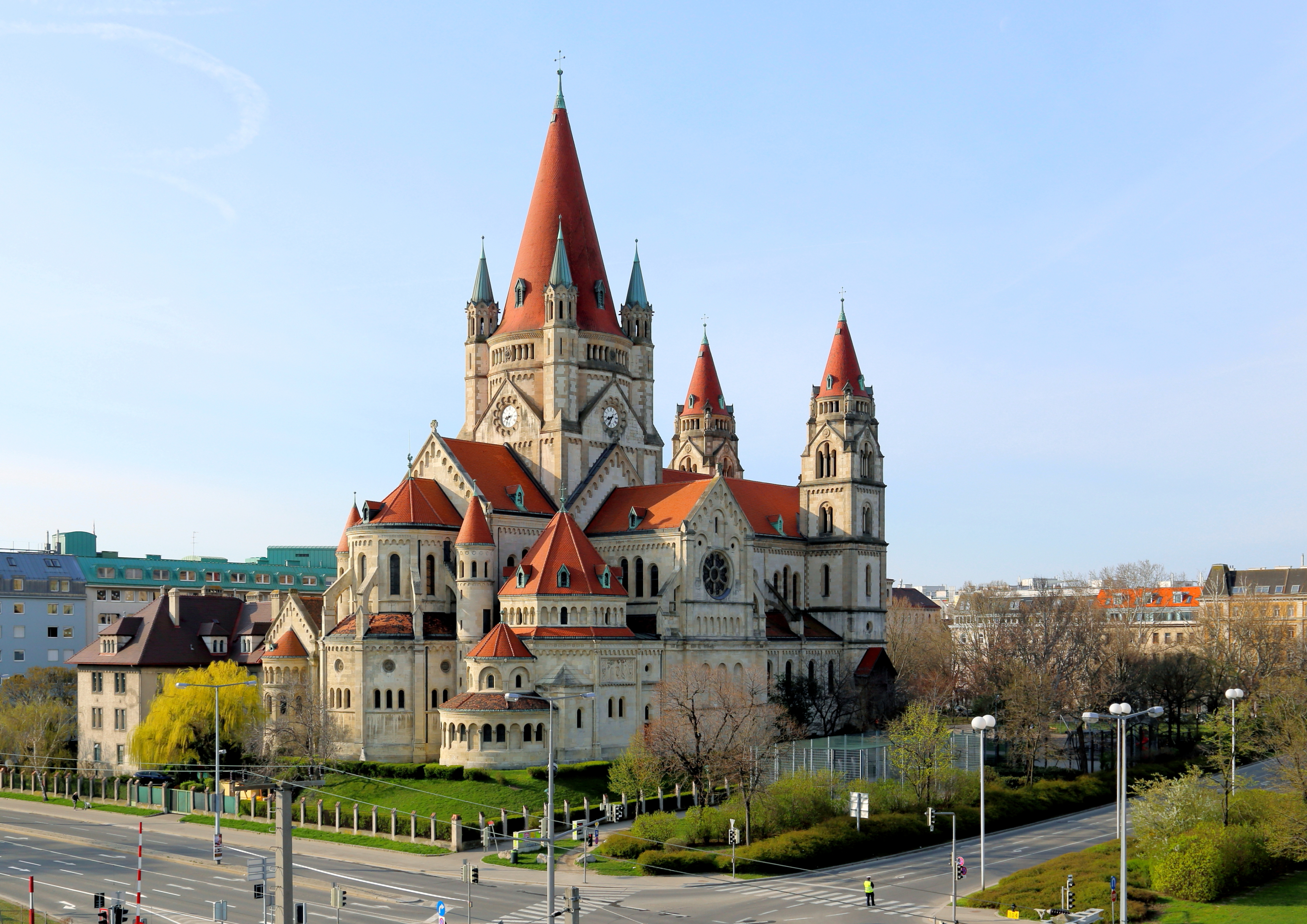
Iglesia de Francisco de Asís en Viena, de  V. Lunts (1900-1913)
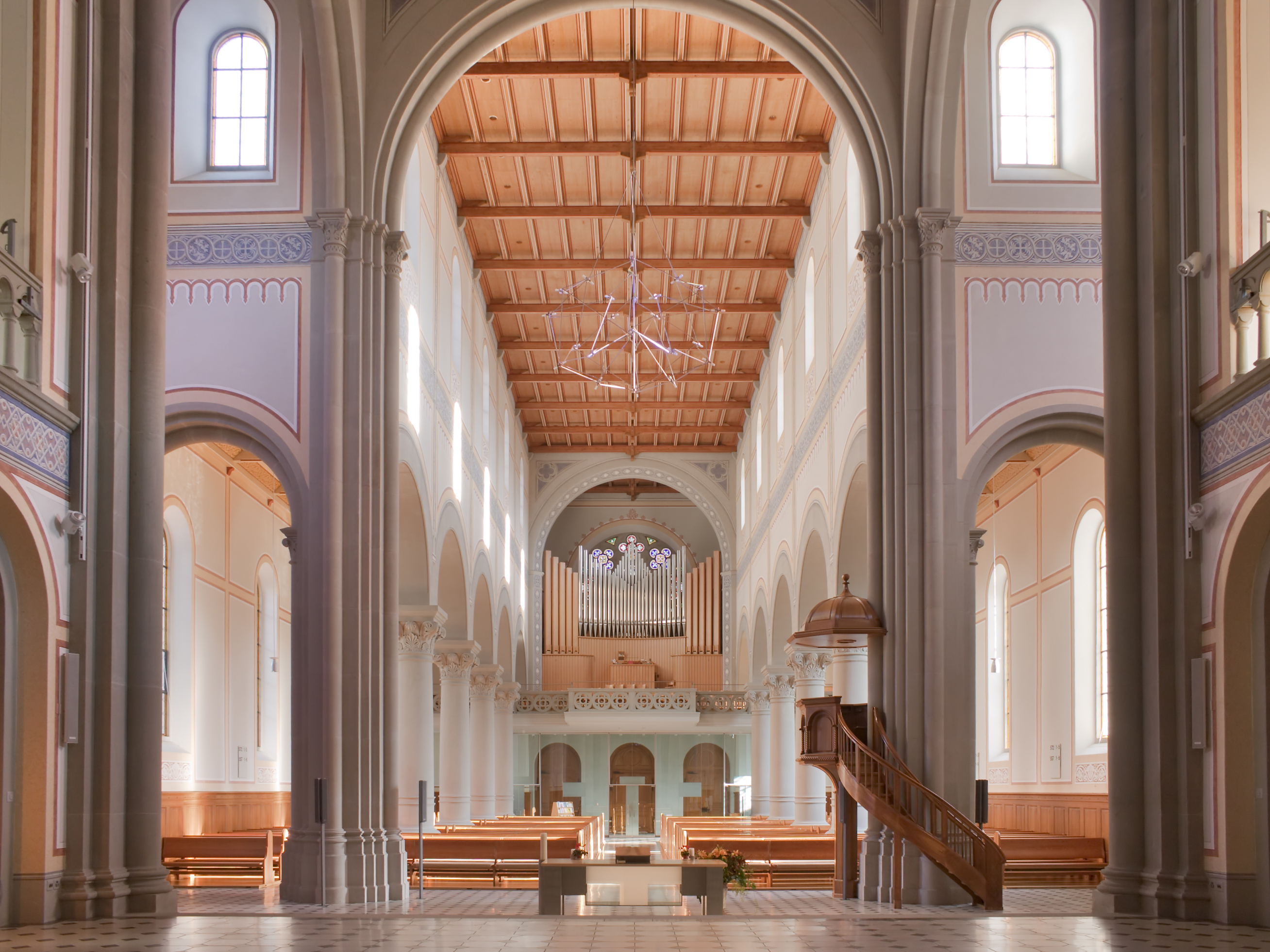
Interior de la iglesia de Glarus (1863-66), Suiza
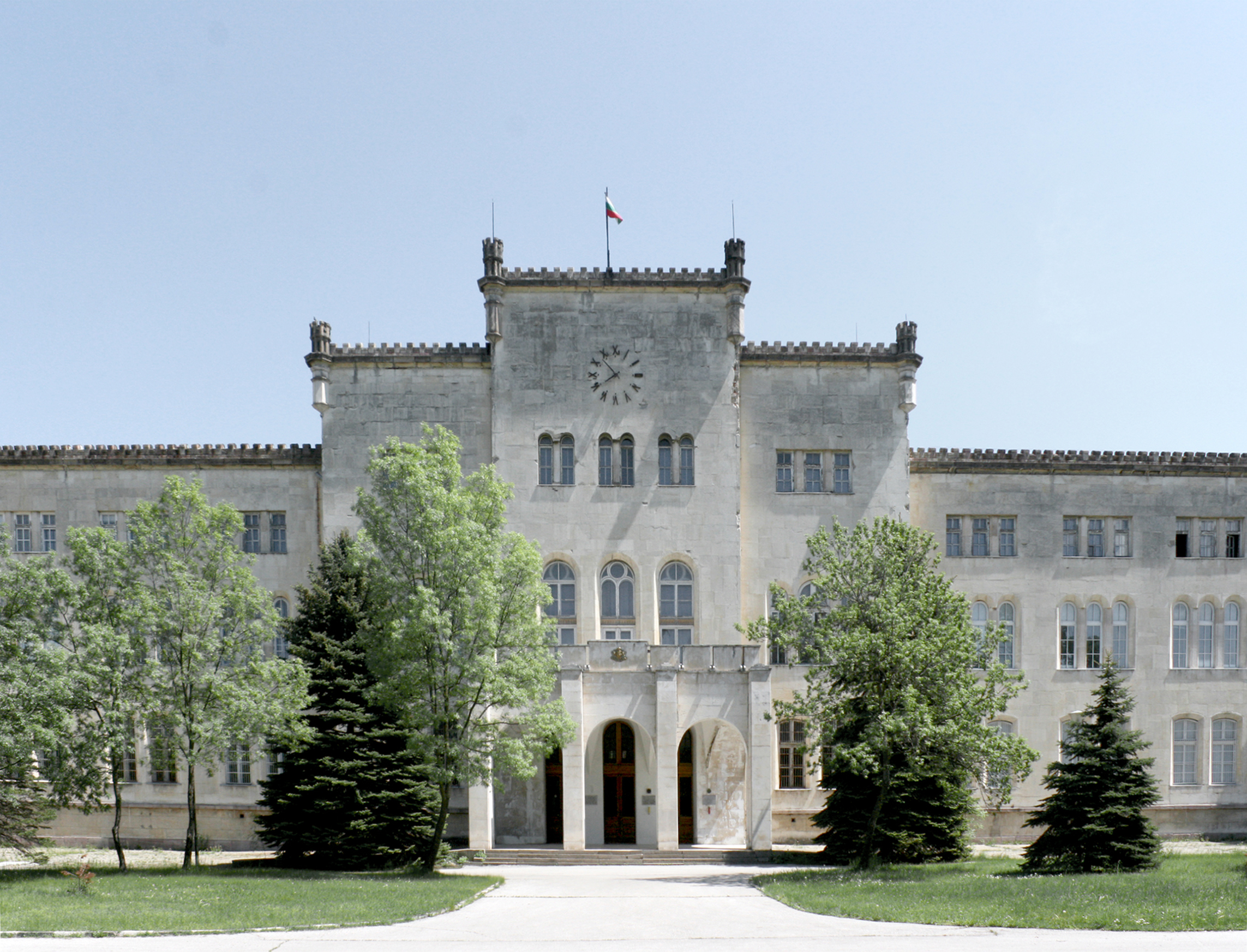
Academia Militar Georgi Rakovski, Sofia, Bulgaria
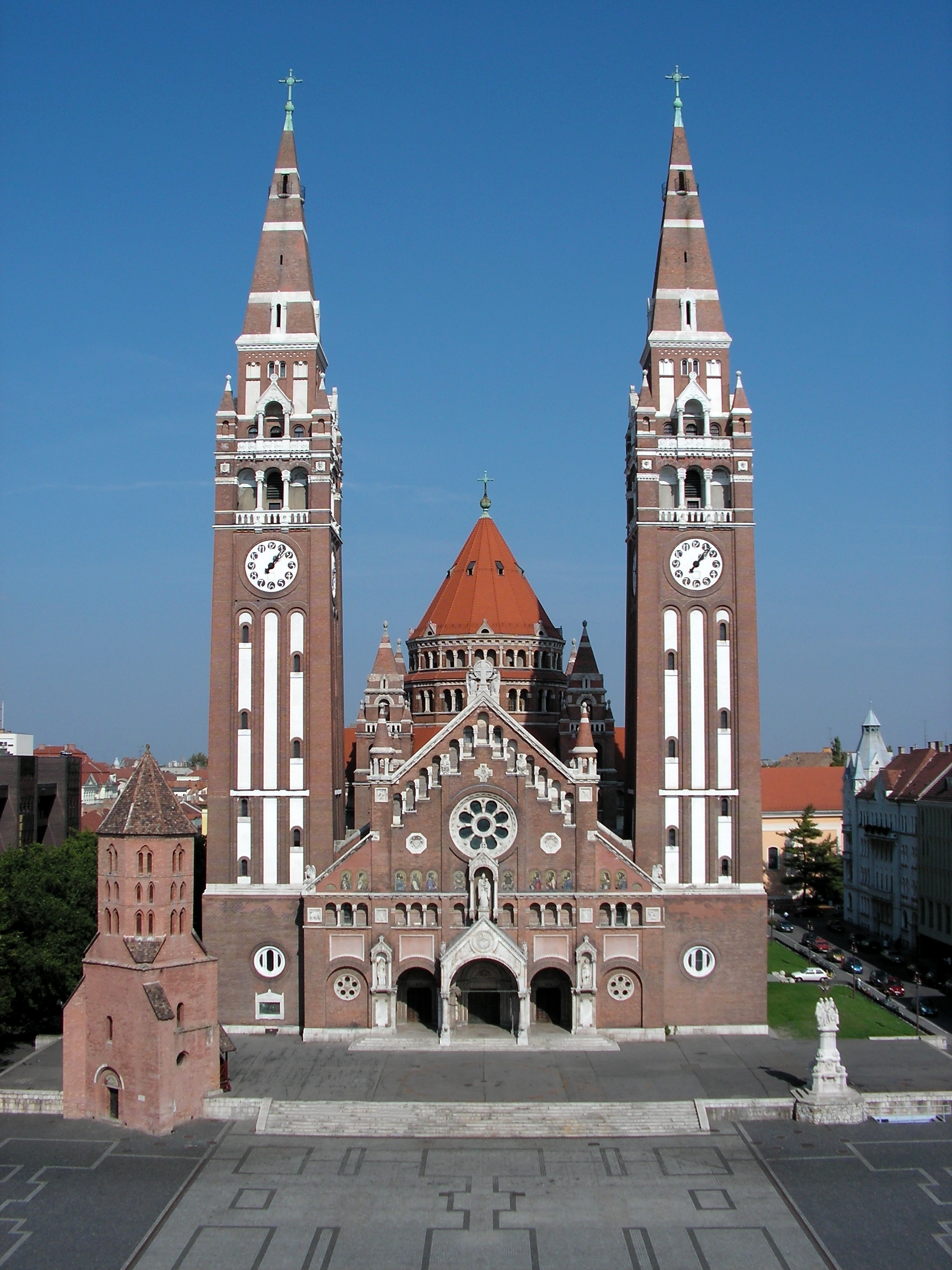
Catedral de Szeged (1913-1930), Hungría
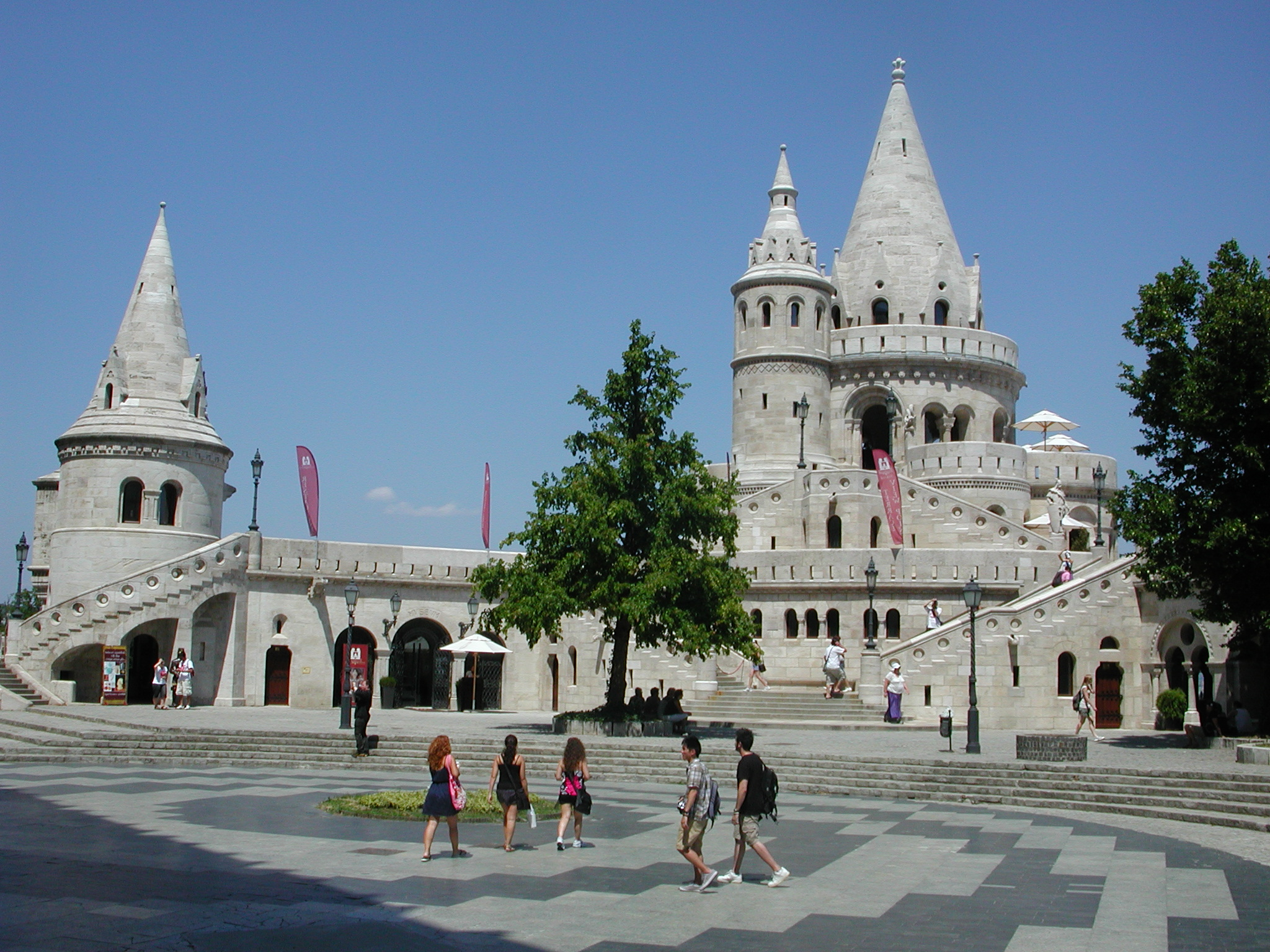
Bastión de los Pescadores, Budapest, Hungría
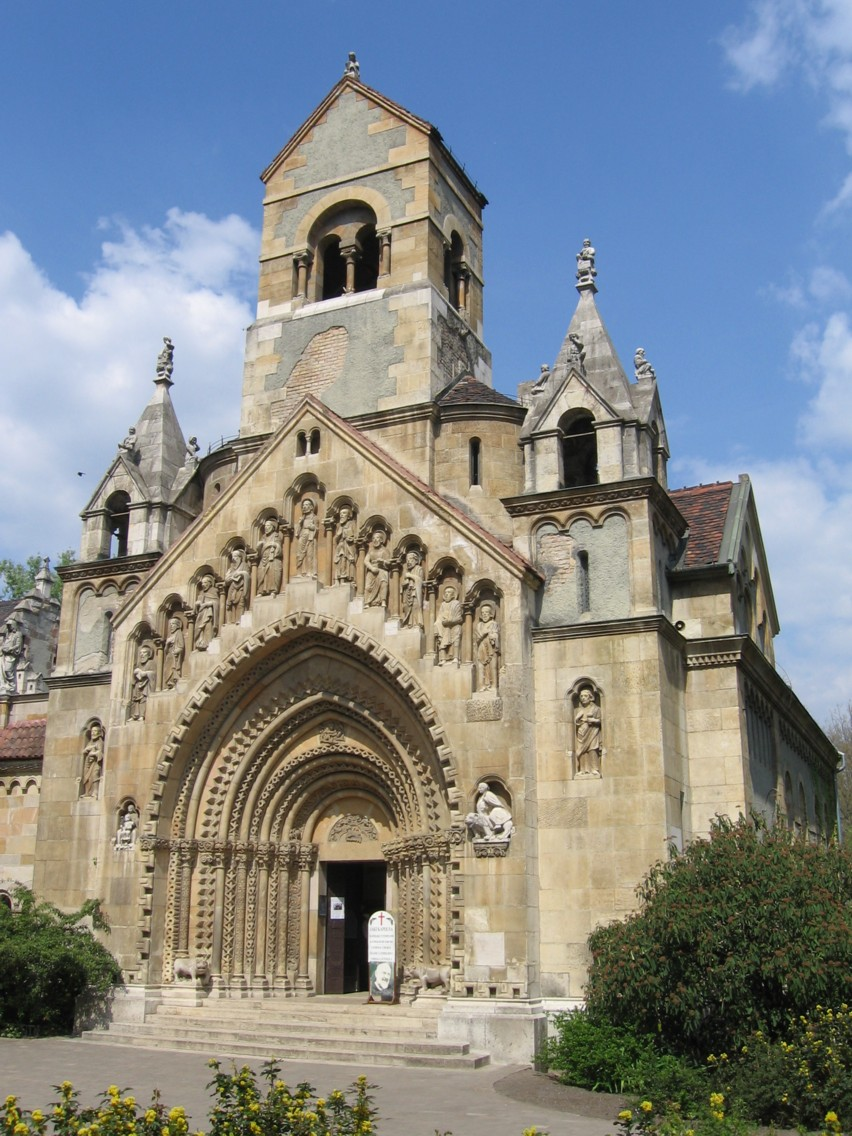
Capilla, castillo de Vajdahunyad, Budapest, Hungría
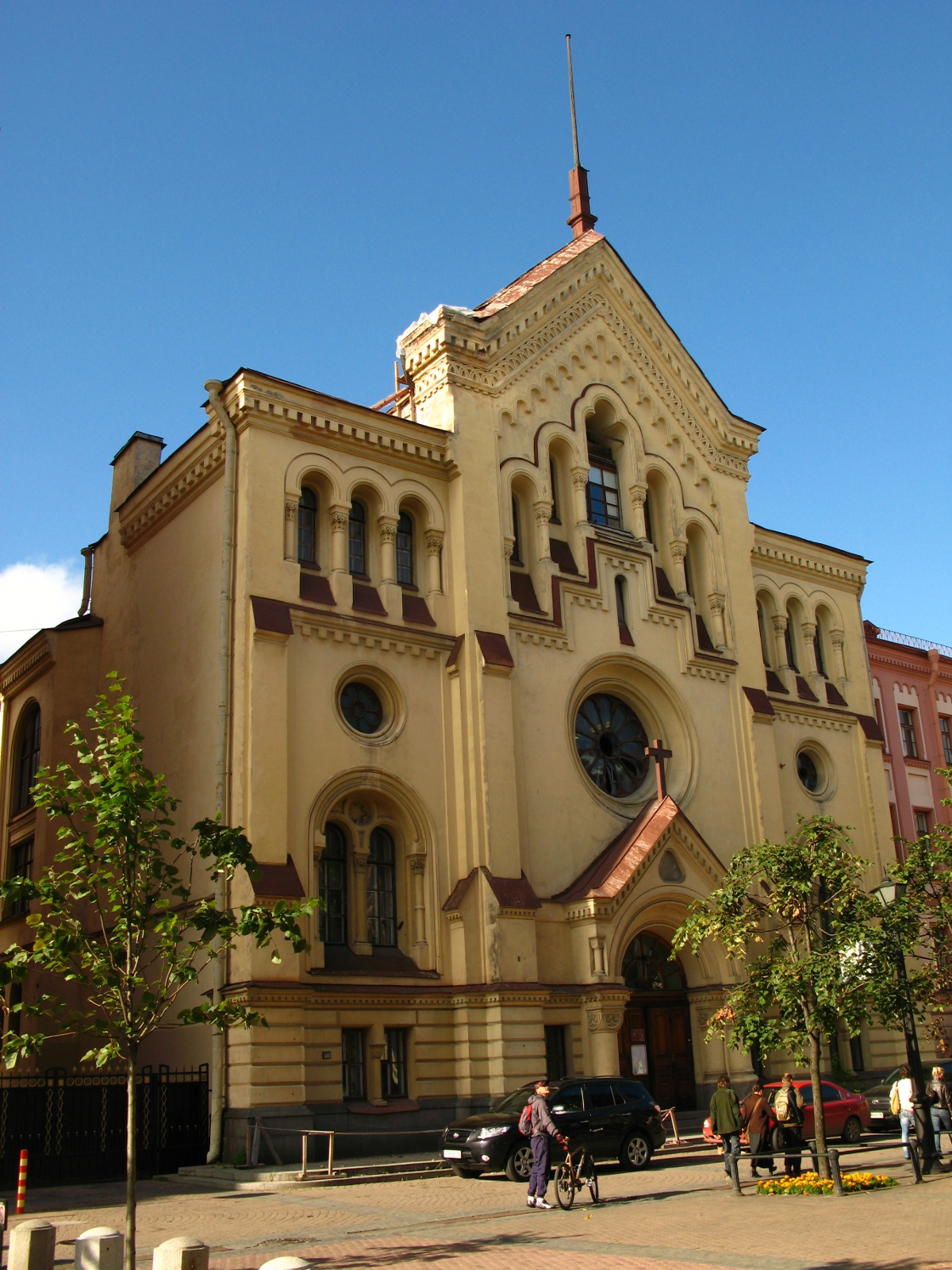
Evangelical Lutheran Church of Saint Katarina, San Petersburgo, Rusia
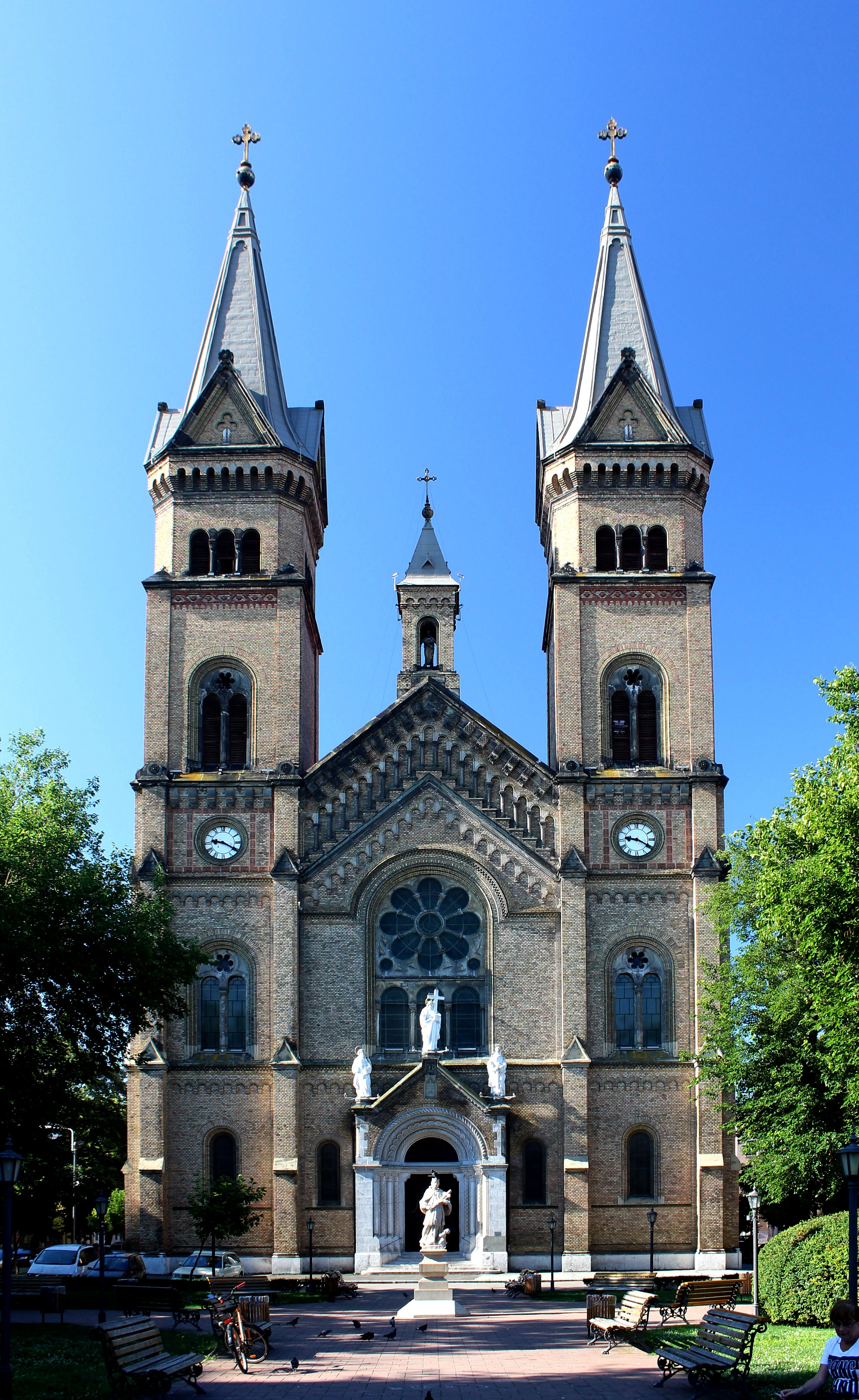
Iglesia del Millennium en Timișoara (Rumania)
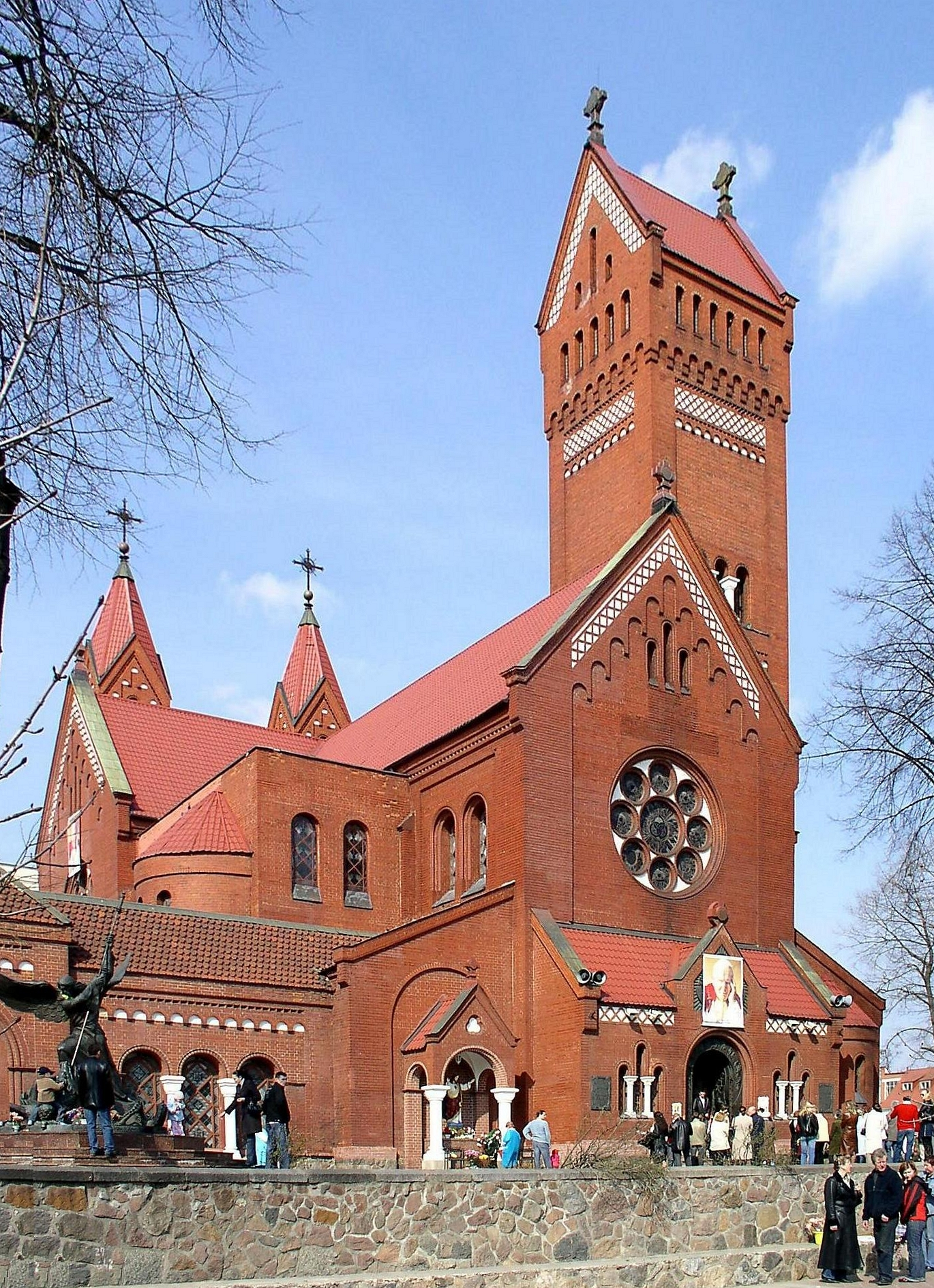
Iglesia de los Santos Simón y Elena en Minsk, Bielorrusia (1905-1910)

## Neorrománico en América

### Estados Unidos

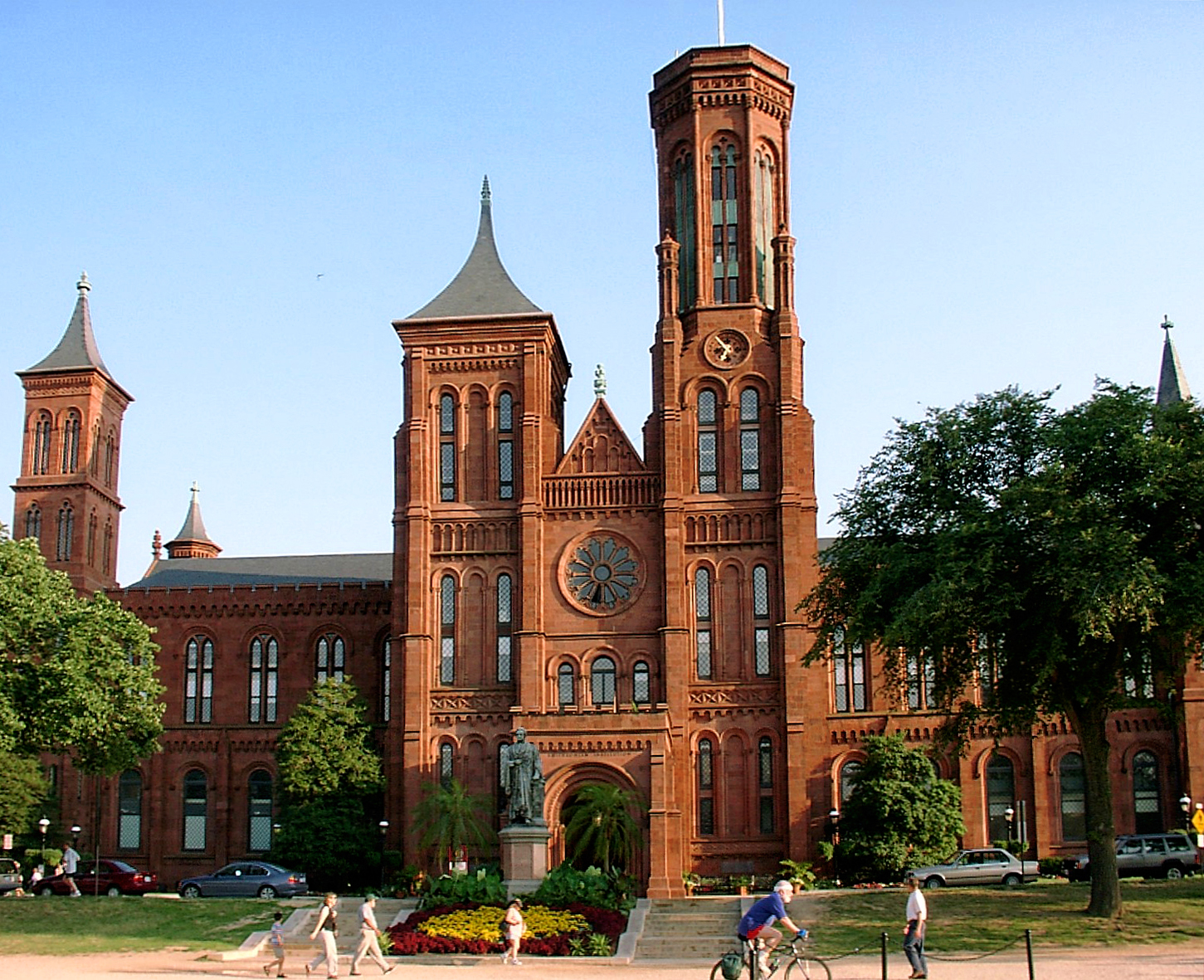
Edificio de la Institución Smithsonian, un temprano ejemplo del neorrománico estadounidense diseñado por James Renwick Jr. en 1855

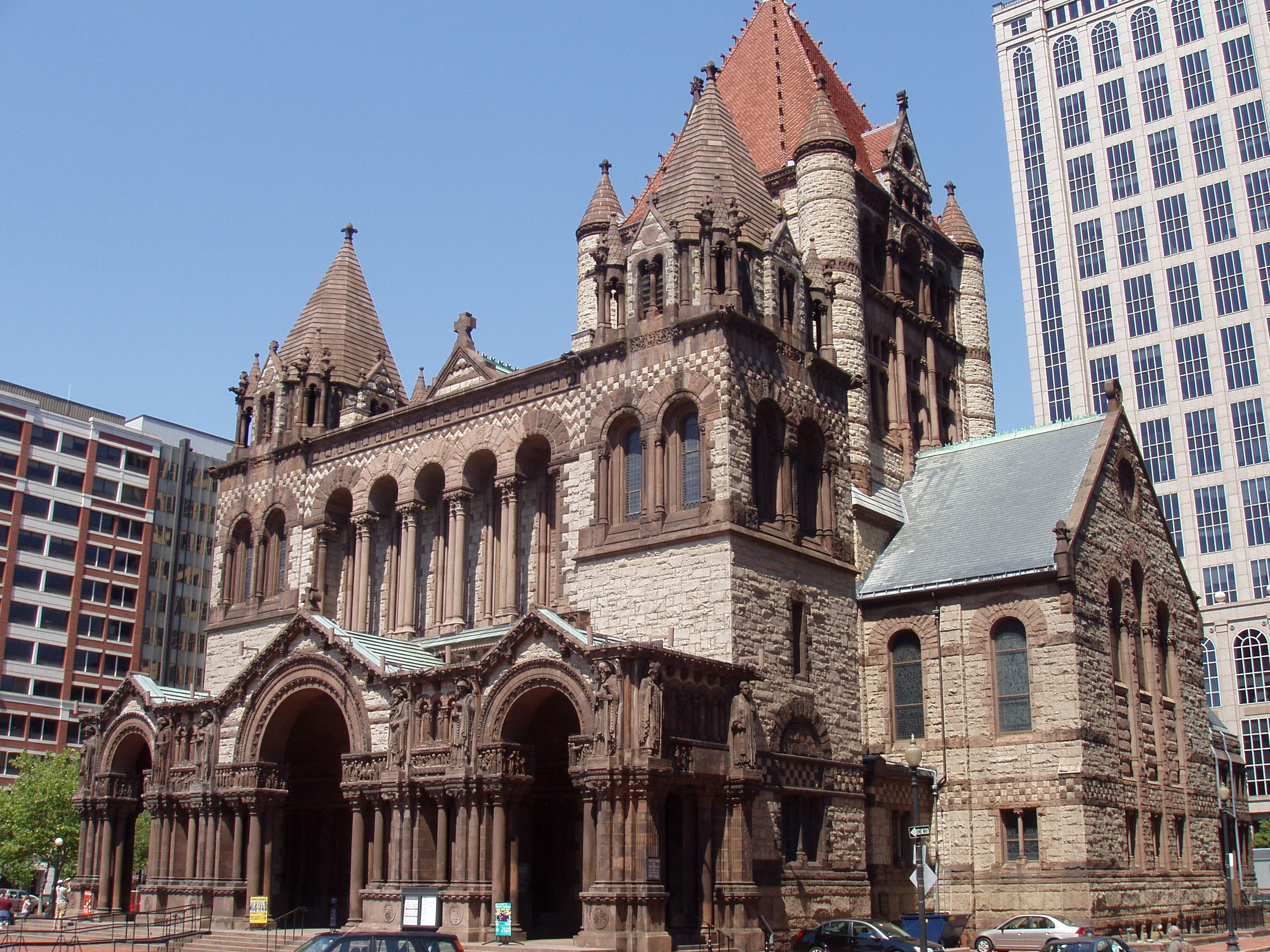
Iglesia de la Trinidad, Boston, obra maestra de H.H. Richardson y del románico richardsoniano (1872-1877).

La Iglesia de los Peregrinos, ahora catedral maronita de Nuestra Señora del Líbano, en Brooklyn Heights, Brooklyn, diseñada por Richard Upjohn y construida entre 1844 y 1846, generalmente se considera la primera obra de arquitectura neorrománica en los Estados Unidos. Pronto le siguió un diseño más destacado para el Edificio del Instituto Smithsonian en Washington D. C., diseñado por James Renwick Jr.  y construido entre 1847 y 1851. Renwick supuestamente presentó dos propuestas al concurso de diseño, una neogótica y otra de estilo neorrománico. El Smithsonian eligió este última, que se basó en diseños de libros alemanes de arquitectura .
Varias fuerzas concurrentes contribuyeron a la popularización del renacimiento románico en los Estados Unidos. La primera fue una afluencia de inmigrantes alemanes en la década de 1840, que trajeron consigo el estilo Rundbogenstil. En segundo lugar, se publicaron una serie de trabajos sobre el estilo al mismo tiempo que los primeros ejemplos construidos. El primero de ellos, Hints on Public Architecture [Consejos sobre arquitectura pública], escrito por el reformador social Robert Dale Owen en 1847-1848, fue preparado para el Comité de Construcción de la Institución Smithsonian y contó con destacadas ilustraciones del edificio de la Institución Smithsonian de Renwick. Owen argumentó que la arquitectura neogriega, entonces el estilo predominante en los Estados Unidos para todo, desde iglesias hasta bancos y residencias privadas, no era adecuado como estilo nacional estadounidense. Sostuvo que los templos griegos en los que se basaba el estilo no tenían las ventanas, chimeneas ni escaleras requeridas por los edificios modernos, y que los techos de los templos de pendiente baja y las columnatas altas no se adaptaban a los climas fríos del norte. Para Owen, la mayoría de los edificios del neogriego carecían de verdad arquitectónica, porque intentaban ocultar las necesidades del siglo XIX detrás de las fachadas de los templos clásicos. En su lugar, ofreció que el estilo neorrománico era ideal para una arquitectura estadounidense más flexible y económica.
Poco después, en 1853, la Iglesia Congregacional publicó  A Book of Plans for Churches and Parsonages [Un libro de plantas para iglesias y casas parroquiales], que recogía 18 diseños de 10 arquitectos, incluidos Upjohn, Renwick,  Henry Austin y Gervase Wheeler, la mayoría en estilo neorrománico. Richard Salter Storrs y otros clérigos que integraban el comité del libro eran miembros o predicadores frecuentes de la Iglesia de los Peregrinos de Upjohn. La Iglesia de San José en Hammond, Indiana, es neorrománica.
El arquitecto estadounidense más importante e influyente de esta época fue Henry Hobson Richardson, que desarrolló un estilo de arquitectura inspirada libremente en el románico, conocido aún en los Estados Unidos como estilo románico richardsoniano (Richardsonian Romanesque), derivado de ejemplos establecidos por él, como la Iglesia de la Trinidad (1872-1877) de Boston  y Sever Hall y Austin Hall en la Universidad de Harvard.

### Basílica del Santuario Nacional de la Inmaculada Concepción

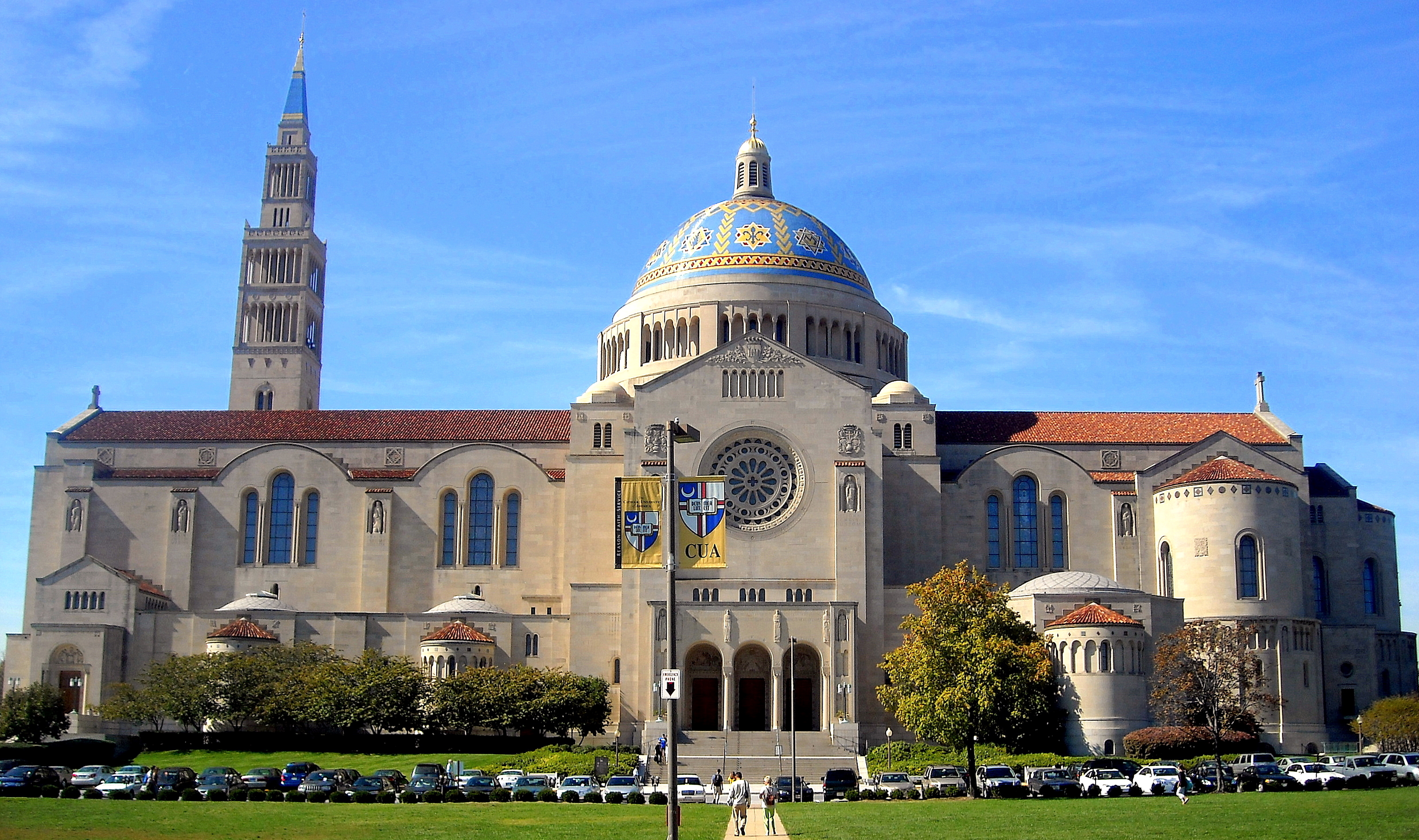
Basílica del Santuario Nacional de la Inmaculada Concepción, Washington D. C.

La Basílica del Santuario Nacional de la Inmaculada Concepción es una basílica menor católica y un santuario nacional ubicado en Washington D. C.. El santuario es la mayor iglesia católica de América del Norte, una de las iglesias más grandes del mundo, y el edificio habitable más alto de Washington D. C. Su construcción de estilo neobizantino y neorrománico comenzó el 23 de septiembre de 1920, con el renombrado contratista John McShain y se completó el 8 de diciembre de 2017, con la dedicación y bendición solemne del mosaico Trinity Dome  el 8 de diciembre de 2017, la fiesta de la Inmaculada Concepción, por el cardenal Donald William Wuerl.

Iglesias neorrománicas en Estados Unidos
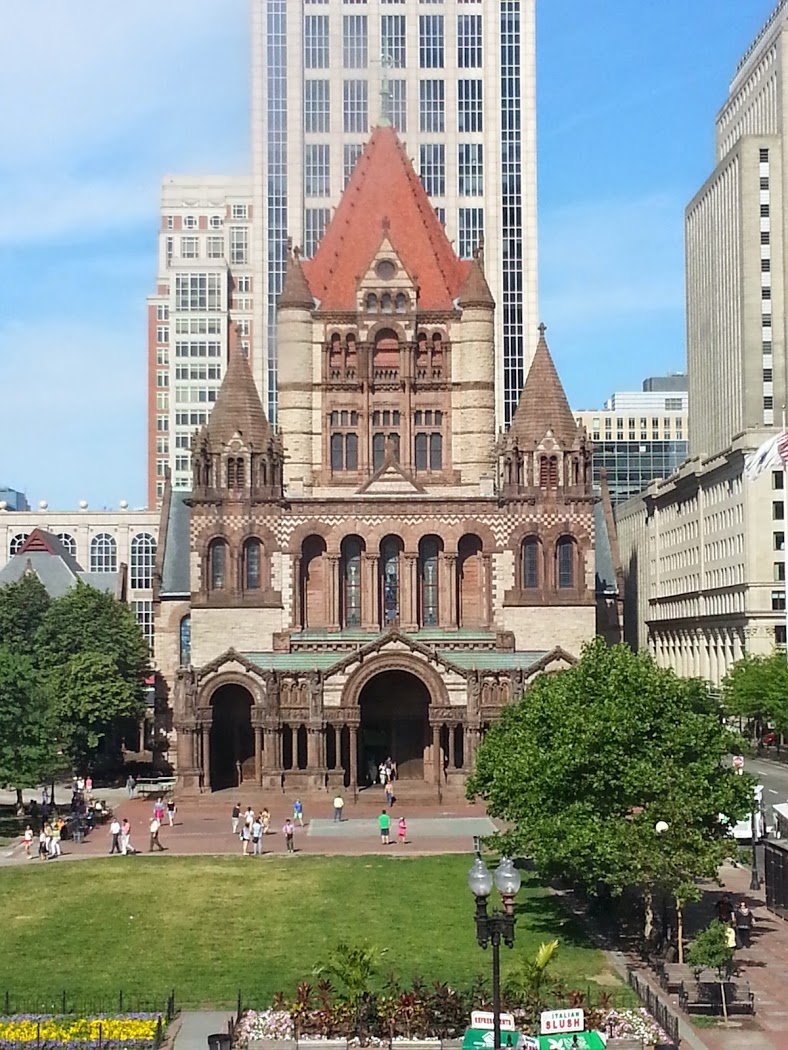
Iglesia de la Trinidad (1872-1877) de Boston, de Richardson
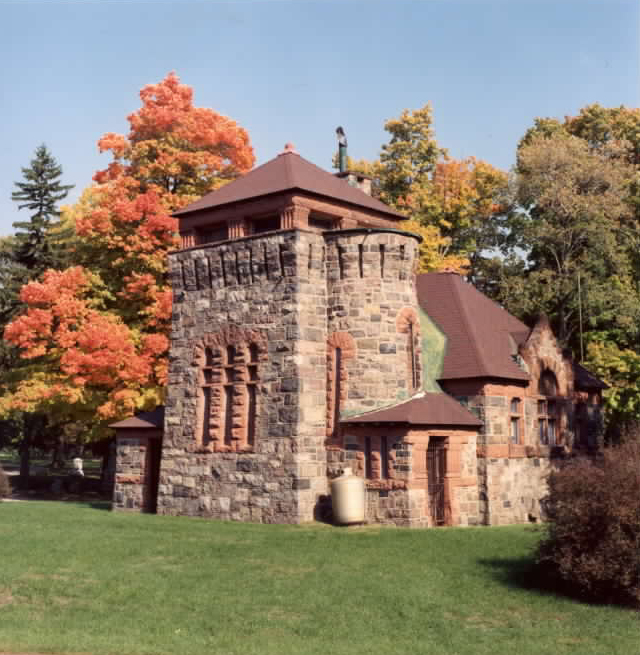
Capilla Starkweather, Ypsilanti (1888), Míchigan de George D. Mason
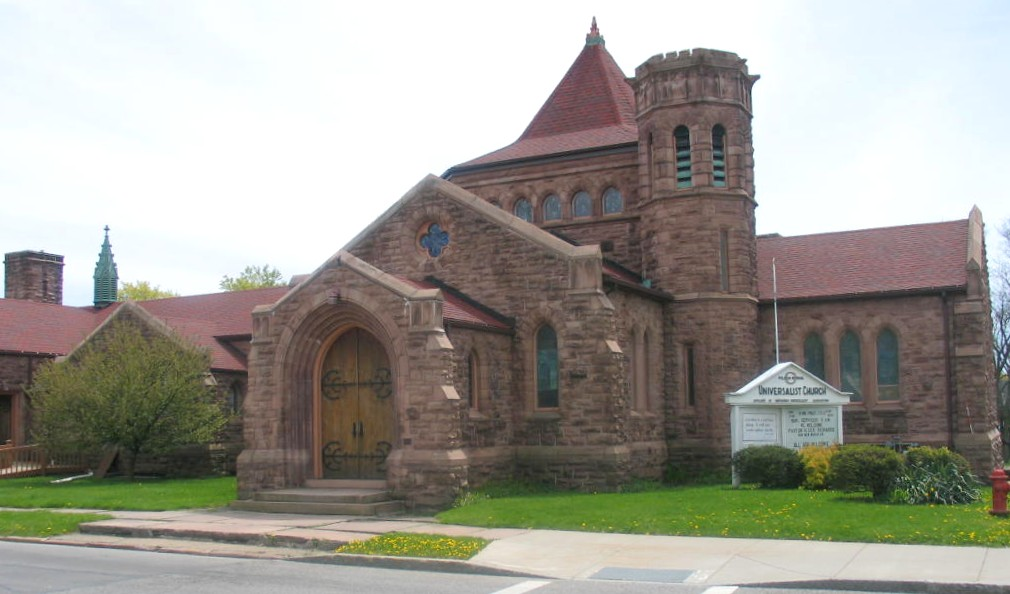
Iglesia Memorial Universalista Pullman (1894), Albion, Nueva York, de Solon S. Beman
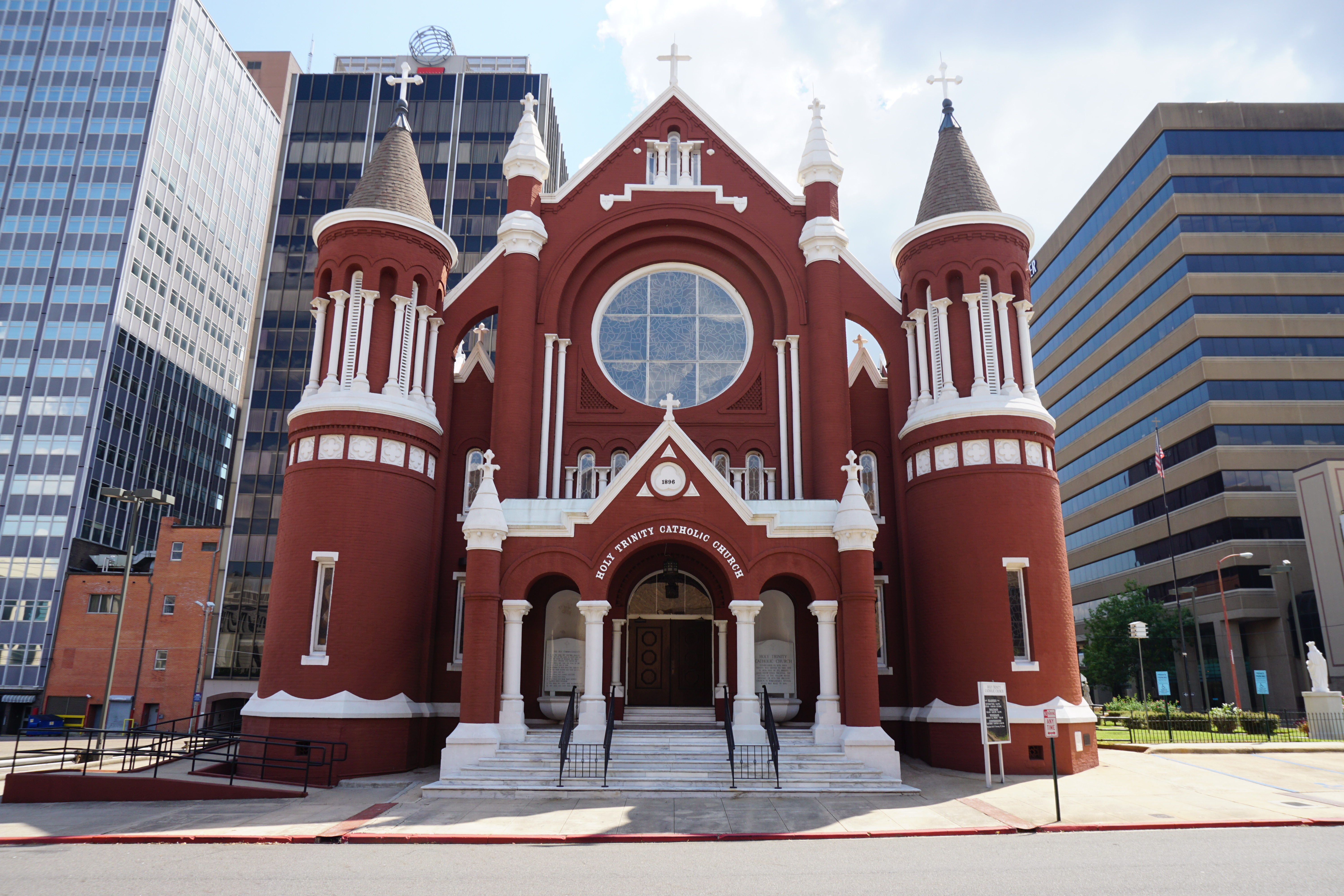
Catedral de la Santísima Trinidad de Shreveport, Luisiana (1896)
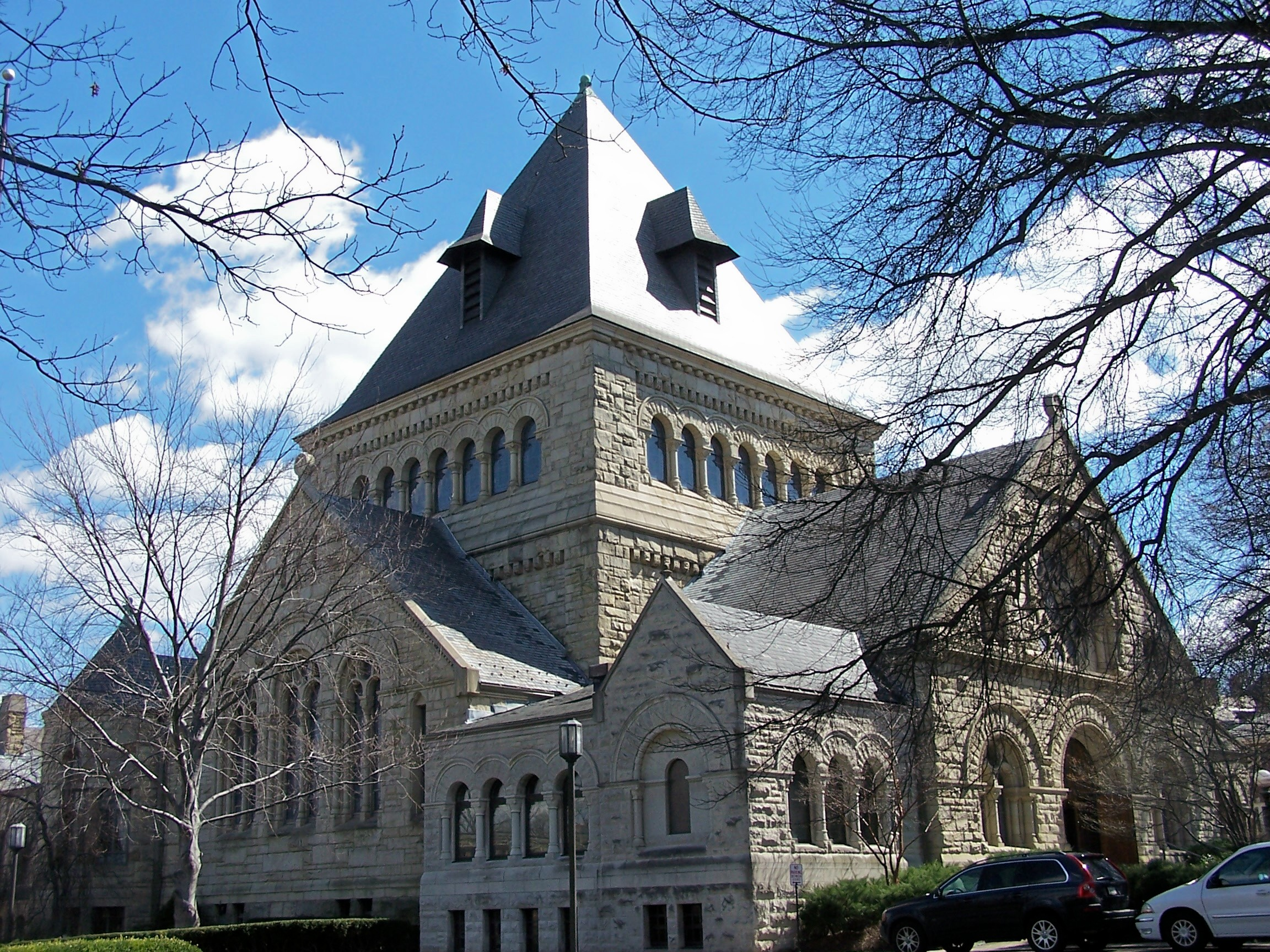
Iglesia Presbiteriana de Shadyside (1898), Pittsburgh, de Shepley, Rutan & Coolidge
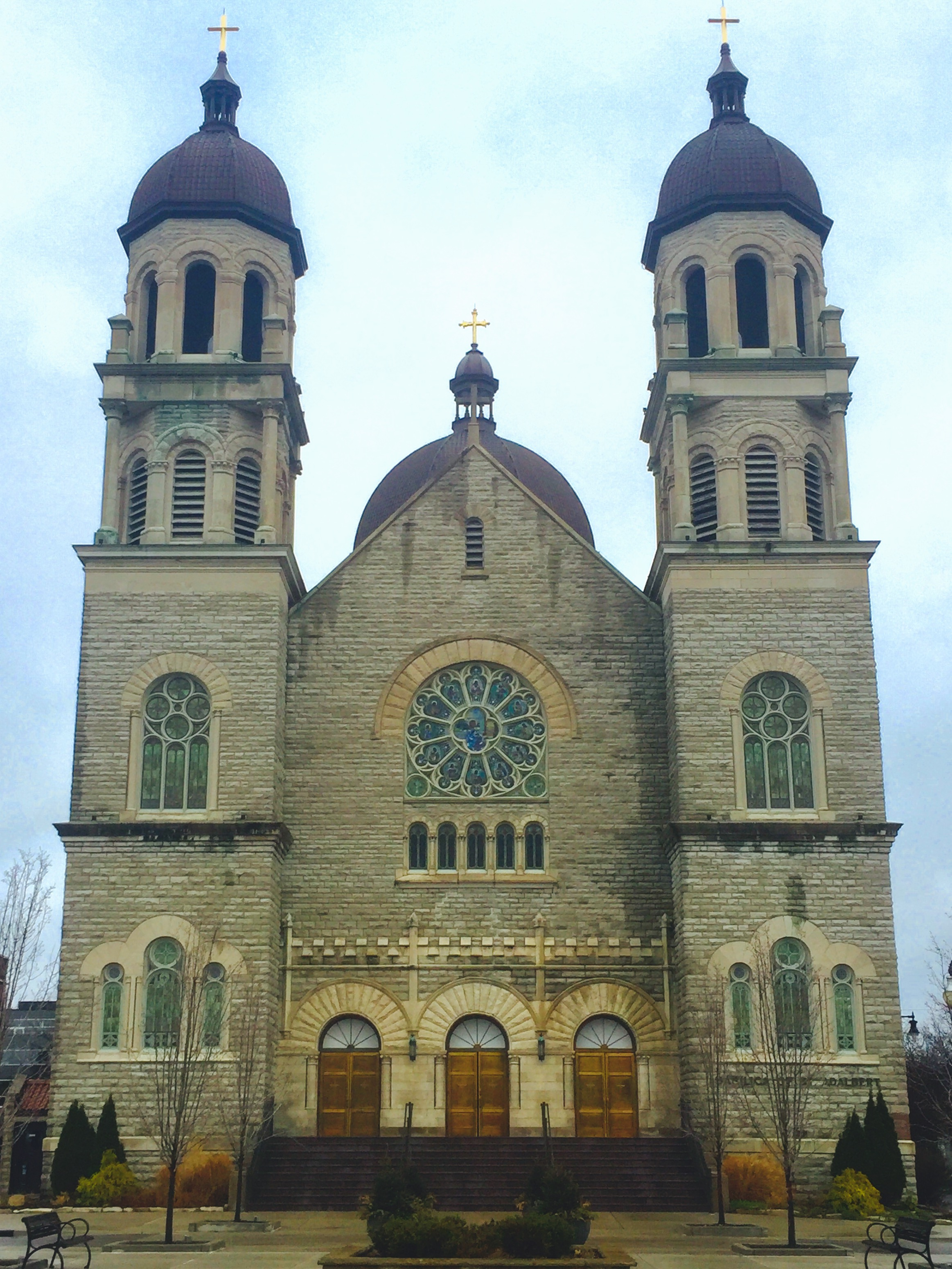
Basílica de San Adalberto, Grand Rapids, Michigan,  terminada en 1913
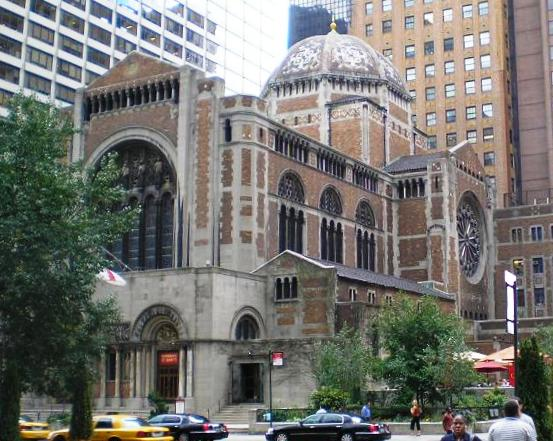
Iglesia Episcopal de San Bartolomé (1916-1917), Nueva York, obra de Bertram Goodhue
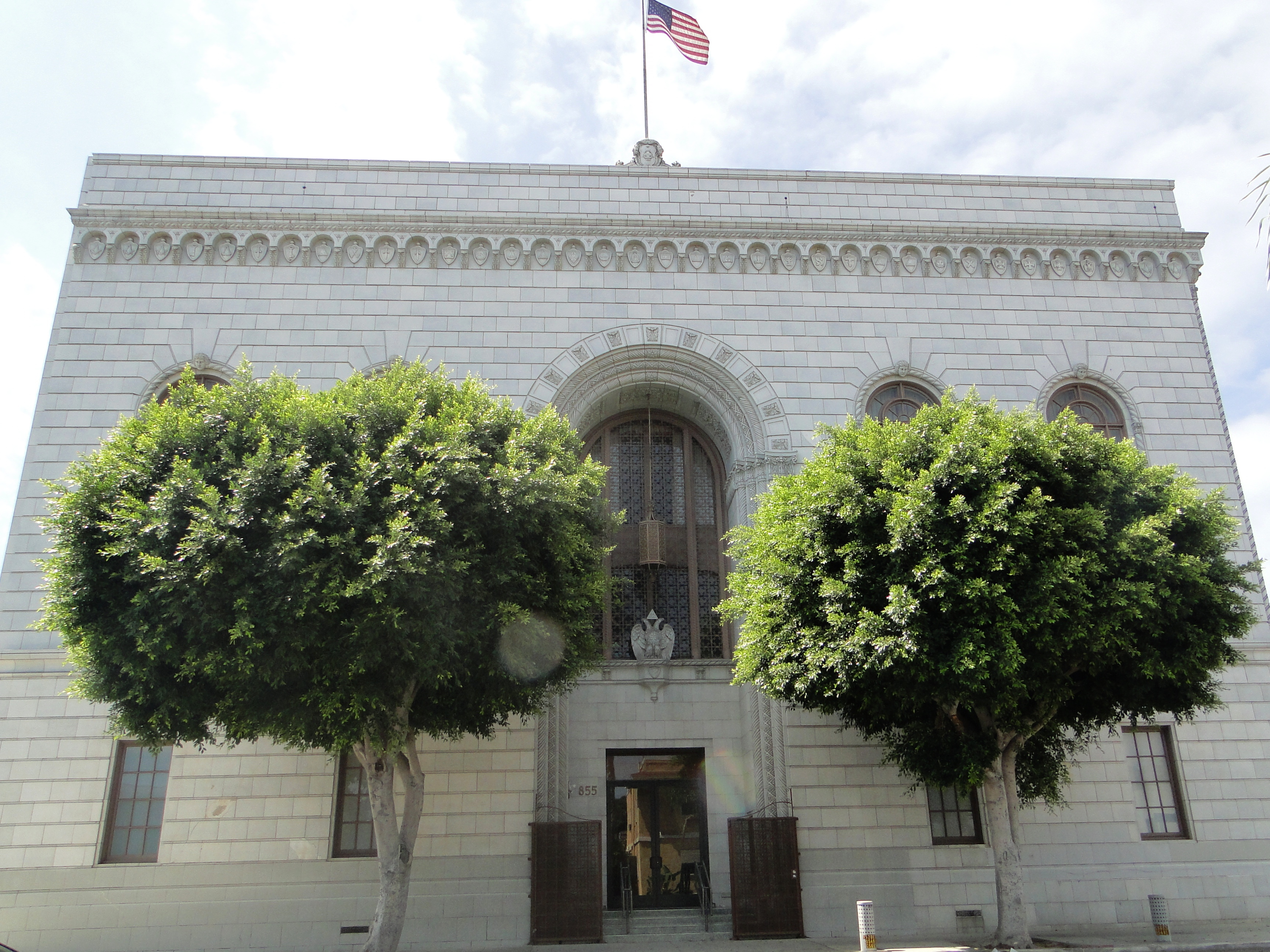
Catedral de rito escocés, Long Beach, California, construida en 1926

Neorrománico en Estados Unidos
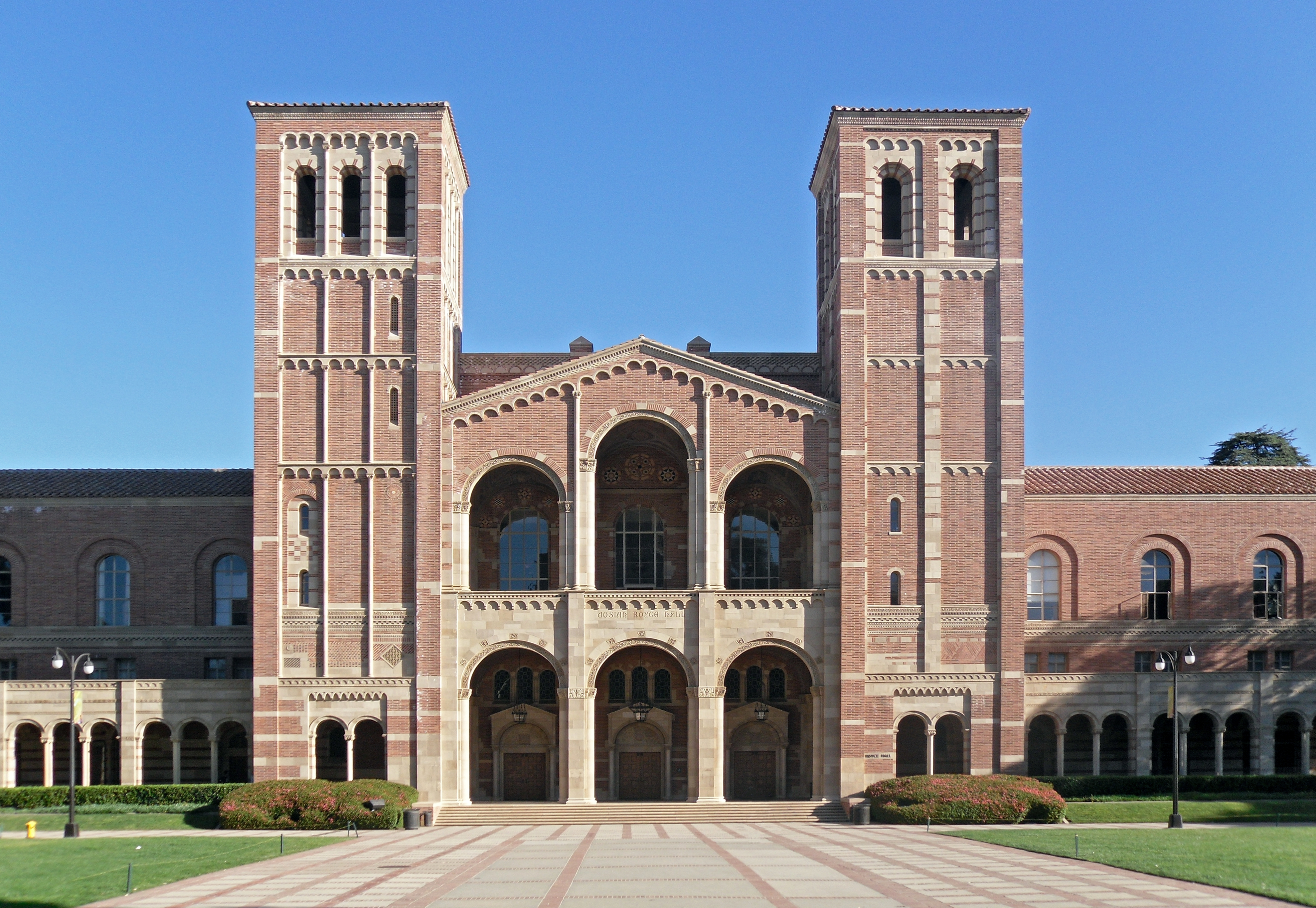
Royce Hall, Universidad de California en Los Ángeles (inspirado en la Basílica de San Ambrosio de Milán)
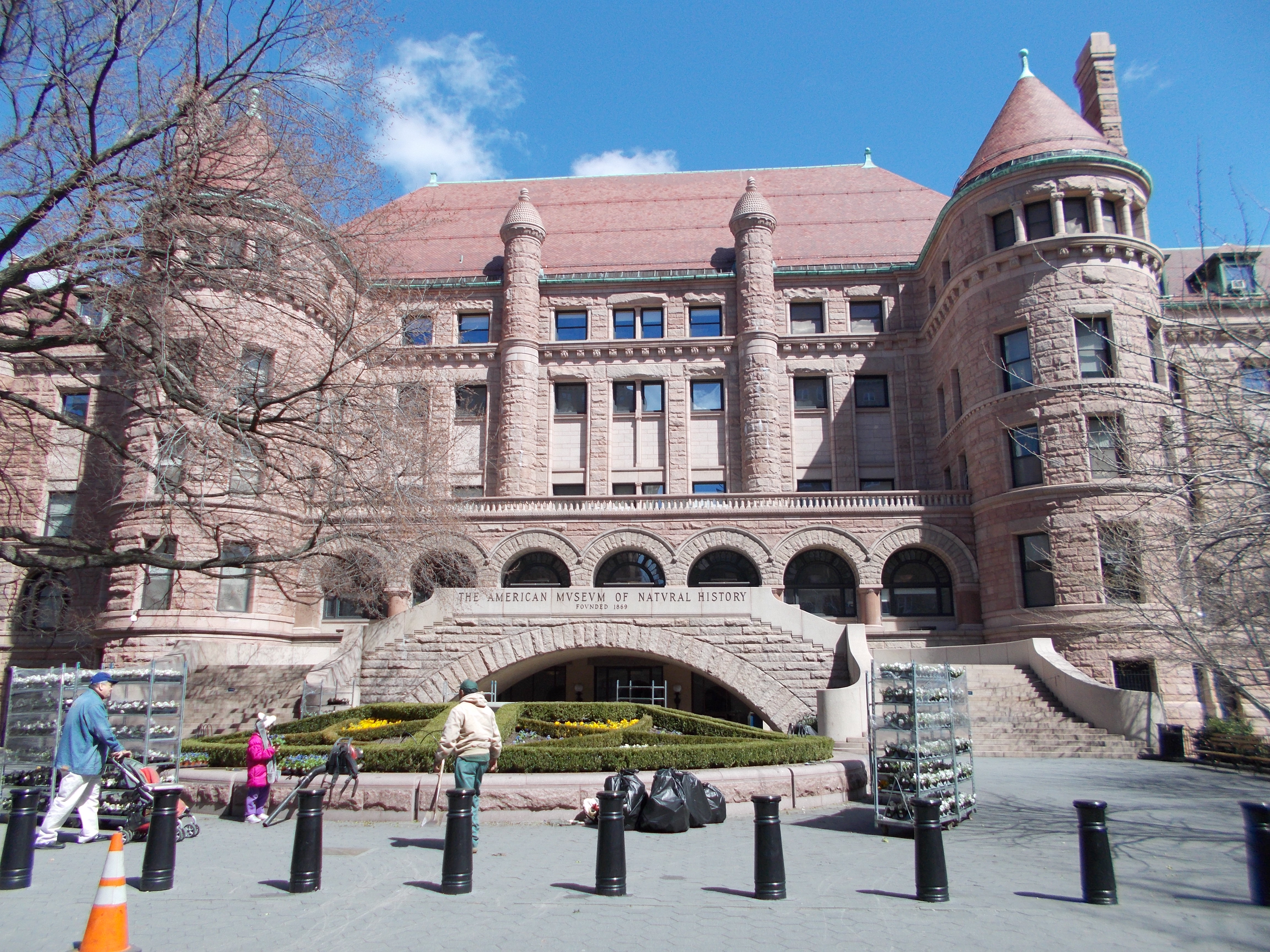
Fachada sur del Museo Americano de Historia Natural, Nueva York, obra de Calvert Vaux y J. Wrey Mould (1874-1877)
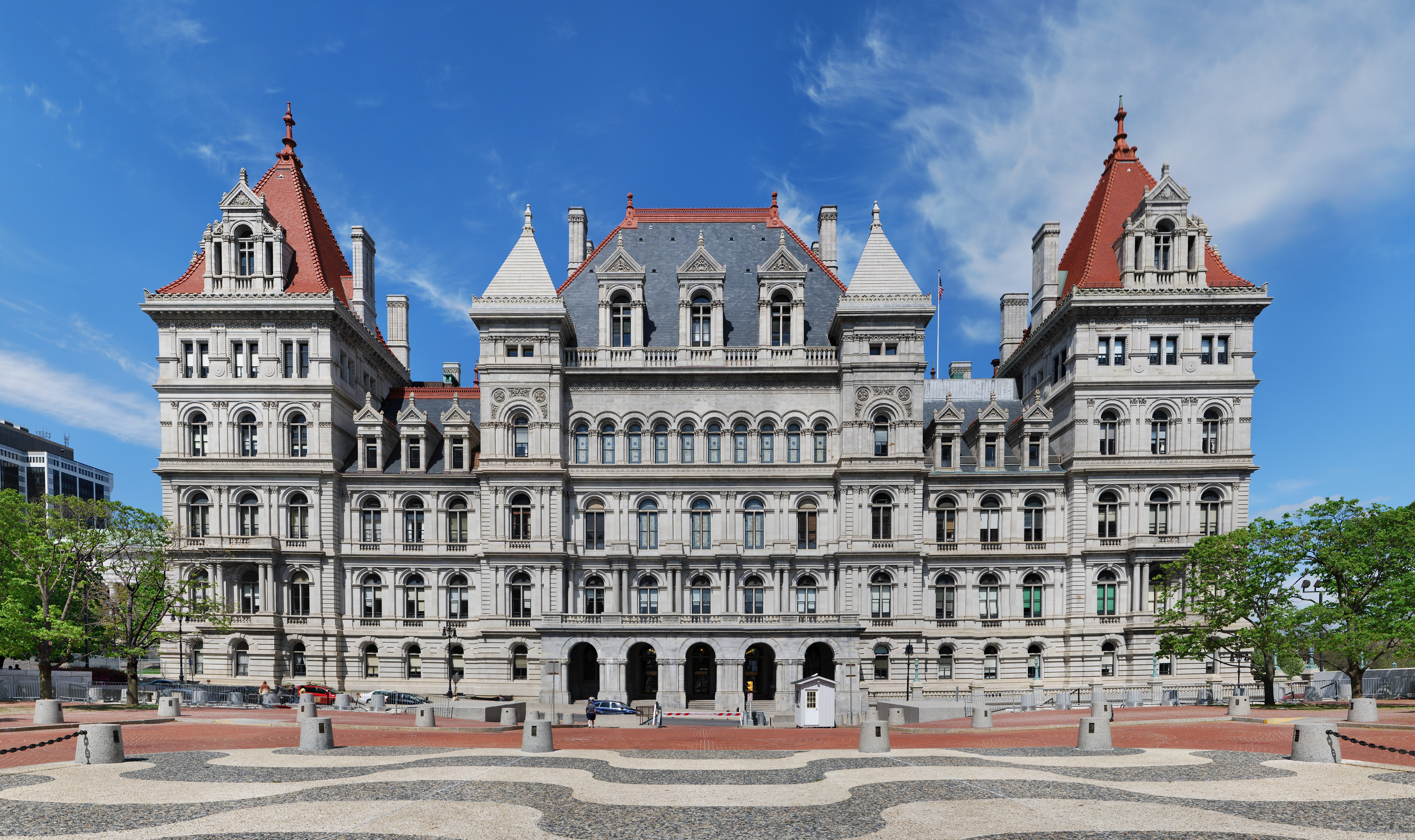
Detalles neorrománicos del capitolio del Estado de Nueva York en Albany construido también en estilo neorrenacentista (1867-1899)
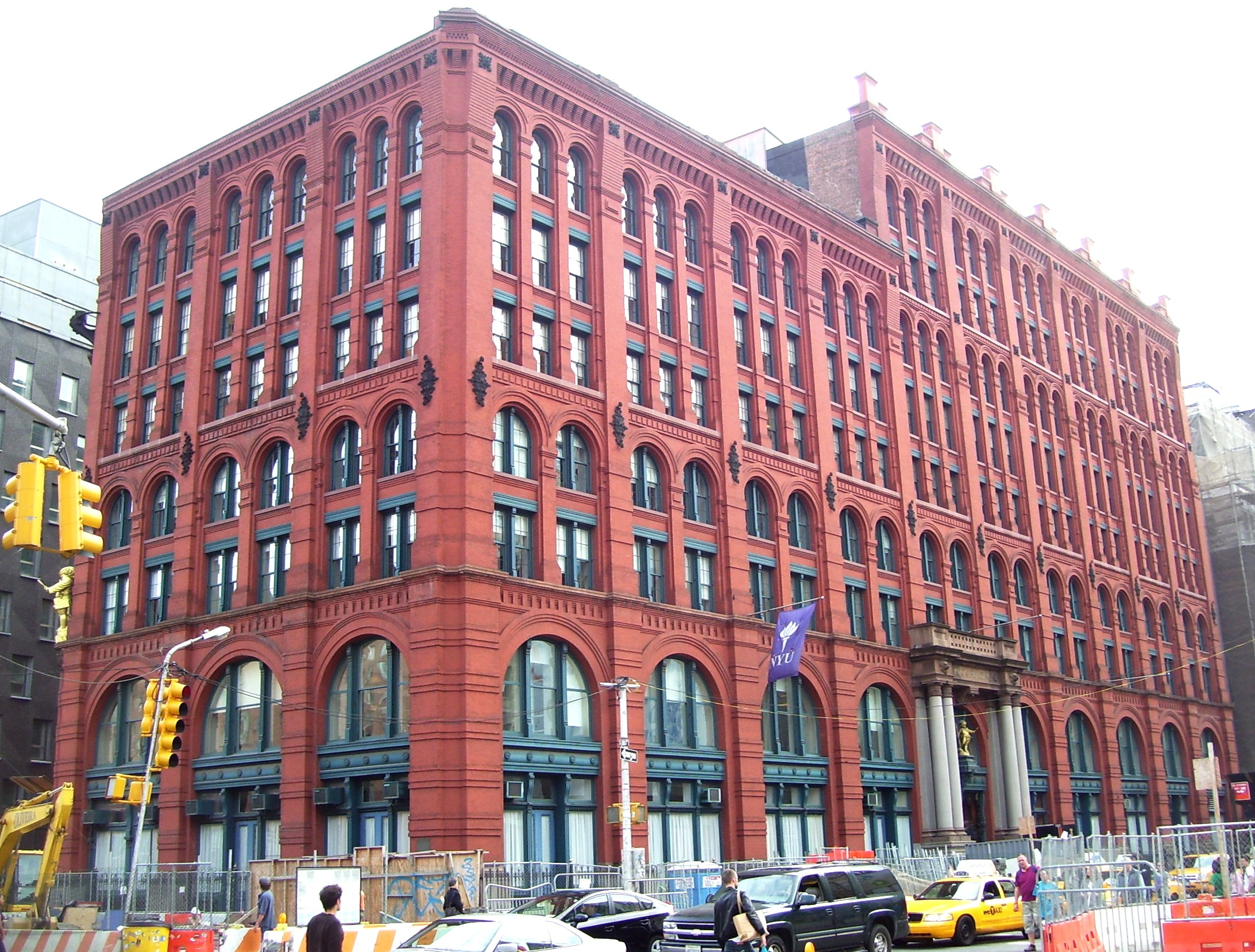
Puck Building, Nueva York, particular interpretación del neorrománico llamado Rundbogenstil  (1885-1886)
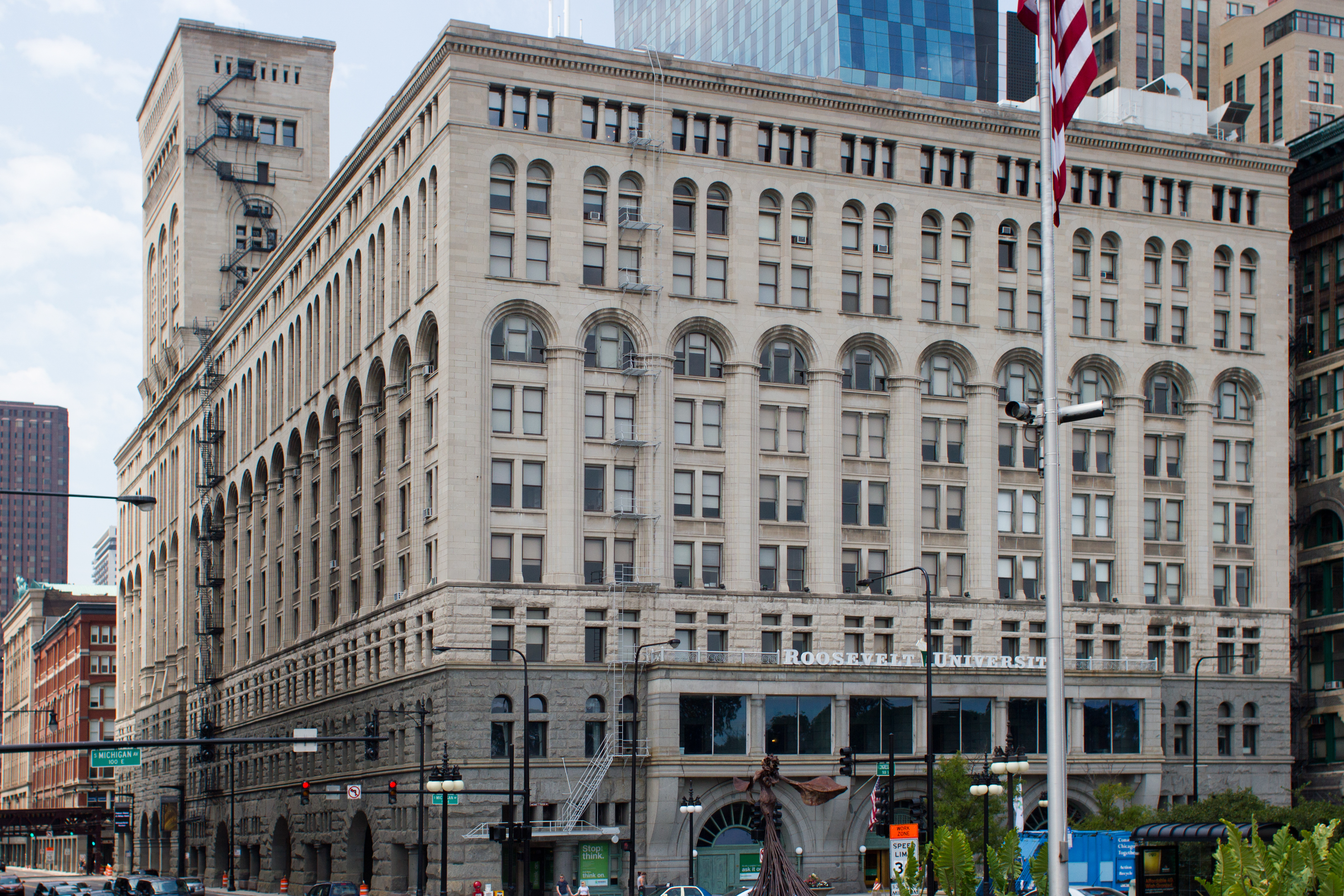
Auditorium Building, Chicago, de Adler & Sullivan (1886-1889)
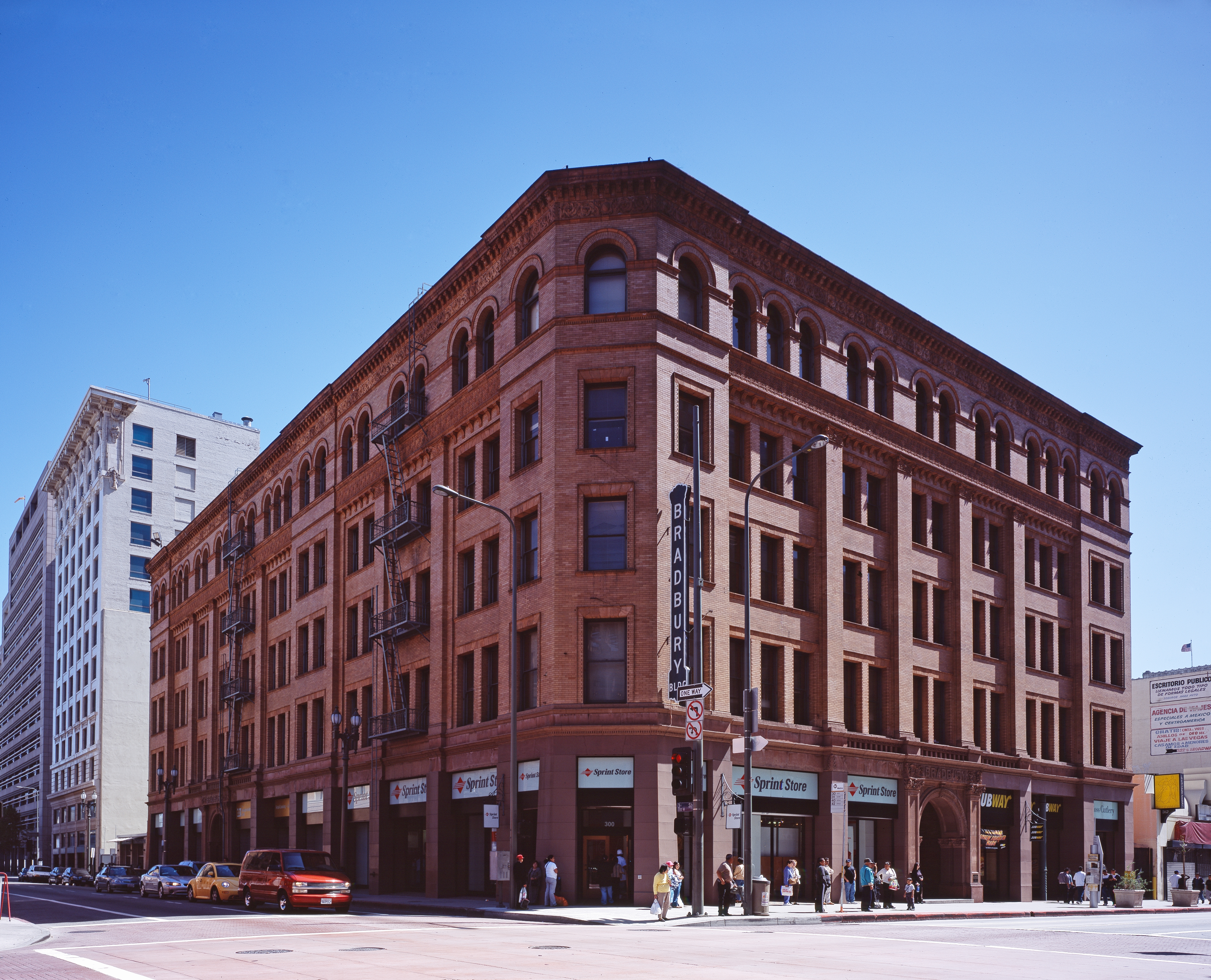
Edificio Bradbury, Los Ángeles (1893)
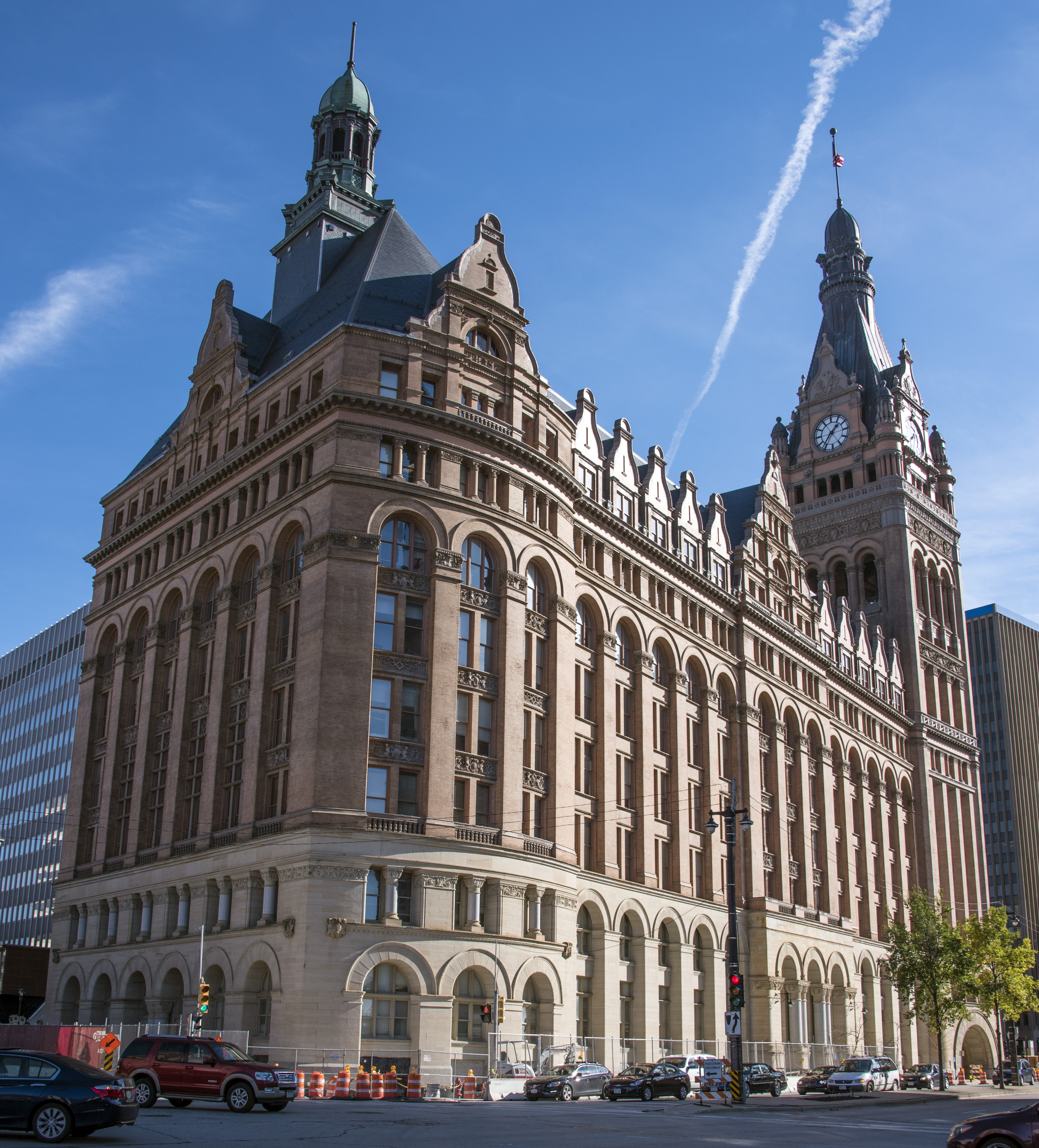
Ayuntamiento de Milwaukee (1893-1895)
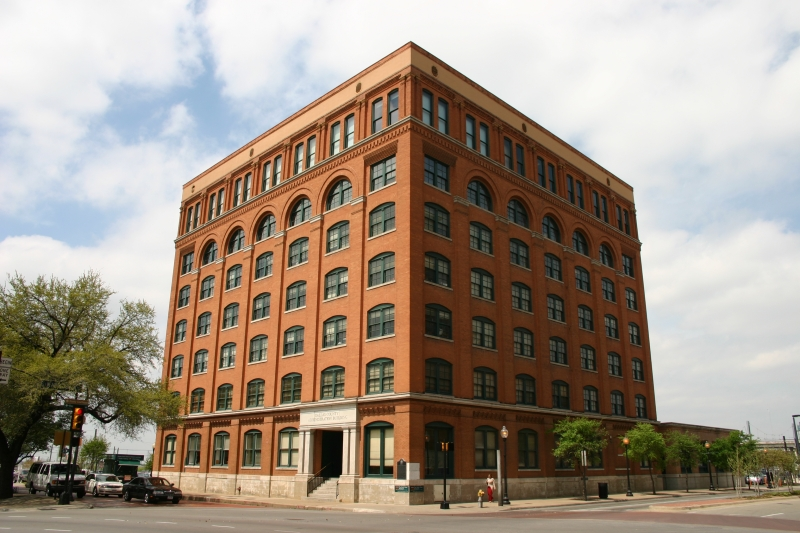
Edificio de administración del condado de Dallas, anteriormente el Texas School Book Depository (1898-1903)
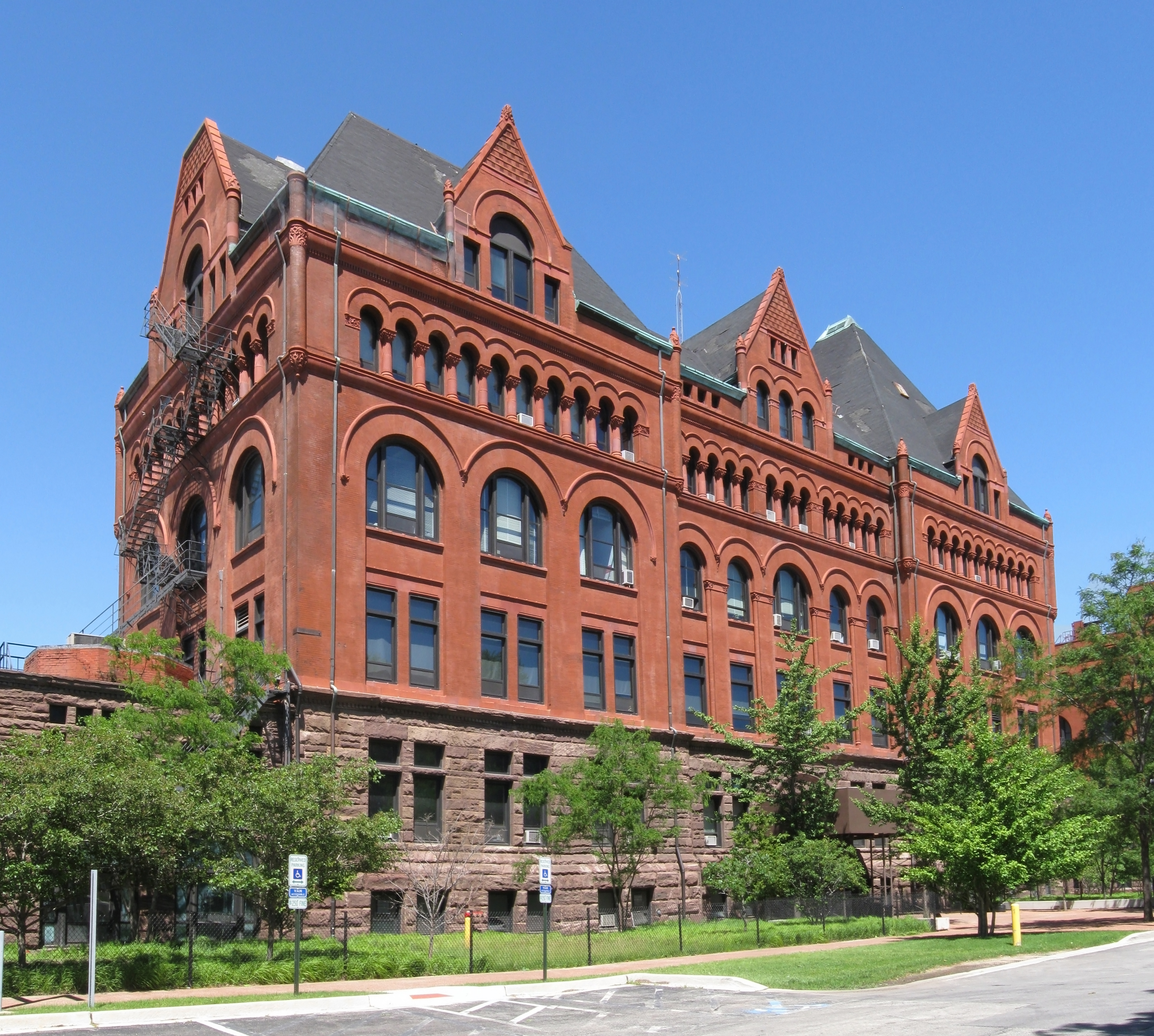
Edificio principal del Illinois Institute of Technology, arquitectos Patten & Fisher (1901)
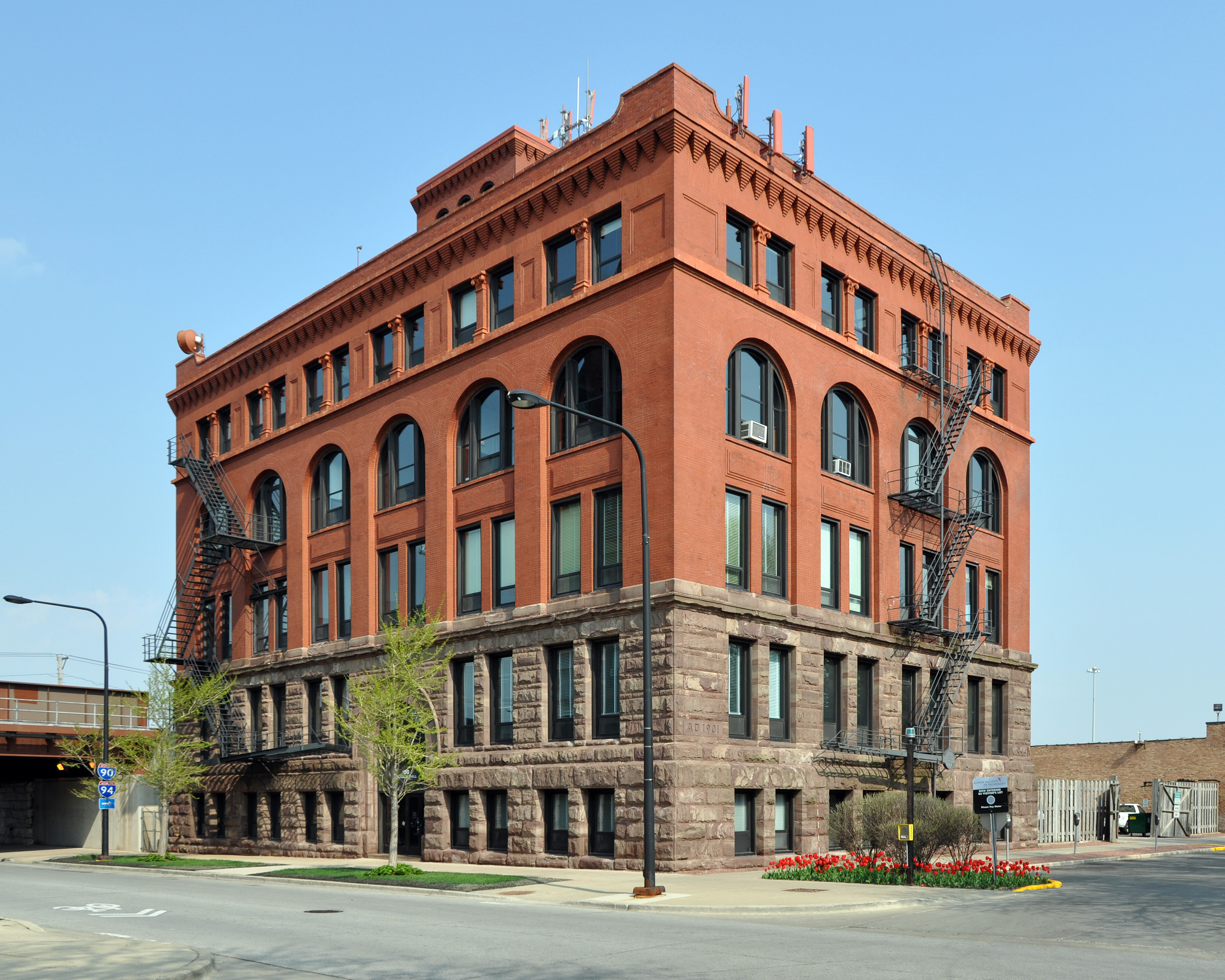
Edificio de la sala de computación del Instituto de Tecnología de Illinois (1901)
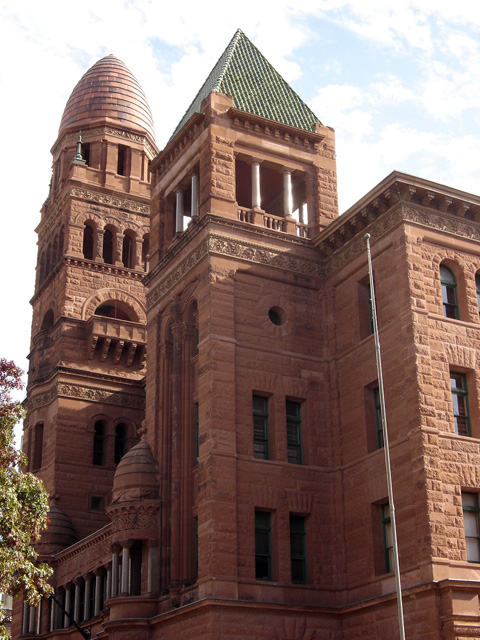
Bexar County Courthouse, San Antonio
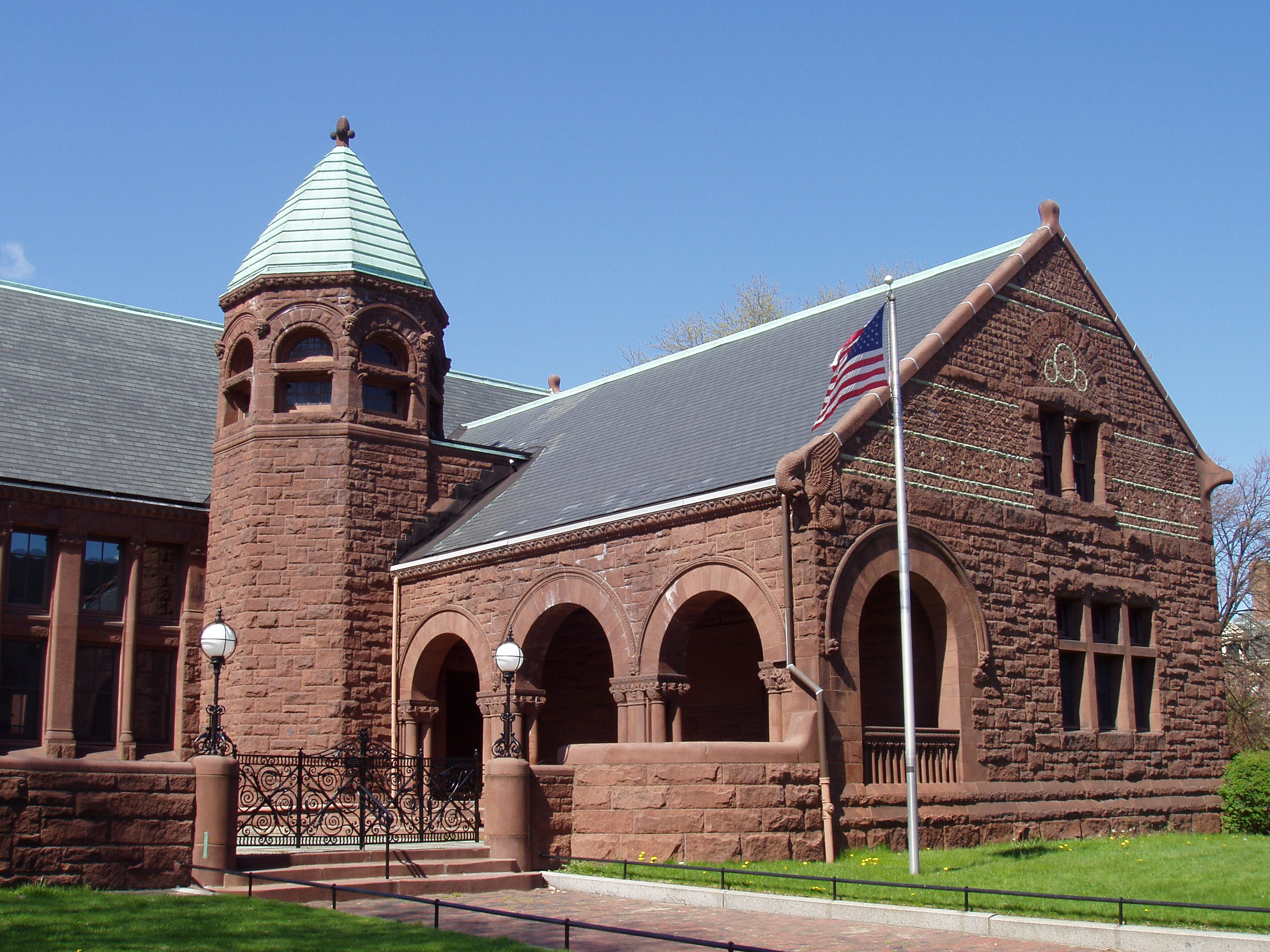
Converse Memorial Library a Malden de Richardson

### Canadá
Dos de los edificios institucionales de las legislaturas provinciales de Canadá, el Edificio Legislativo de Ontario en Toronto y los Edificios del Parlamento de Columbia Británica en Victoria, son de estilo neorrománico. También el University College, una de las siete facultades de la Universidad de Toronto, es un ejemplo del estilo neorrománico. La construcción del diseño final comenzó el 4 de octubre de 1856.

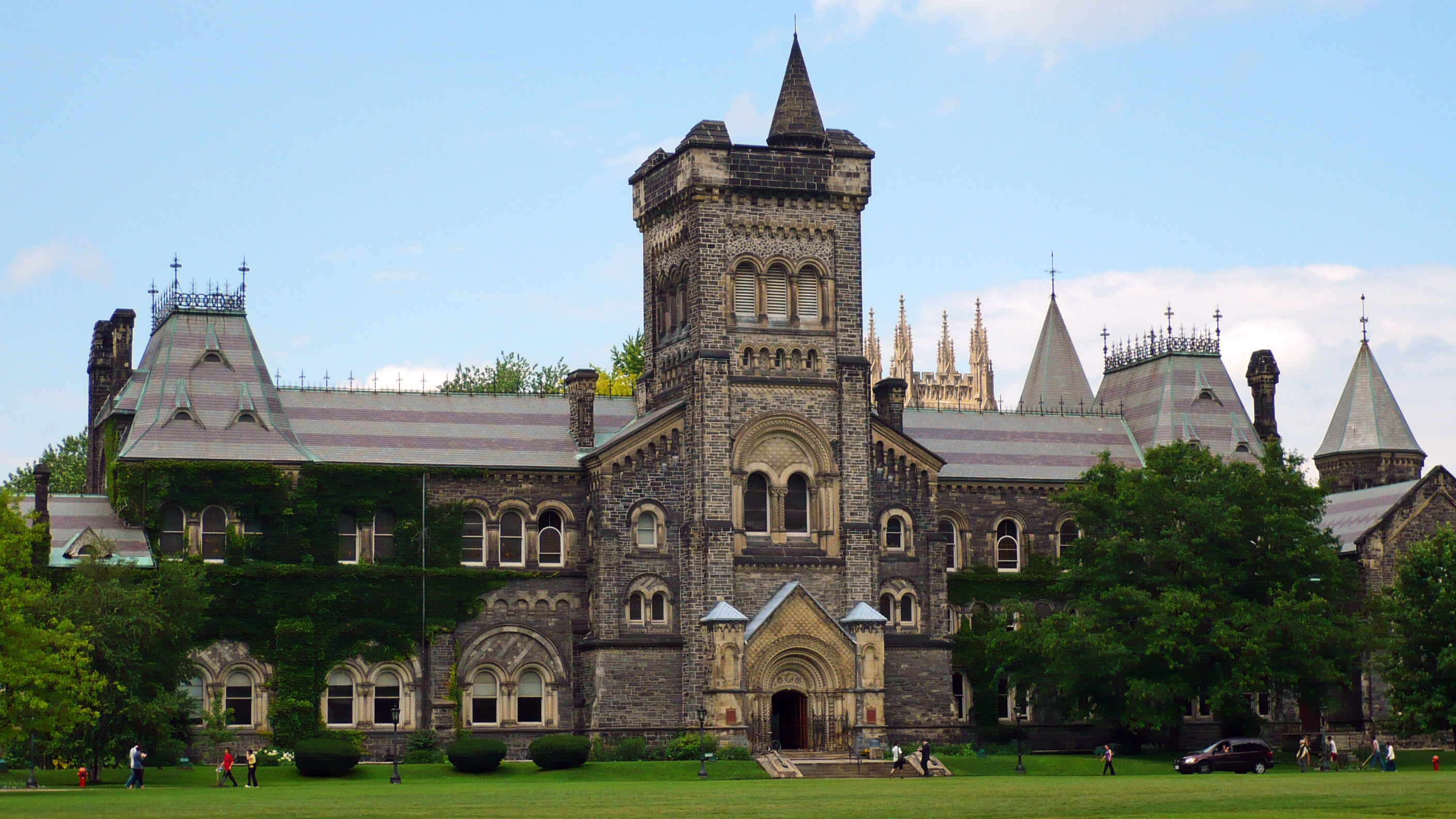
University College, Toronto, Ontario
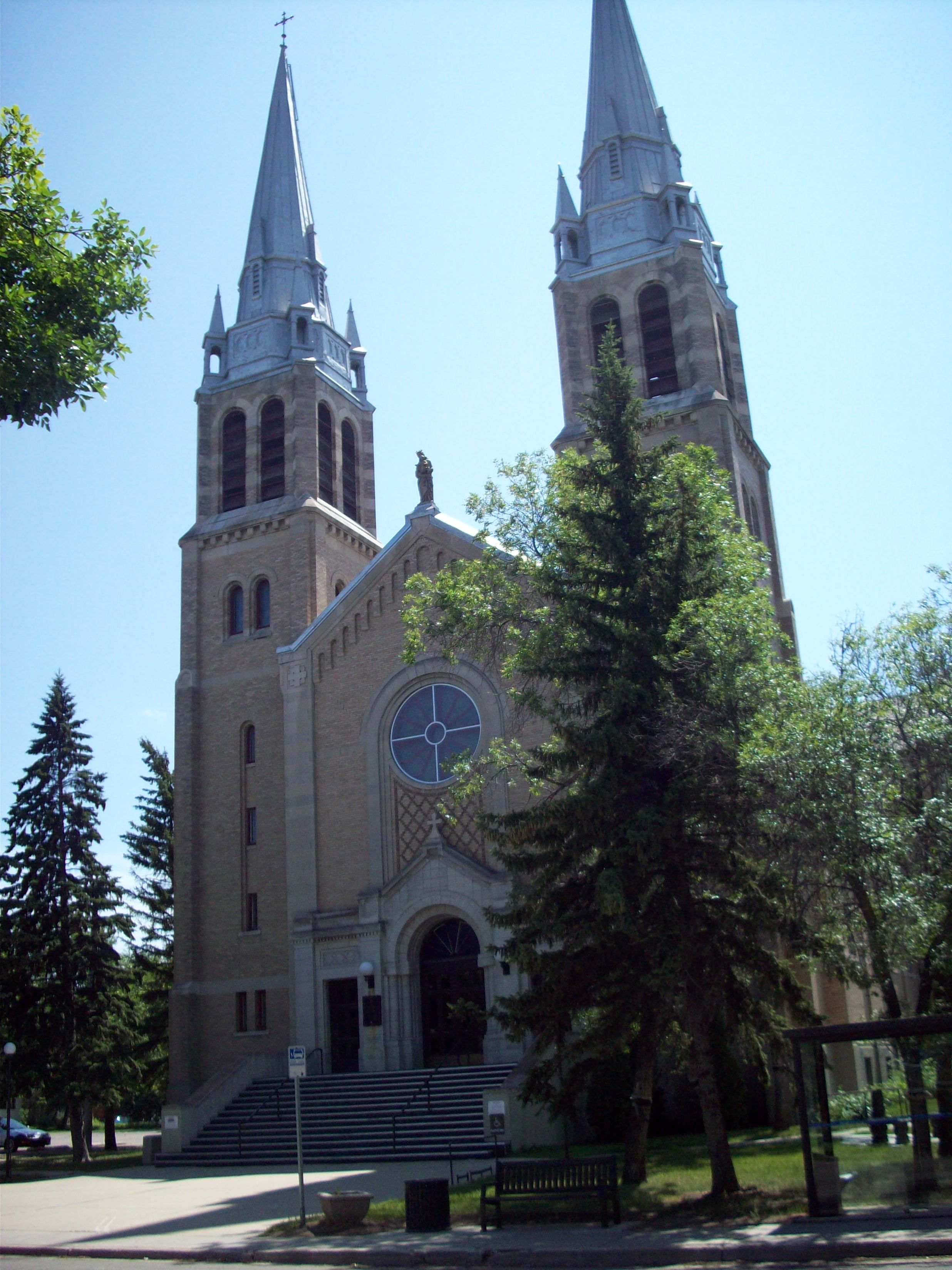
Catedral católica del Santo Rosario, Regina, Saskatchewan
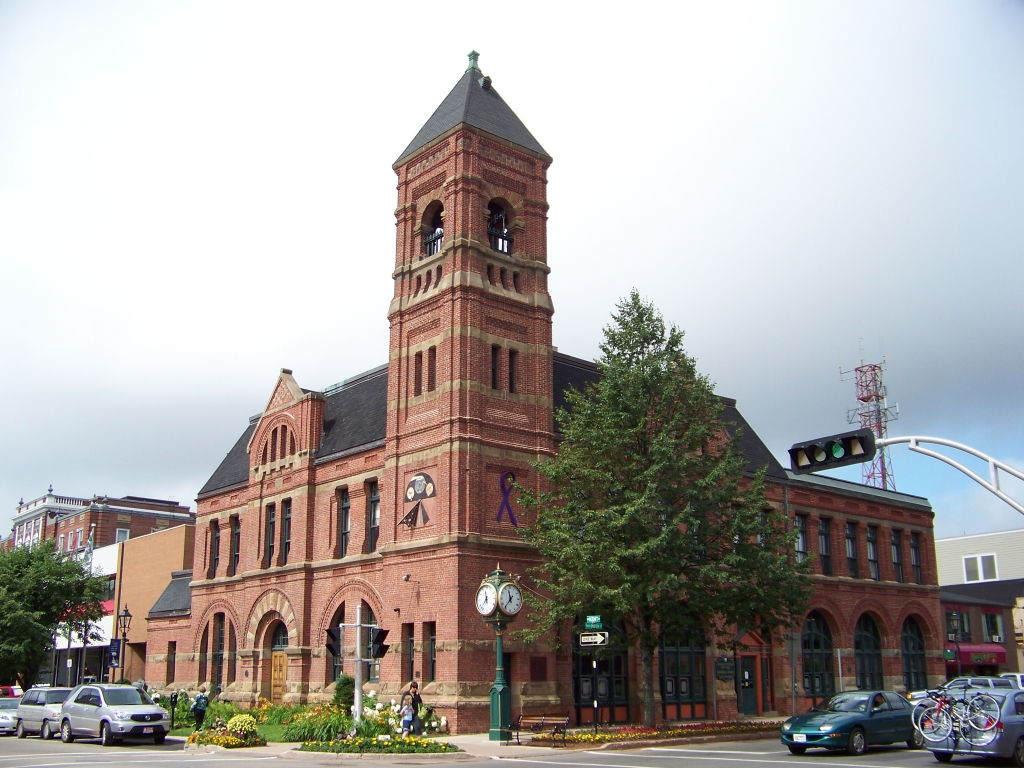
Ayuntamiento de Charlottetown, Charlottetown, Isla del Príncipe Eduardo (1887-1888)
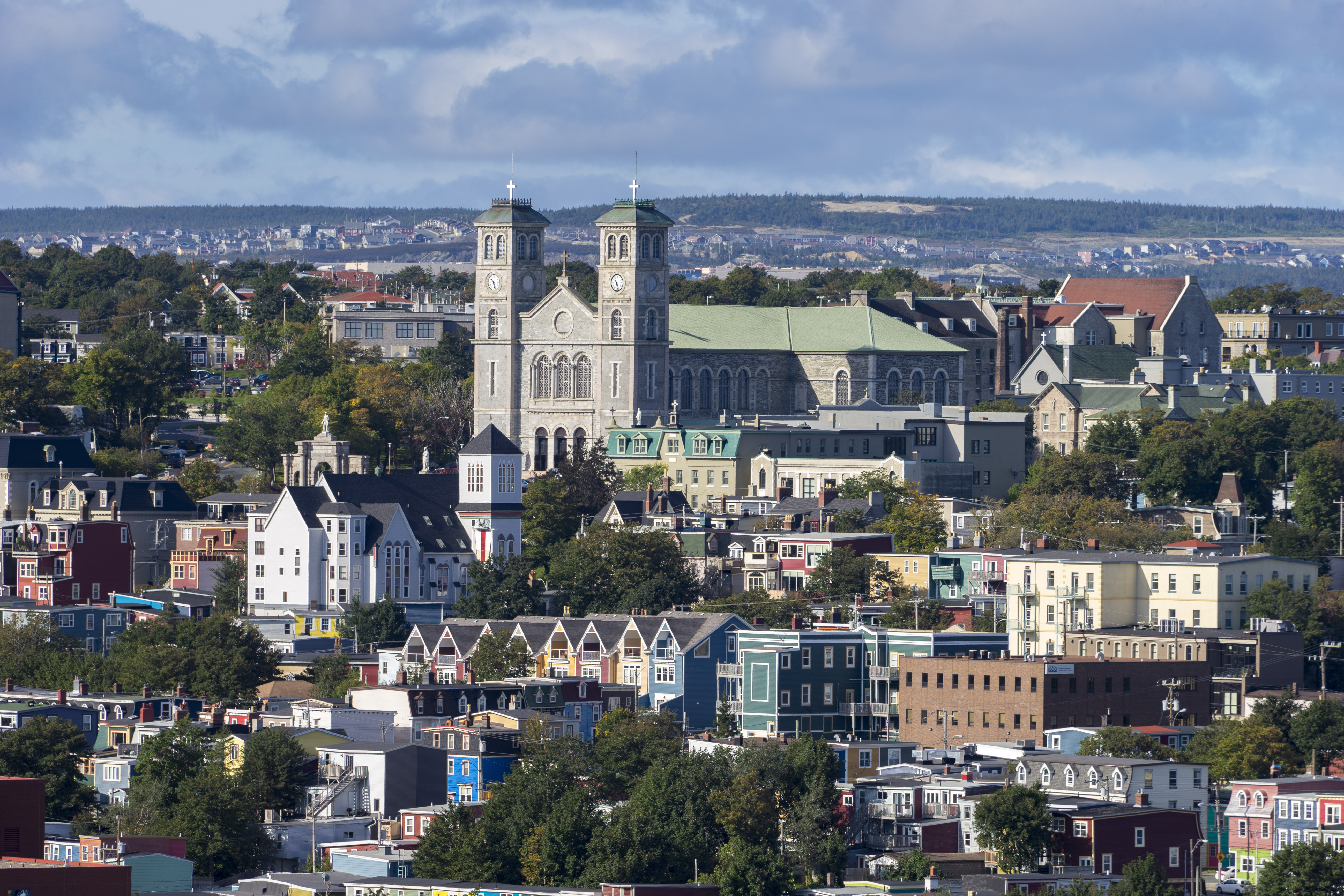
Catedral basílica de San Juan Bautista, St. John's, Terranova (1841-1855)

### Ejemplos de arquitectura neorrománica en América
Algunos ejemplos del neorrománico son Catedral de Medellín, en Colombia; e Iglesia de los Sacramentinos en Santiago de Chile.

Neoromanico de Colombia
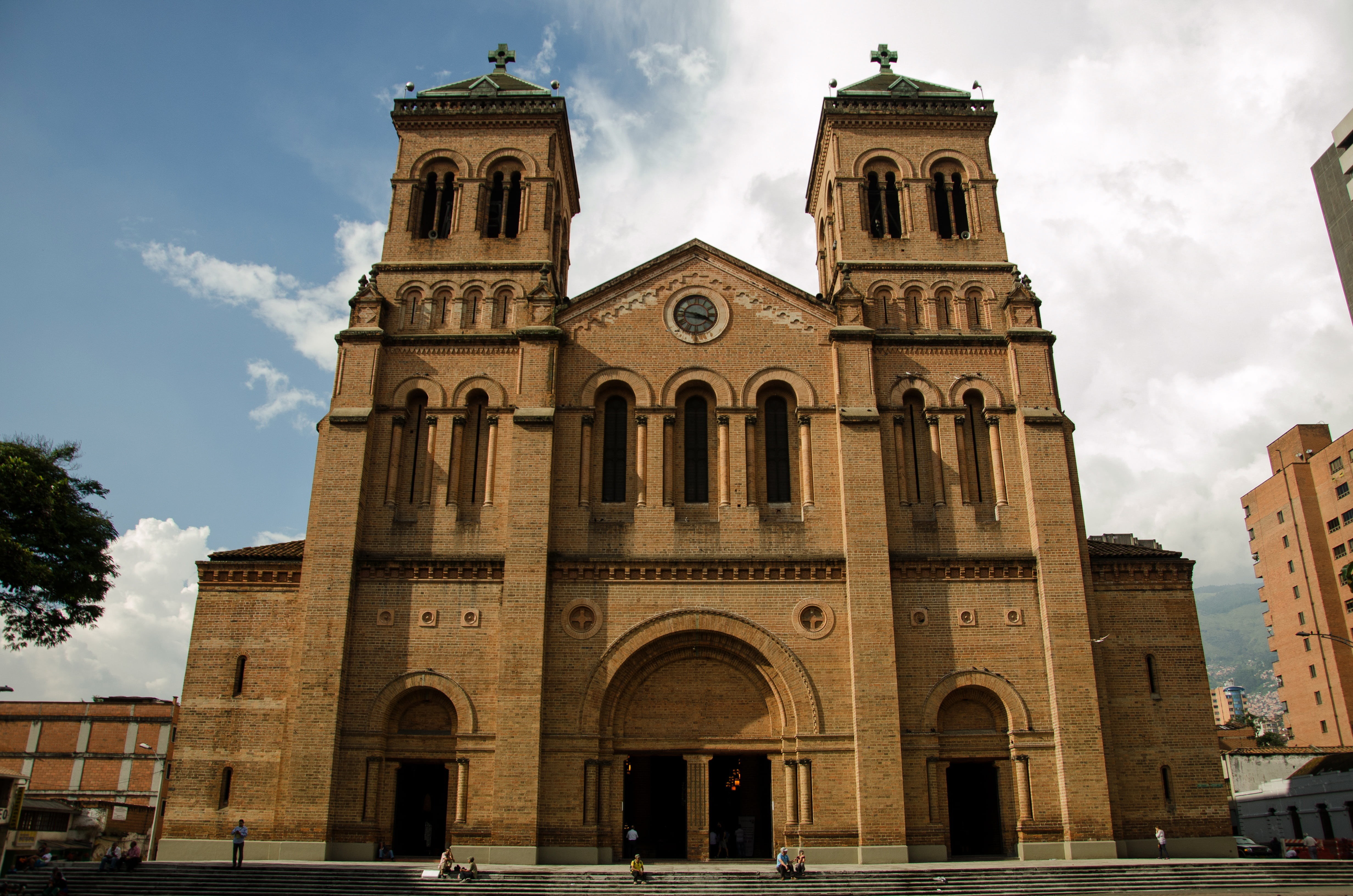
Catedral de Medellin
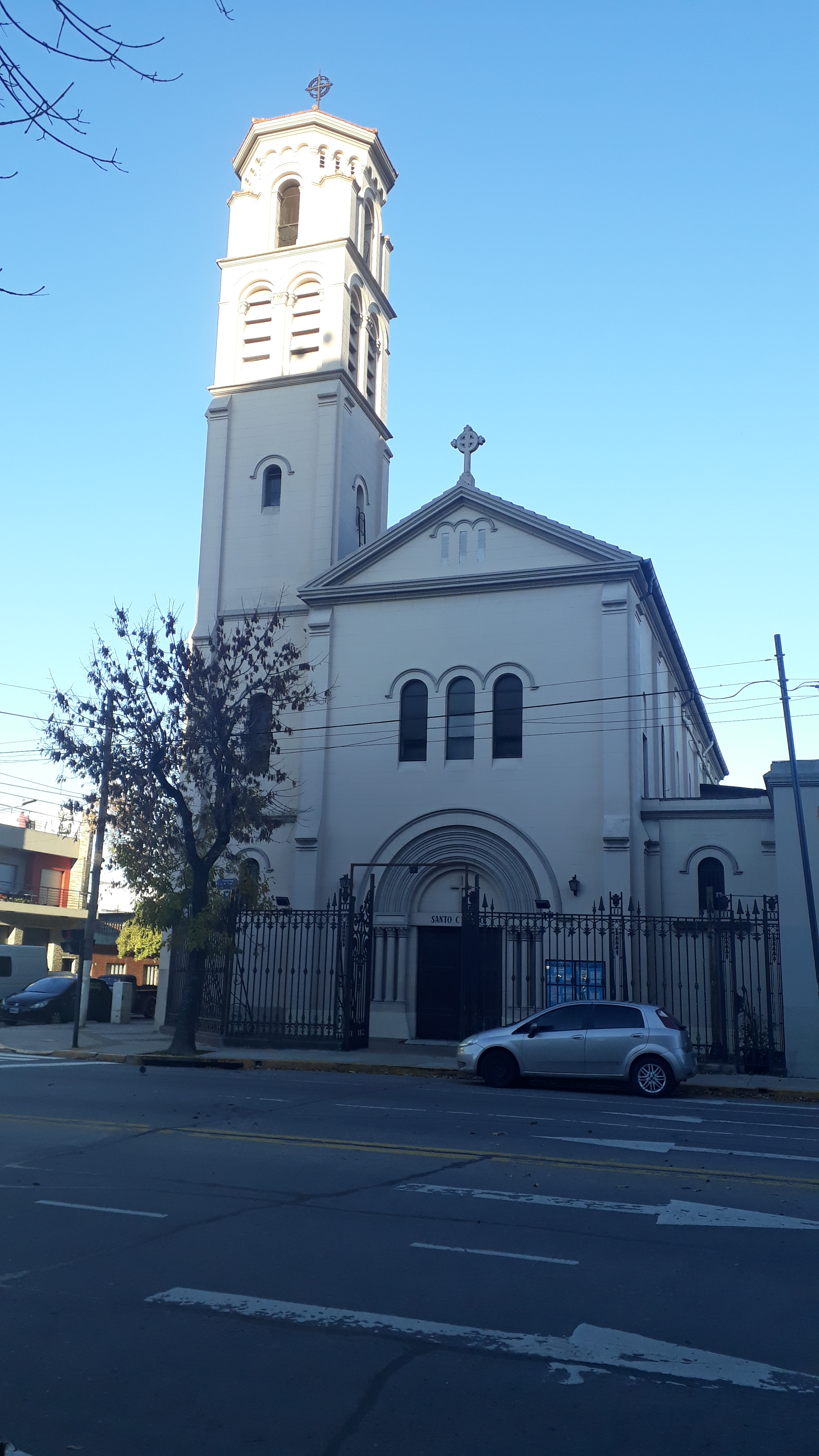
Parroquia del Santo Cristo, Villa Riachuelo, CABA, Argentina

Neorrománico en Chile
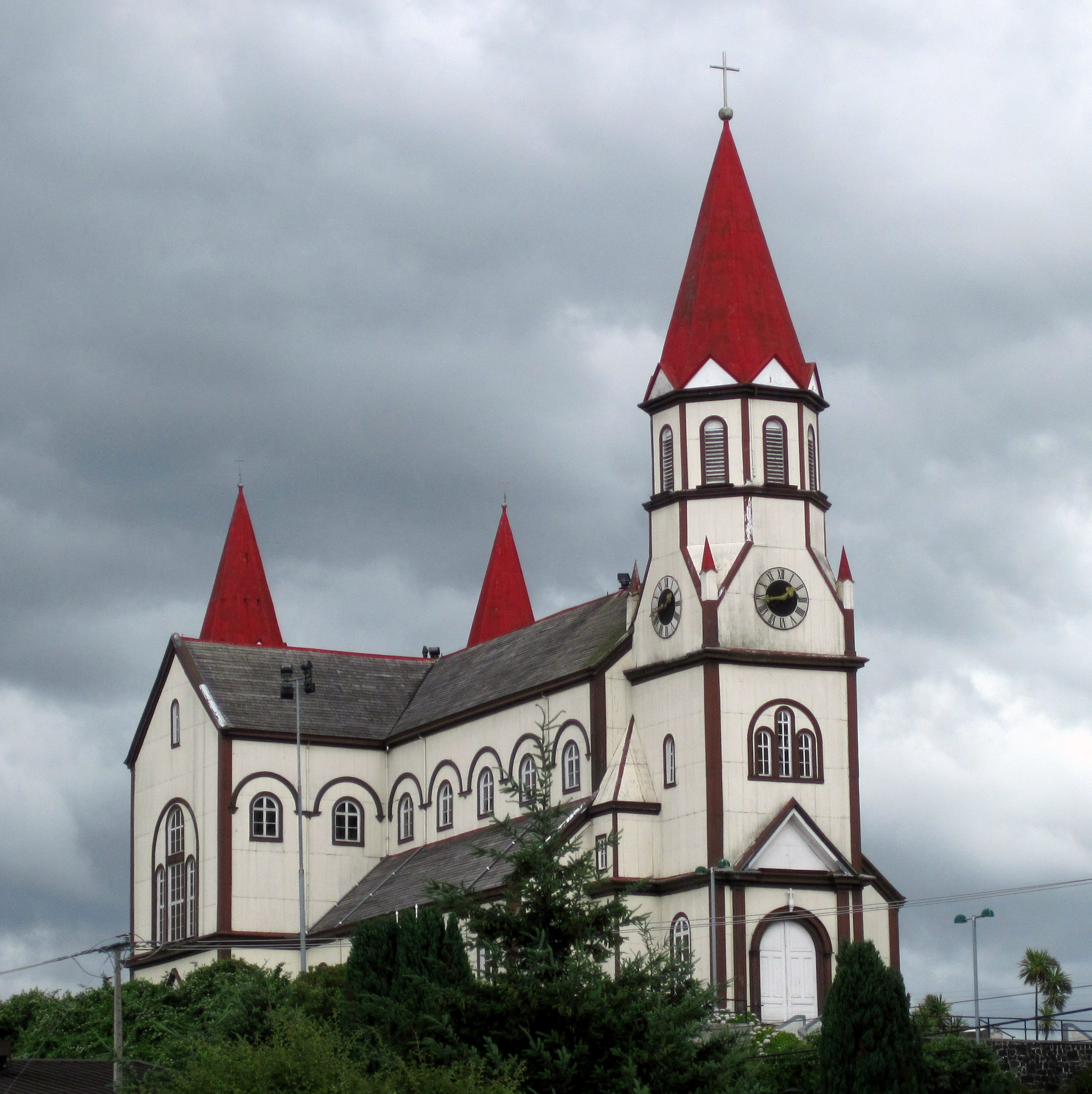
Iglesia del Sagrado Corazón de Jesús, Puerto Varas, Chile

Neorrománico en Brasil
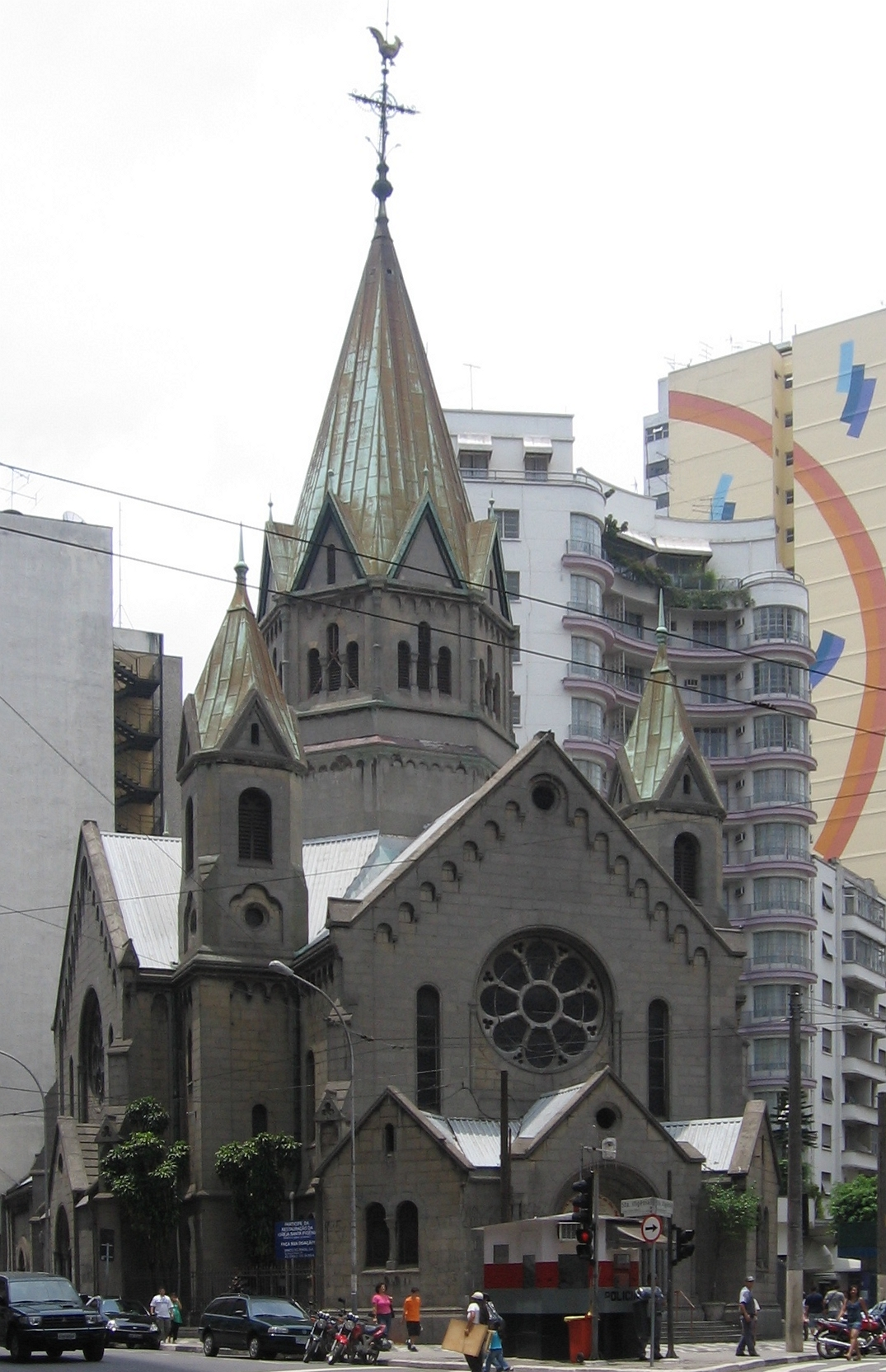
Igreja de Santa Ifigênia (1904-13), São Paulo, Brasil
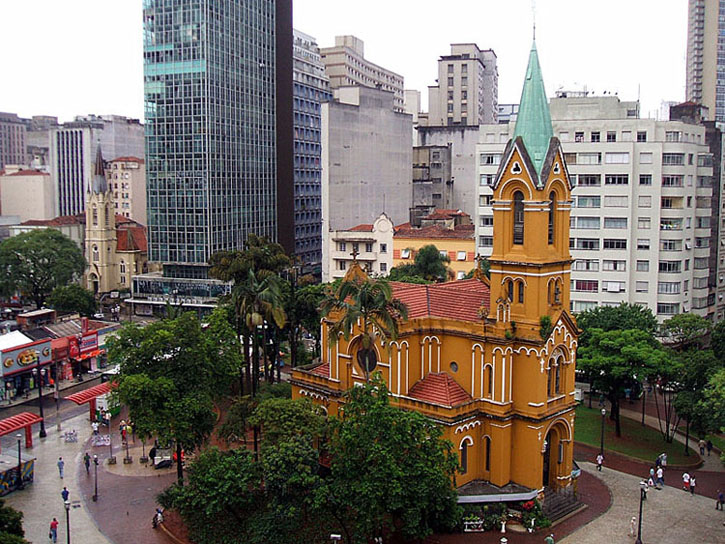
Igreja de N. S. do Rosário dos Homens Pretos (1904-1906), São Paulo, Brasil
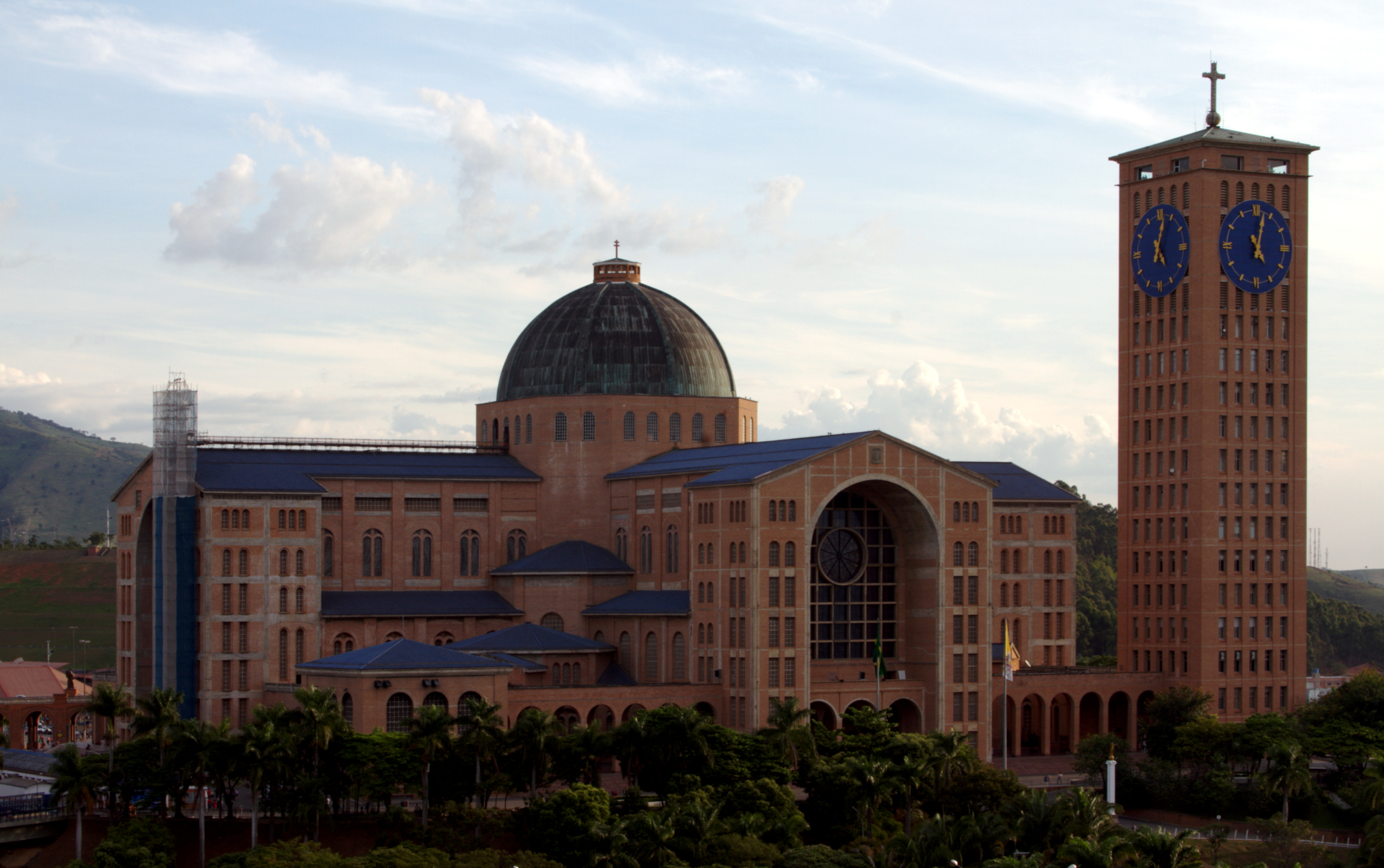
Basílica de Nossa Senhora Aparecida, em Aparecida (São Paulo)

Neorrománico en Uruguay
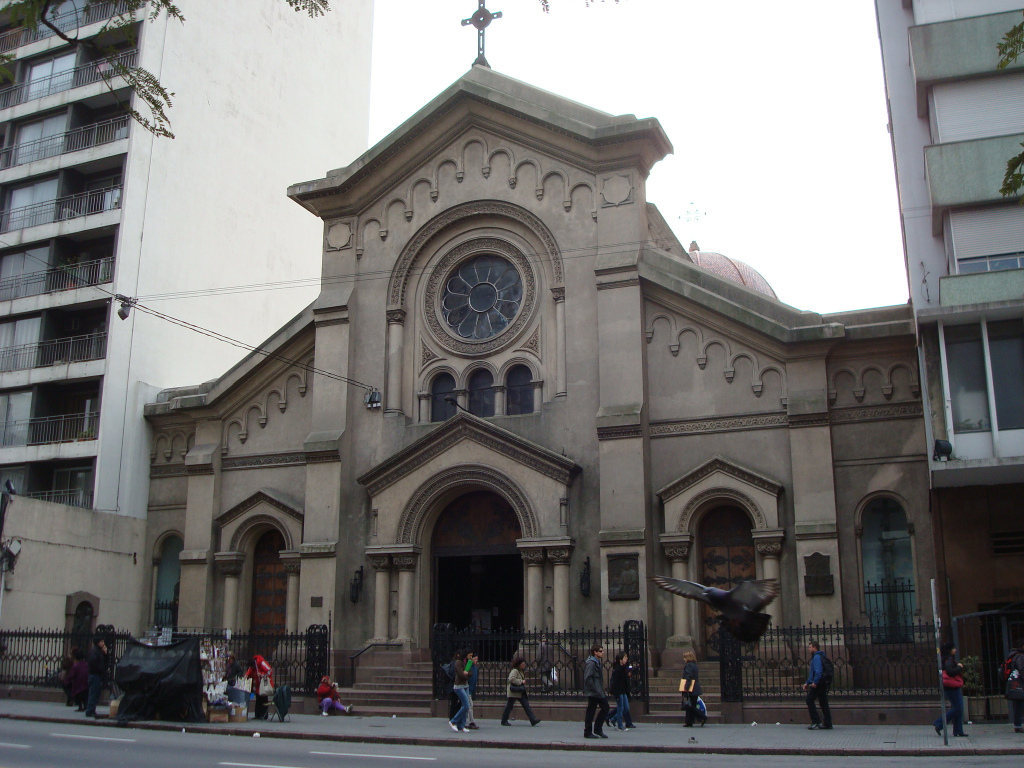
Iglesia del Cordón, Montevideo.
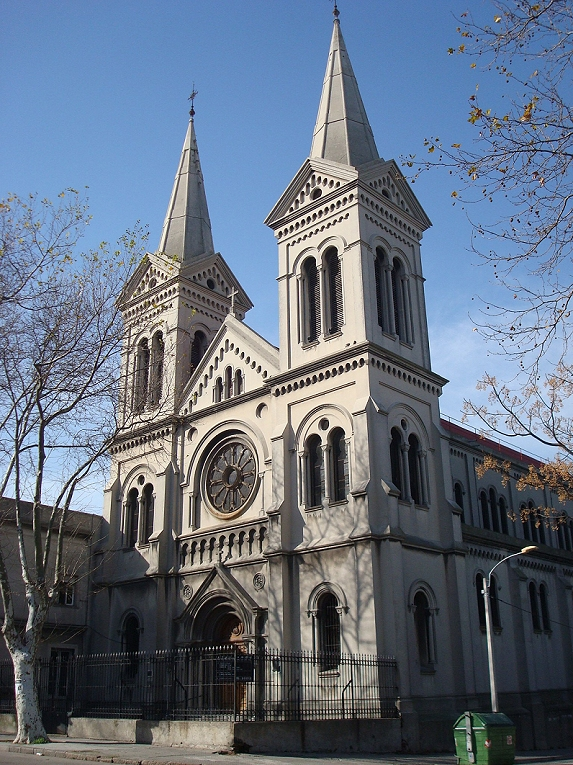
Parroquia de Tapes, Montevideo.
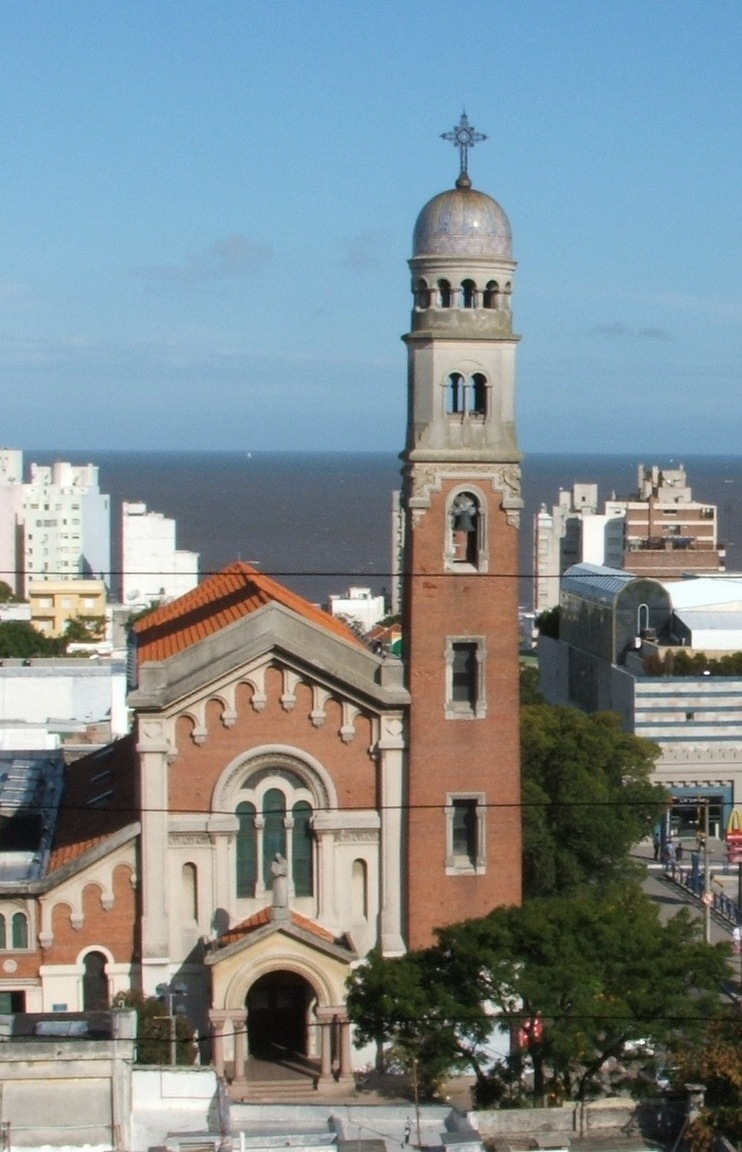
Parroquia de Punta Carretas, Montevideo.
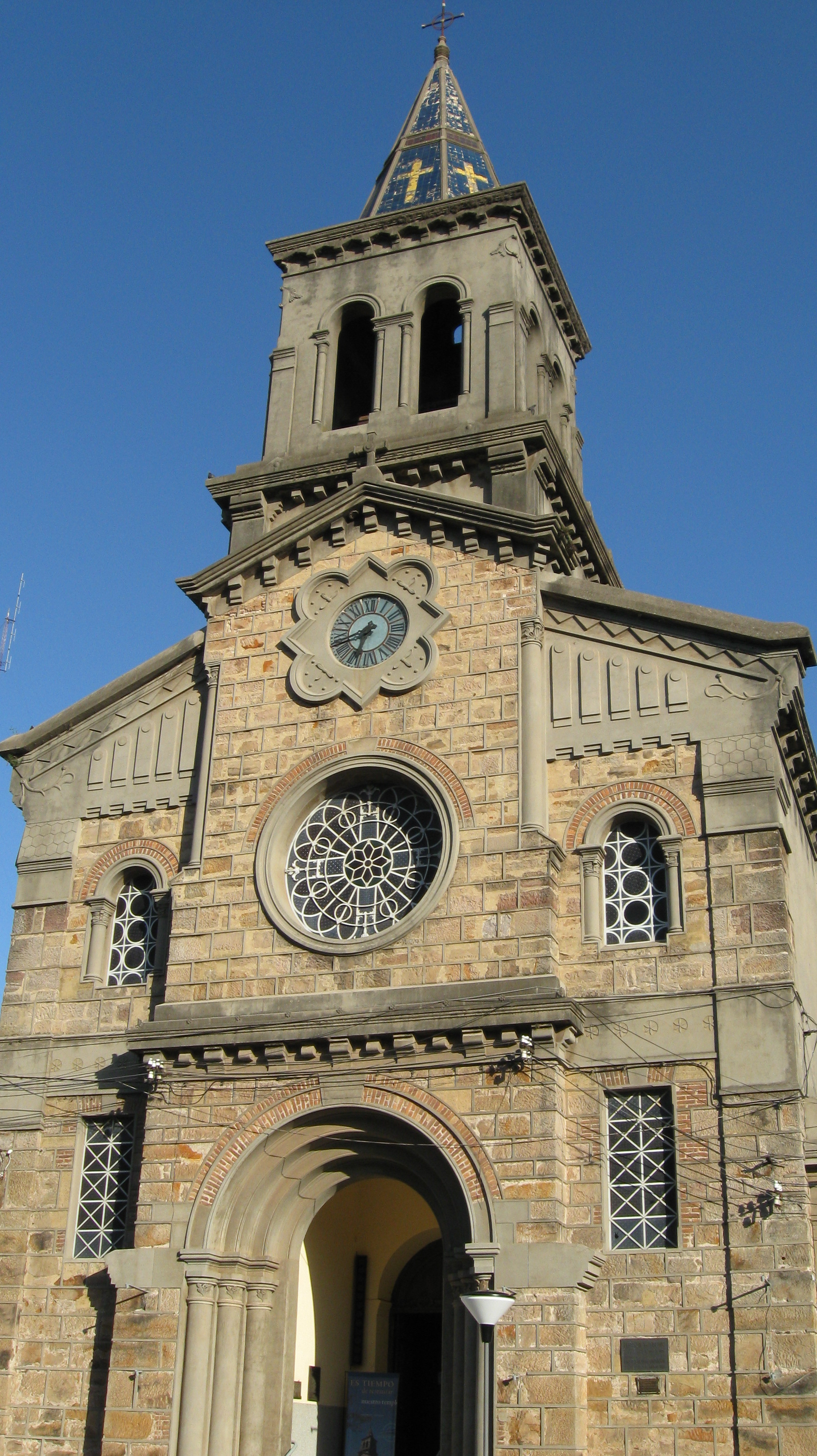
Catedral de San Fructuoso, Tacuarembó.